# Lijst van personen overleden in 1994
Dit is een lijst van personen die zijn overleden in 1994.

## Januari

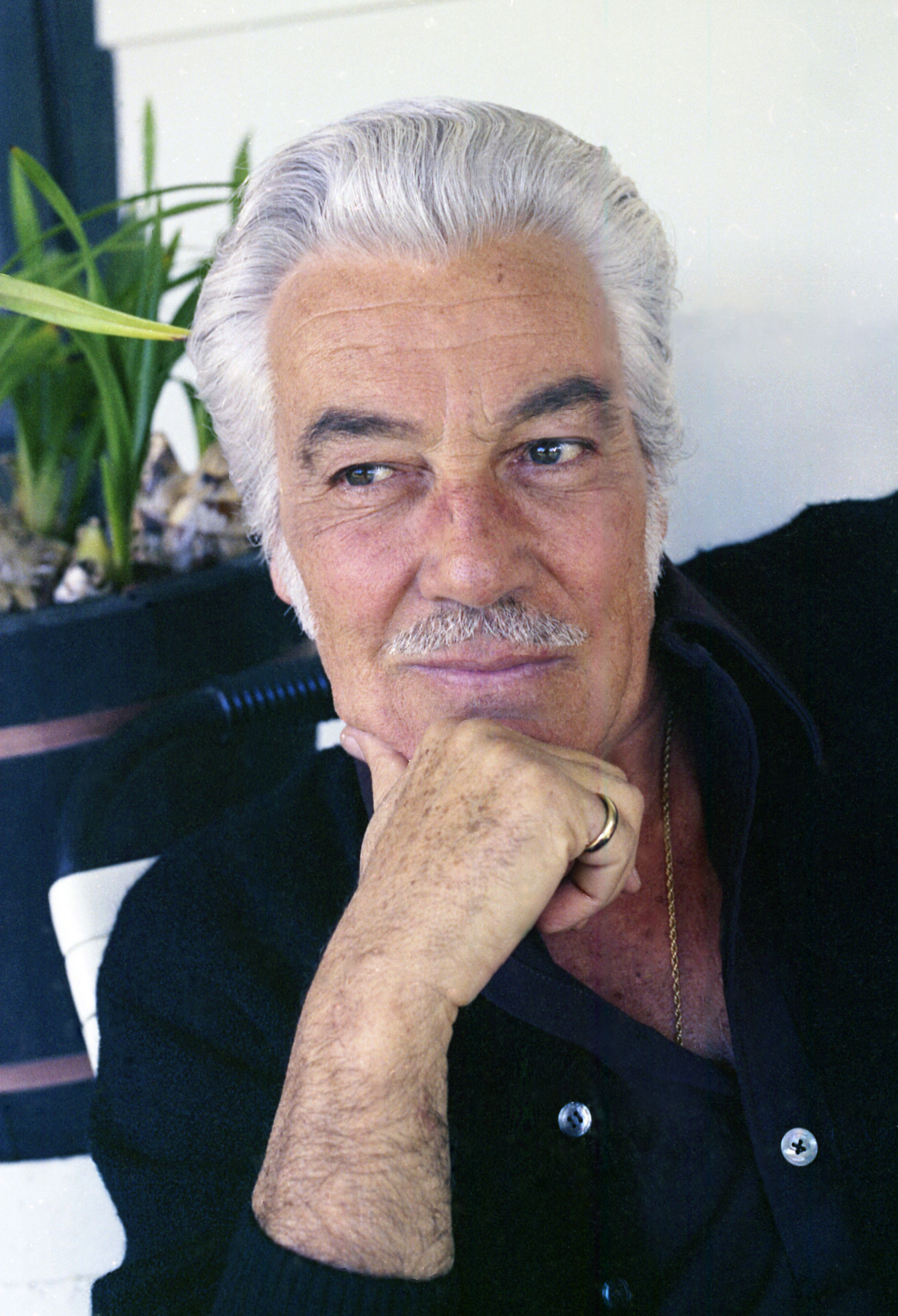
Cesar Romero
1 januari

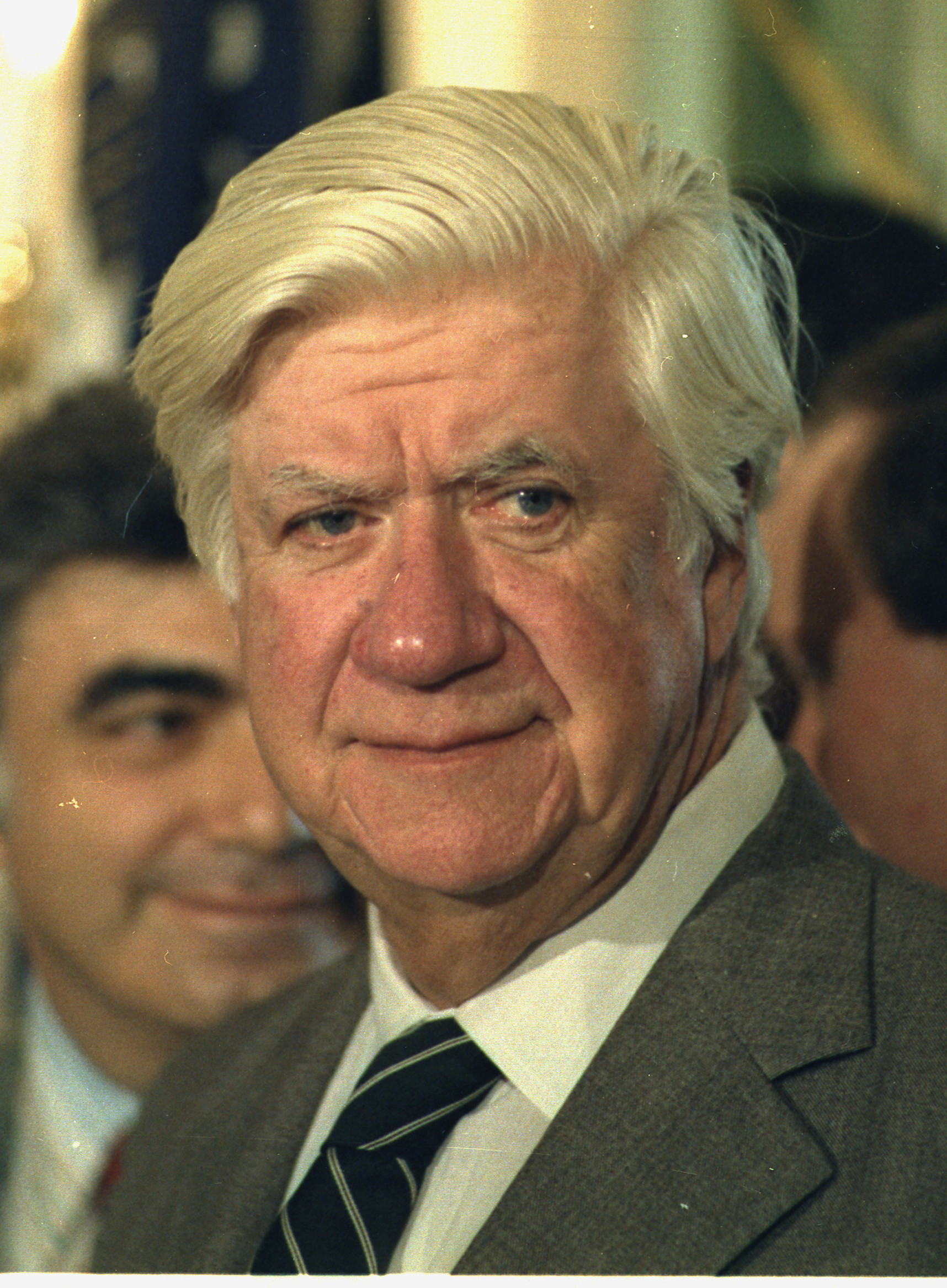
Tip O'Neill
5 januari

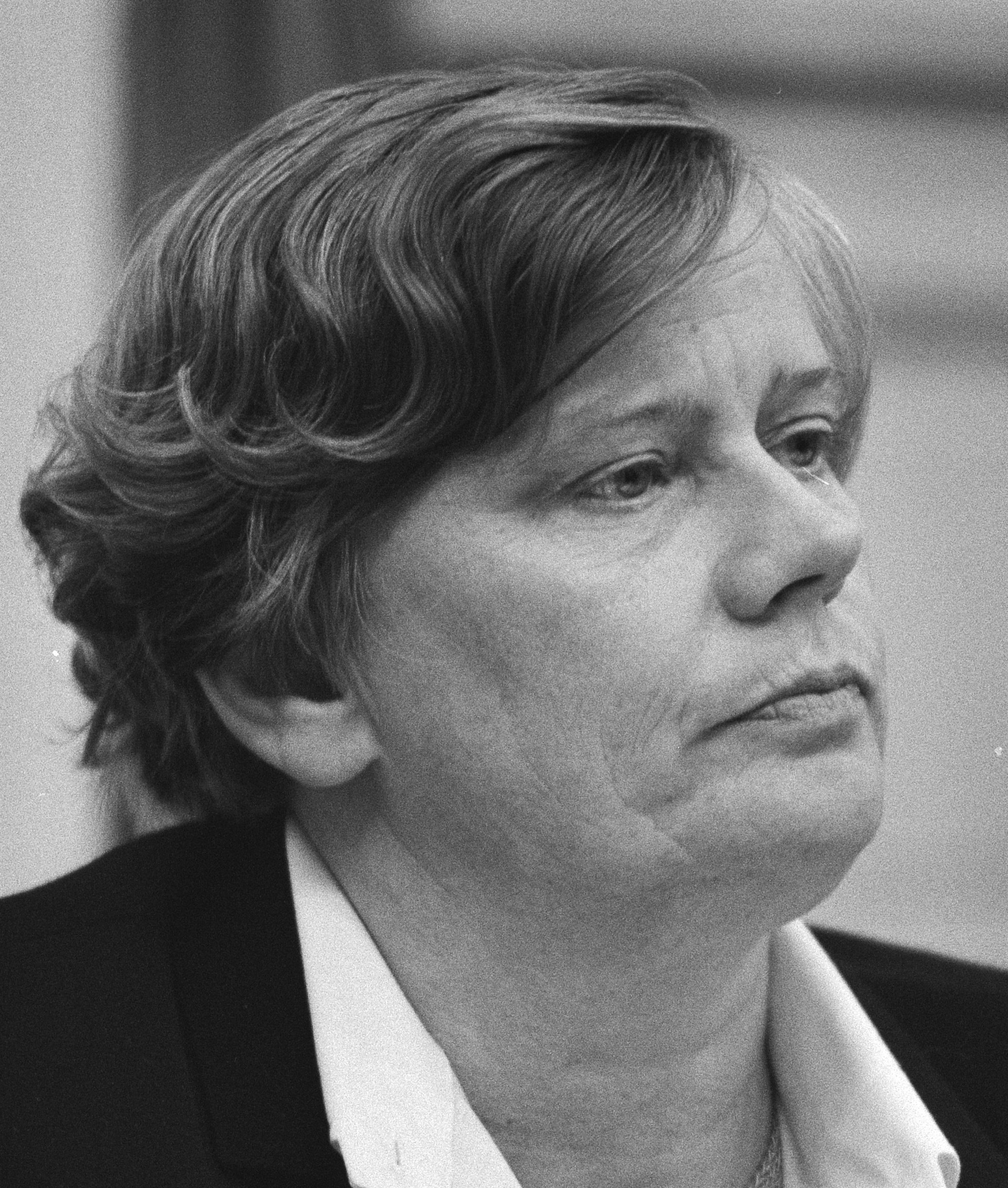
Ien Dales
10 januari

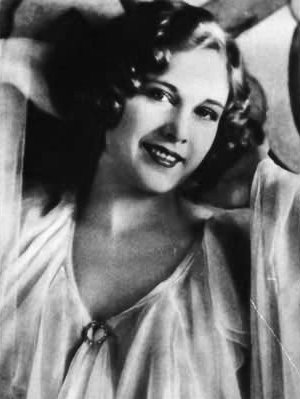
Esther Ralston
14 januari

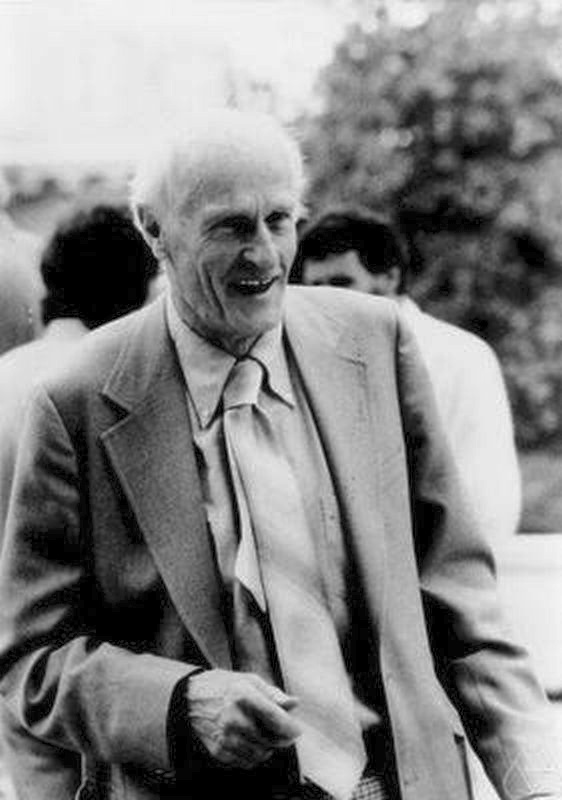
Stephen Cole Kleene
25 januari

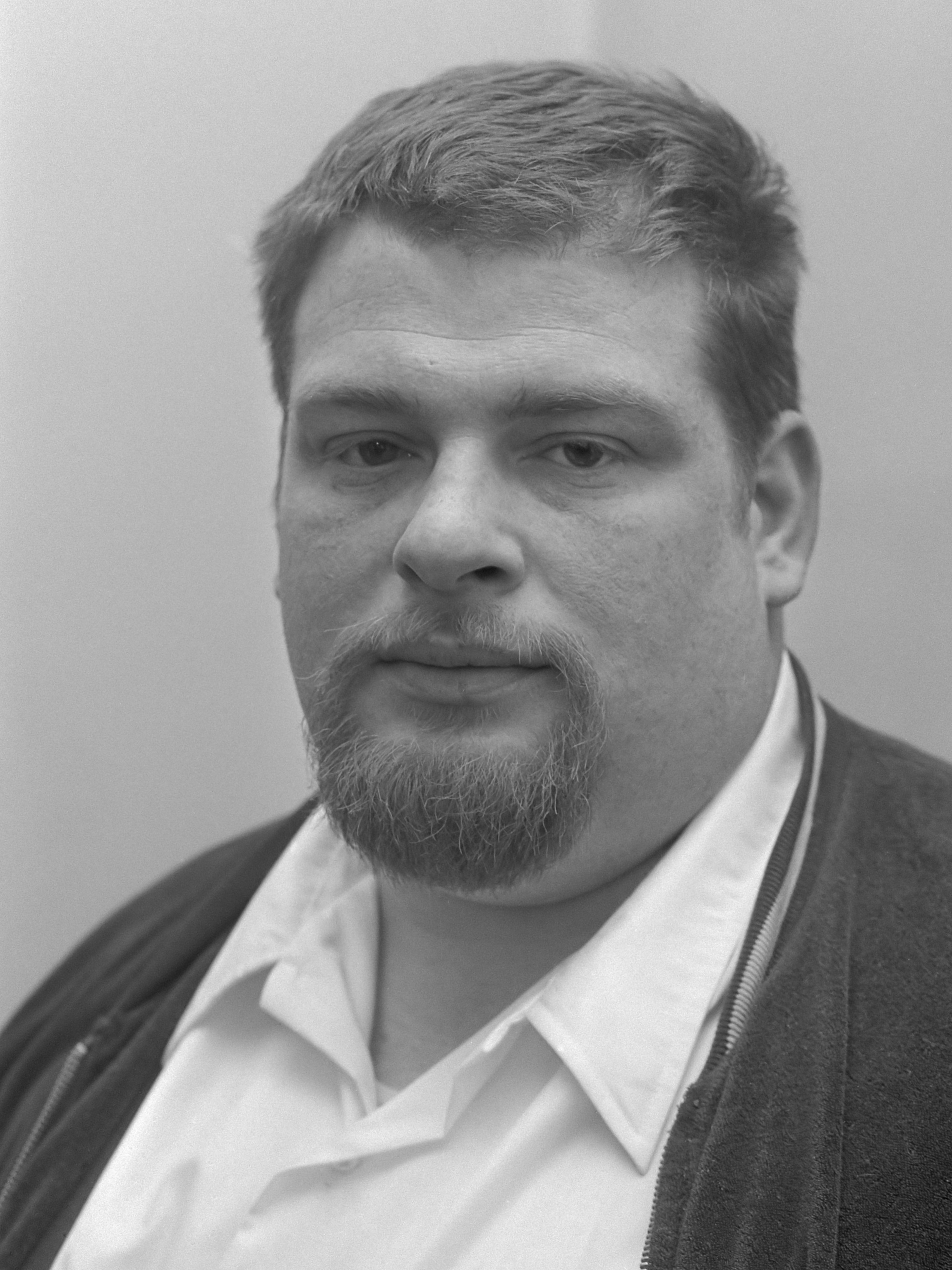
Jan Schaefer
30 januari

| 1 | 2 | 3 | 4 | 5 | 6 | 7 | 8 | 9 | 10 | 11 | 12 | 13 | 14 | 15 | 16 | 17 | 18 | 19 | 20 | 21 | 22 | 23 | 24 | 25 | 26 | 27 | 28 | 29 | 30 | 31 |
| - | - | - | - | - | - | - | - | - | -- | -- | -- | -- | -- | -- | -- | -- | -- | -- | -- | -- | -- | -- | -- | -- | -- | -- | -- | -- | -- | -- |

### 1 januari
- Cesar Romero (86), Cubaans-Amerikaans acteur
- Werner Schwab (35), Oostenrijks toneelschrijver

### 2 januari
- Pierre-Paul Schweitzer (81), Frans bankier

### 4 januari
- Reijer Hooykaas (87), Nederlands scheikundige
- Sonja Meijer (64), Nederlands beeldhouwster
- Gerardus Sizoo (93), Nederlands natuurkundige

### 5 januari
- Tip O'Neill (81), Amerikaans politicus
- Louis Rudolph Jules van Rappard (87), Nederlands politicus

### 6 januari
- Adri van Es (80), Nederlands politicus
- Fred Zinner (90), Belgisch atleet

### 7 januari
- Øistein Sommerfeldt (74), Noors componist en dirigent
- Phoumi Vongvichit (84), Laotiaans politicus

### 8 januari
- Harry Boye Karlsen (73), Noors voetballer
- Hendrik Christiaan van de Leur (95), Nederlands architect

### 10 januari
- Sven-Erik Bäck (74), Zweeds componist en dirigent
- Ien Dales (62), Nederlands politica

### 11 januari
- Francis Hermannus van der Bend (82), Nederlands burgemeester

### 13 januari
- F.R. Boschvogel (91), Belgisch schrijver

### 14 januari
- Myron Fohr (81), Amerikaans autocoureur
- Federica Montseny (88), Spaans-Catalaanse syndicaliste, anarchiste en schrijfster
- Esther Ralston (91), Amerikaans actrice
- Delio Rodríguez (77), Spaans wielrenner

### 15 januari
- Gabriel-Marie Garrone (92), Frans kardinaal
- Harry Nilsson (52), Amerikaans zanger

### 17 januari
- Georges Cziffra (72), Hongaars pianist
- Martha Posno (77), Nederlands actrice

### 19 januari
- Maurits Gerard De Keyzer (87), Belgisch bisschop
- Jef Vliers (61), Belgisch voetballer en trainer

### 20 januari
- Matt Busby (84), Schots voetballer en trainer
- Rudolf Schwarz (88), Oostenrijks dirigent
- Aar van de Werfhorst (86), Nederlands schrijver en journalist

### 21 januari
- Bassel al-Assad (31), Syrisch militair
- Frans Dictus (86), Belgisch wielrenner
- Wayne Selser (73), Amerikaans autocoureur

### 22 januari
- Jean-Louis Barrault (83), Frans acteur
- Graziano Battistini (57), Italiaans wielrenner
- Telly Savalas (72), Amerikaans acteur

### 25 januari
- Flip Fermin (46), Nederlands striptekenaar
- Stephen Cole Kleene (85), Amerikaans wiskundige

### 29 januari
- Tollien Schuurman (81), Nederlands atlete

### 30 januari
- Finn Arnestad (78), Noors componist
- Pierre Boulle (81), Frans schrijver
- Loris Malaguzzi (73), Italiaans pedagoog
- Jan Schaefer (53), Nederlands politicus
- Jan Spiering (56), Nederlands beeldhouwer

### 31 januari
- Dieudonné Devrindt (82), Belgisch atleet
- Mary Meijer-van der Sluis (76), Nederlands schermer

## Februari

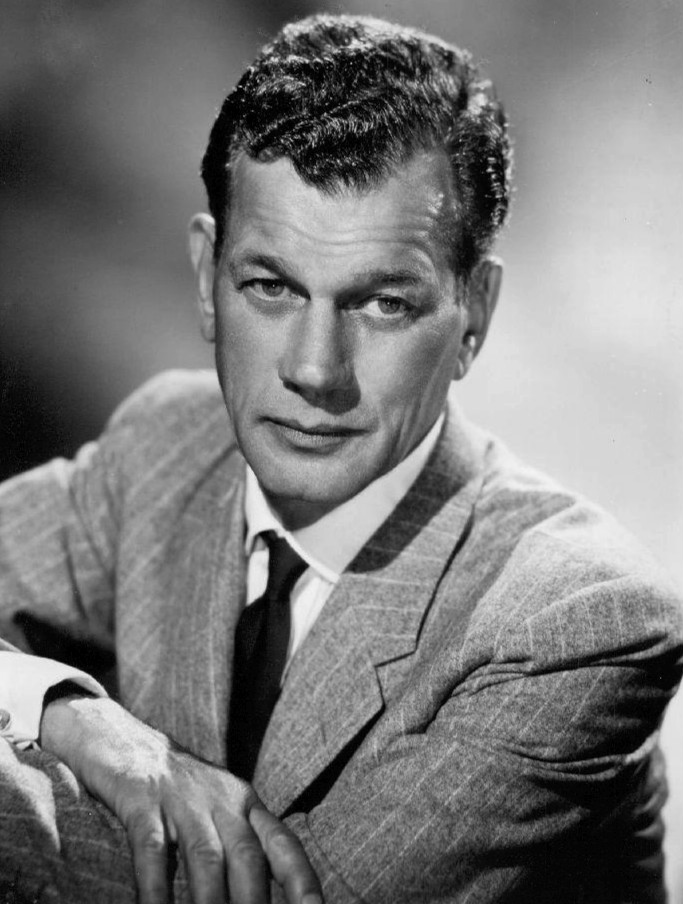
Joseph Cotten
6 februari

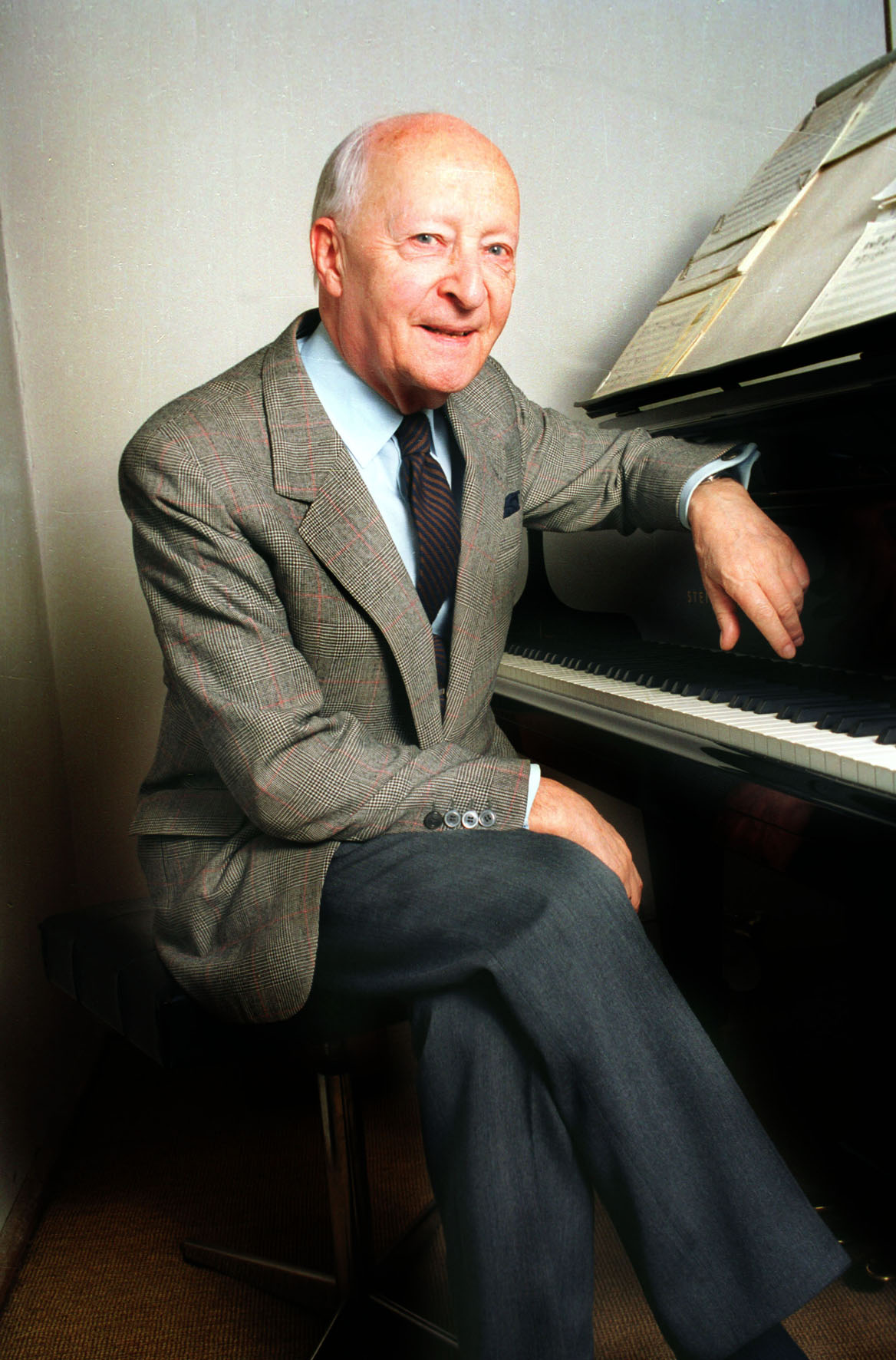
Witold Lutosławski
7 februari

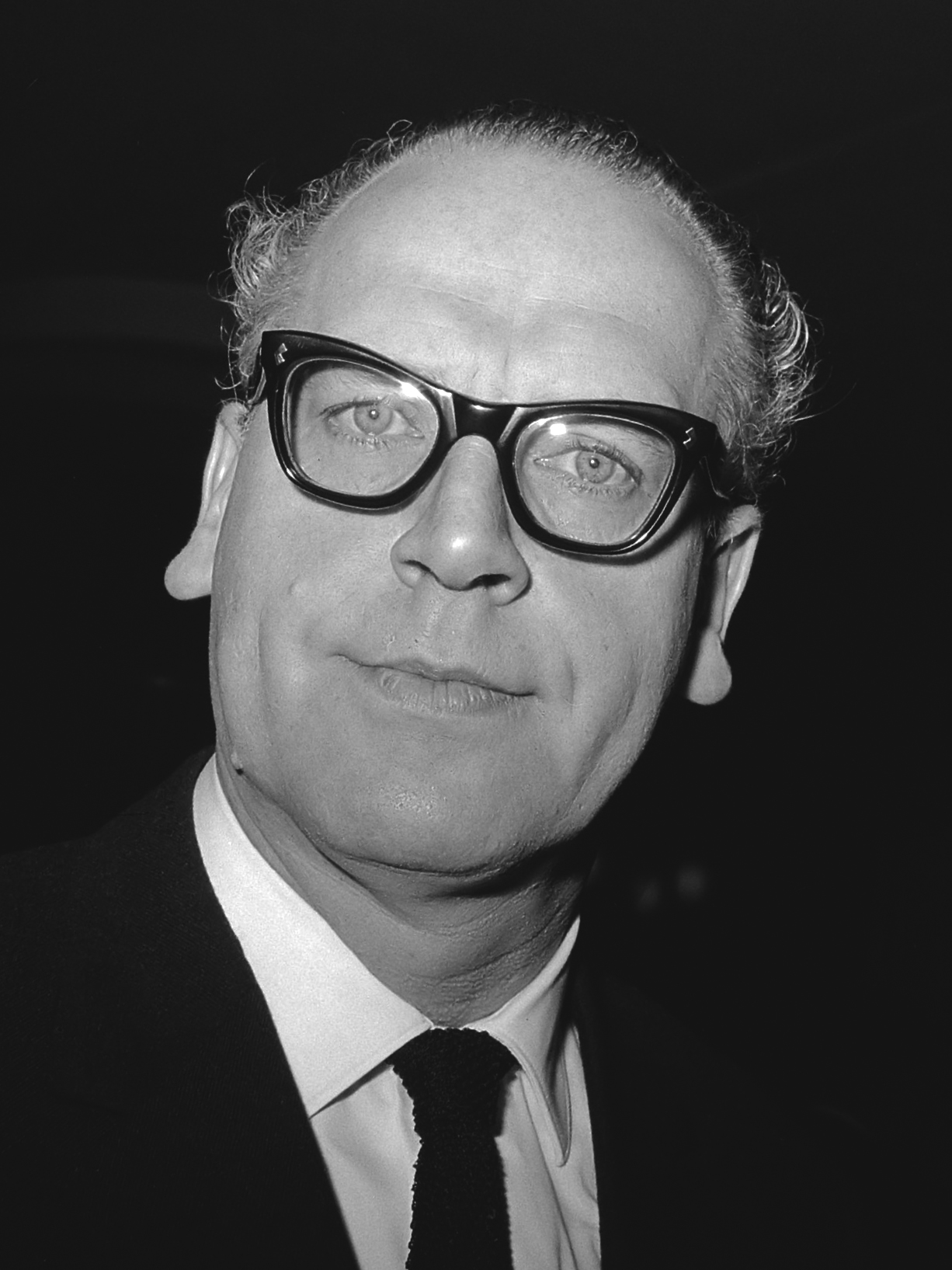
Maarten Vrolijk
7 februari

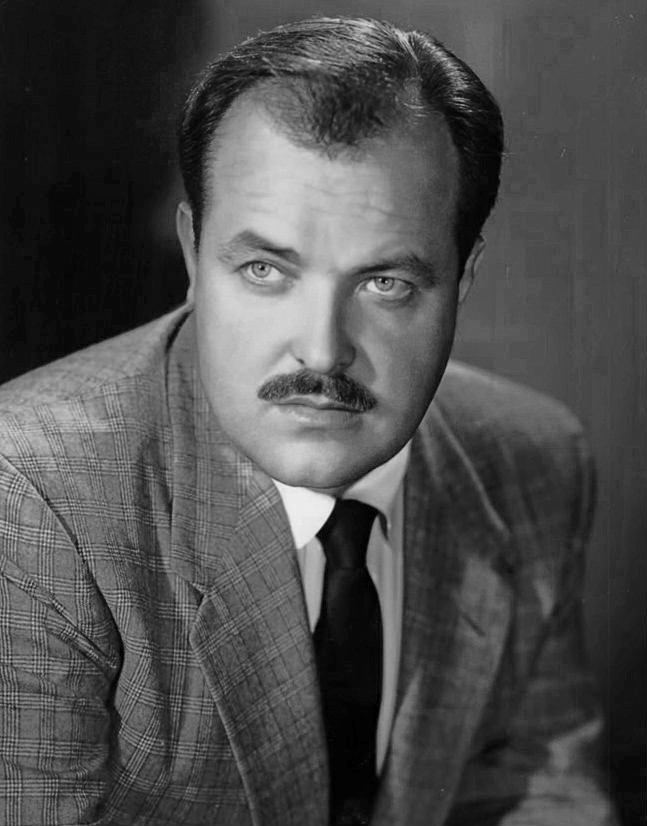
William Conrad
11 februari

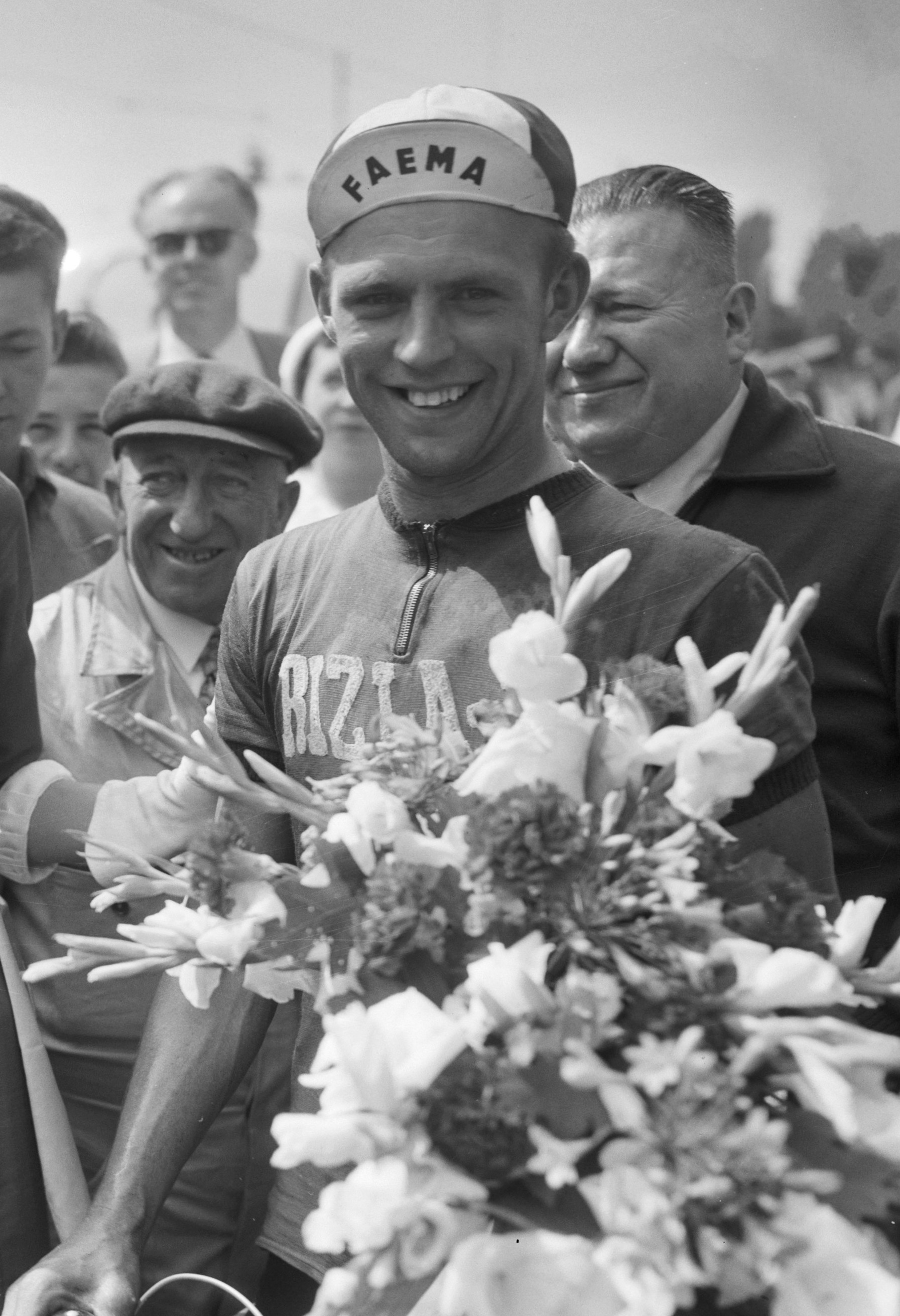
Noël Foré
16 februari

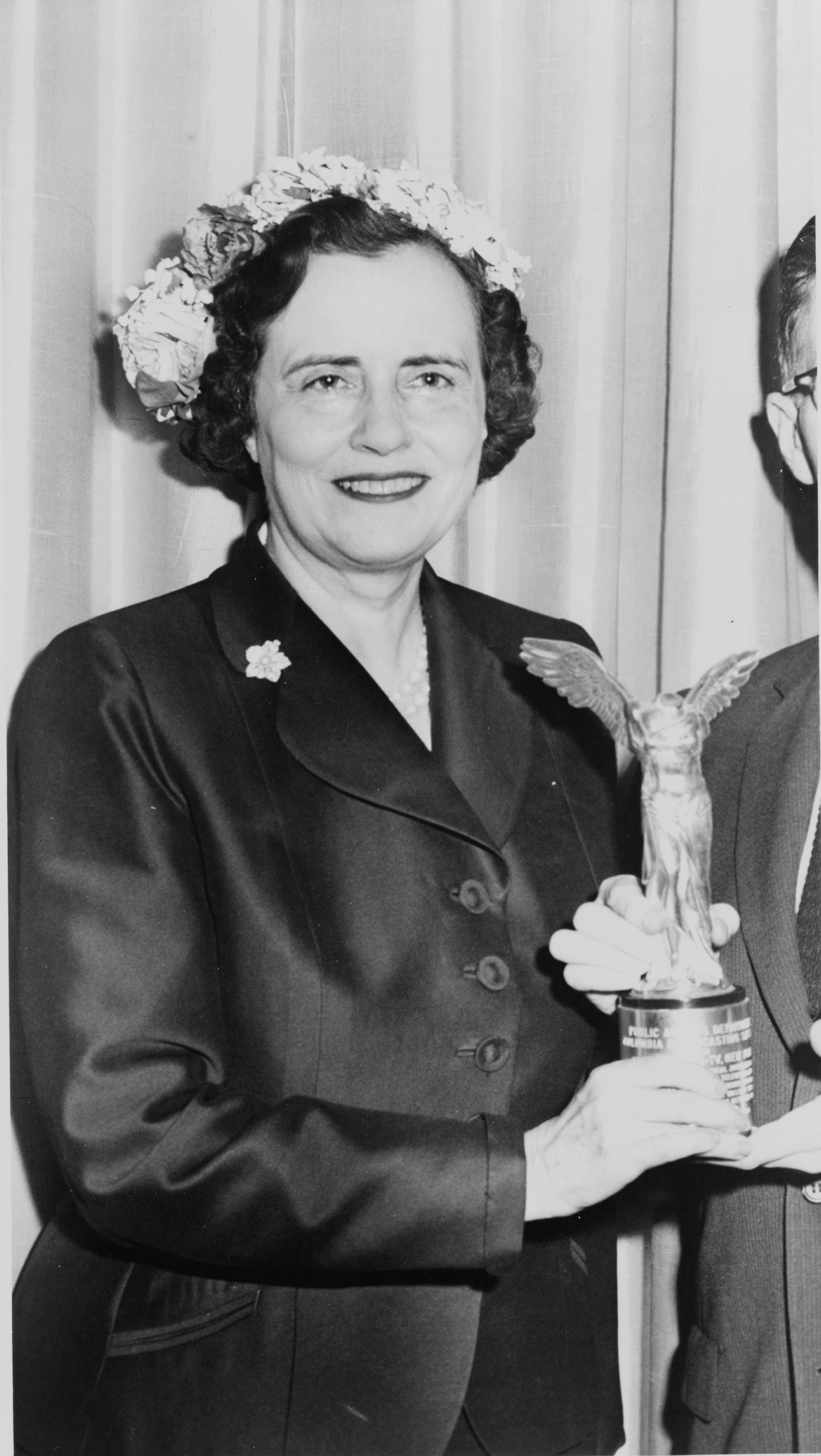
Mary Lasker
21 februari

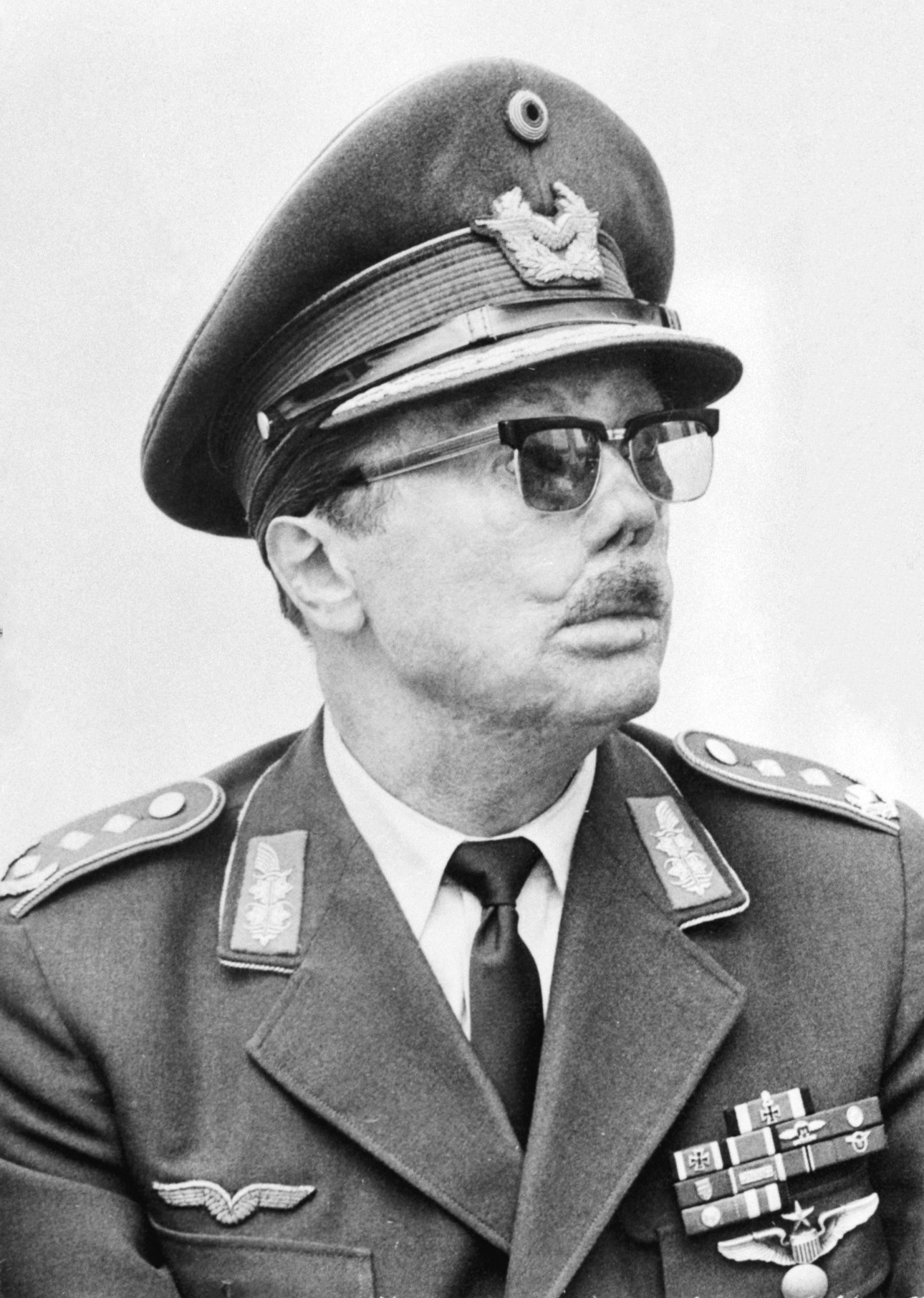
Johannes Steinhoff
21 februari

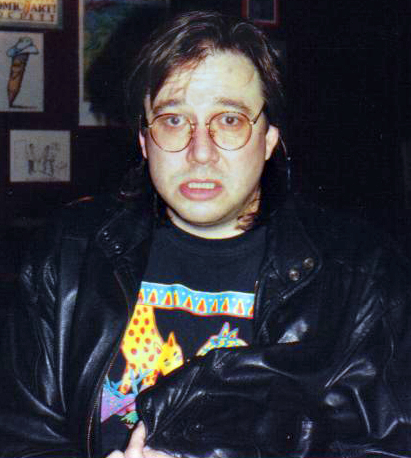
Bill Hicks
26 februari

| 1 | 2 | 3 | 4 | 5 | 6 | 7 | 8 | 9 | 10 | 11 | 12 | 13 | 14 | 15 | 16 | 17 | 18 | 19 | 20 | 21 | 22 | 23 | 24 | 25 | 26 | 27 | 28 |
| - | - | - | - | - | - | - | - | - | -- | -- | -- | -- | -- | -- | -- | -- | -- | -- | -- | -- | -- | -- | -- | -- | -- | -- | -- |

### 2 februari
- Marija Gimbutas (73), Litouws-Amerikaans archeologe
- Zilner Randolph (95), Amerikaans jazzmusicus
- Annemie Wolff (87), Duits-Nederlandse fotograaf

### 3 februari
- Frederick Copleston (86), Brits historicus
- Paul Kronacker (96), Belgisch politicus

### 4 februari
- Fred De Bruyne (63), Belgisch wielrenner en sportjournalist

### 5 februari
- Jean-François Redouté (92), Belgisch componist

### 6 februari
- Joseph Cotten (88), Amerikaans acteur
- Jack Kirby (76), Amerikaans stripauteur

### 7 februari
- Witold Lutosławski (81), Pools componist
- Luc Peire (77), Belgisch kunstschilder
- Maarten Vrolijk (74), Nederlands politicus en journalist

### 8 februari
- Amparo Ochoa (47), Mexicaans zangeres

### 9 februari
- Ferry Huber (77), Nederlands burgemeester
- Howard Martin Temin (59), Amerikaans geneticus

### 10 februari
- Rie Timmer (68), Nederlands schaakster

### 11 februari
- Neil Bonnett (47), Amerikaans autocoureur
- Sorrell Booke (64), Amerikaans acteur
- William Conrad (73), Amerikaans acteur, televisieregisseur en producer
- Paul Feyerabend (70), Oostenrijks wetenschapsfilosoof
- Antonio Martín (23), Spaans wielrenner

### 12 februari
- Donald Judd (65), Amerikaans schilder

### 13 februari
- Theo Bitter (77), Nederlands kunstschilder en tekenaar
- Charles-Marie Himmer (91), Belgisch bisschop

### 14 februari
- Jean Goldschmit (69), Luxemburgs wielrenner
- René Pannier (80), Belgisch medicus
- Andrej Tsjikatilo (57), Russisch moordenaar

### 15 februari
- Jan Krol (85), Nederlands politicus

### 16 februari
- Noël Foré (61), Belgisch wielrenner
- François Marty (89), Frans kardinaal

### 17 februari
- Gretchen Fraser (75), Amerikaans skiër

### 18 februari
- Lucien Harmegnies (78), Belgisch politicus

### 19 februari
- Derek Jarman (52), Brits regisseur
- Micho Russell (78), Iers fluitist
- Renske Vellinga (19), Nederlands schaatsster

### 21 februari
- Mary Lasker (93), Amerikaans filantroop en activiste
- Johannes Steinhoff (80), Duits piloot

### 22 februari
- Hans Hürlimann (75), Zwitsers politicus

### 23 februari
- Johanna Charlotte van Boetzelaer (83), lid Nederlandse adel
- Marvin Burke (75), Amerikaans autocoureur
- Jozef Smits (79), Belgisch geestelijke
- Jan L.A. van de Snepscheut (40), Nederlands informaticus

### 24 februari
- Donald Phillips (80), Brits componist en pianist

### 25 februari
- Baruch Goldstein (37), Amerikaans-Israëlisch terrorist
- Givi Tsjocheli (56), Sovjet-Georgisch voetballer en trainer

### 26 februari
- J.L. Carr (81), Brits schrijver
- Bill Hicks (32), Amerikaans stand-upcomedian
- Hubert Rassart (85), Belgisch politicus

### 27 februari
- Karl Pelgrom (66), Nederlands kunstenaar

### 28 februari
- Jean Gottmann (78), Franse sociaal-geograaf
- Skippy Williams (77), Amerikaans jazzmusicus

## Maart

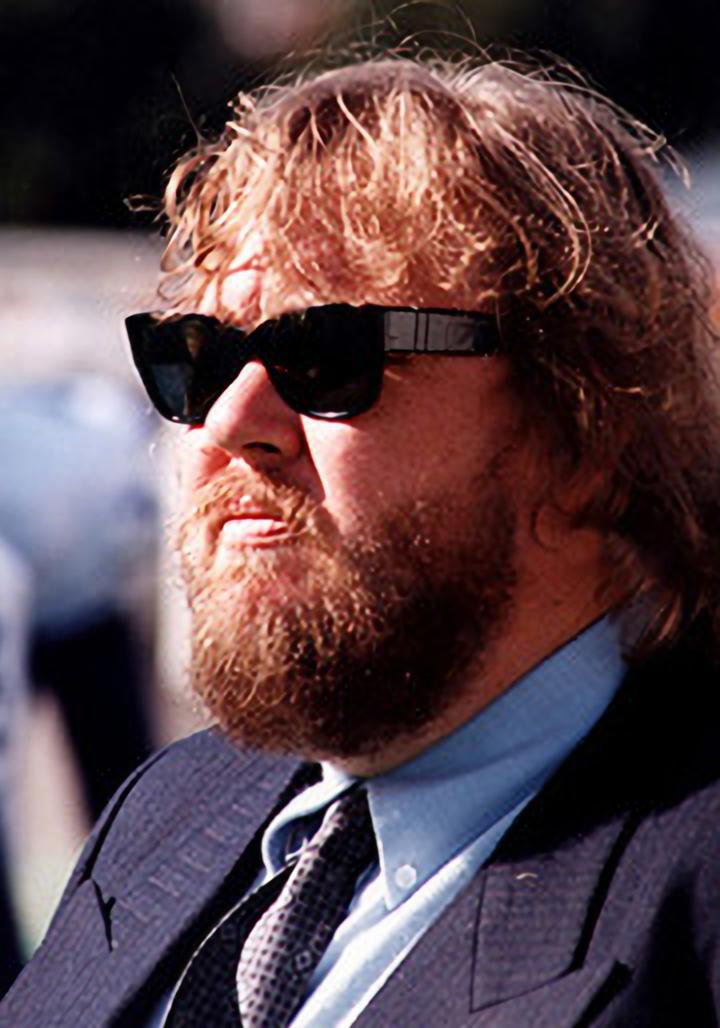
John Candy
4 maart

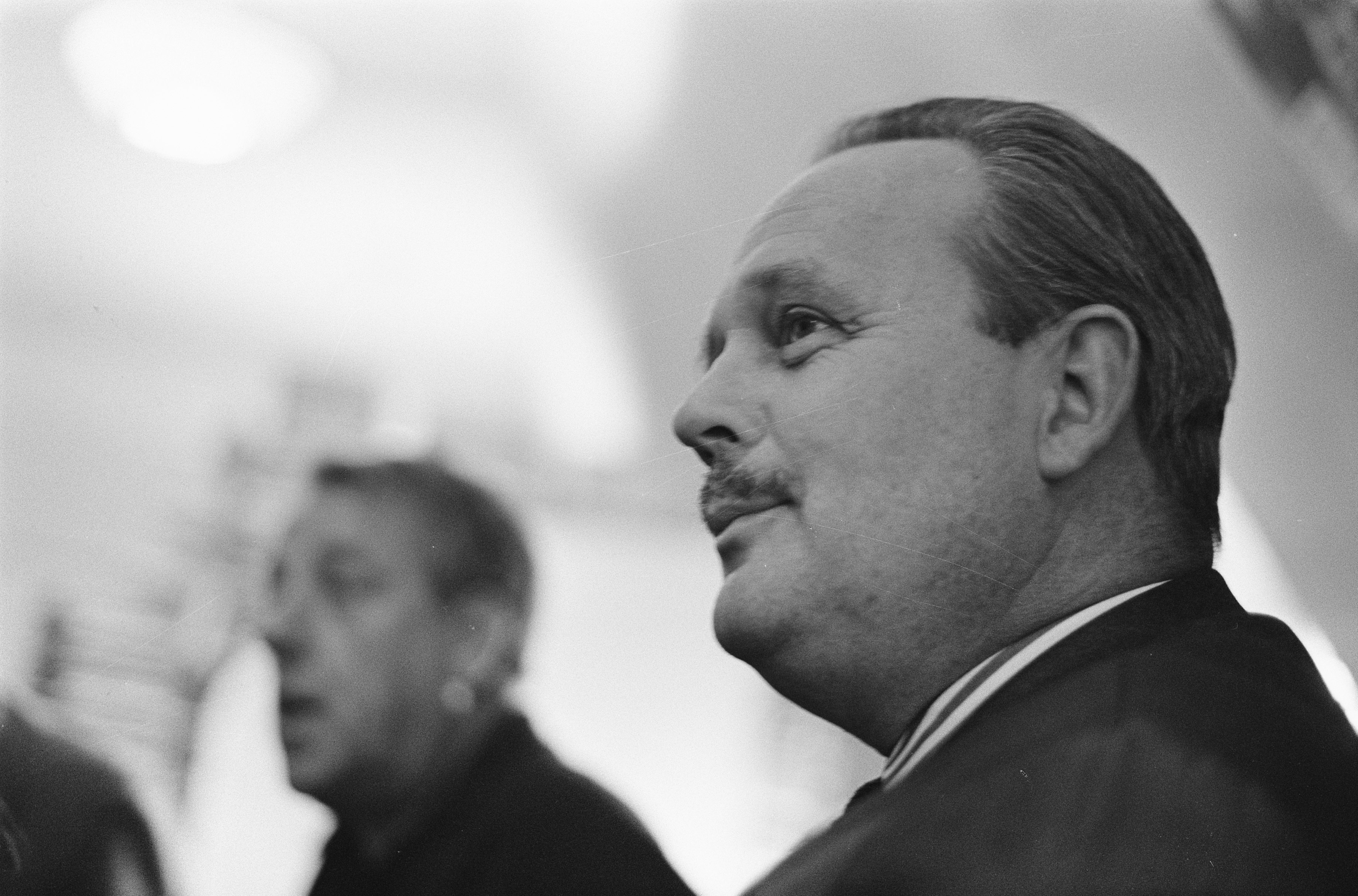
Guus Verstraete
4 maart

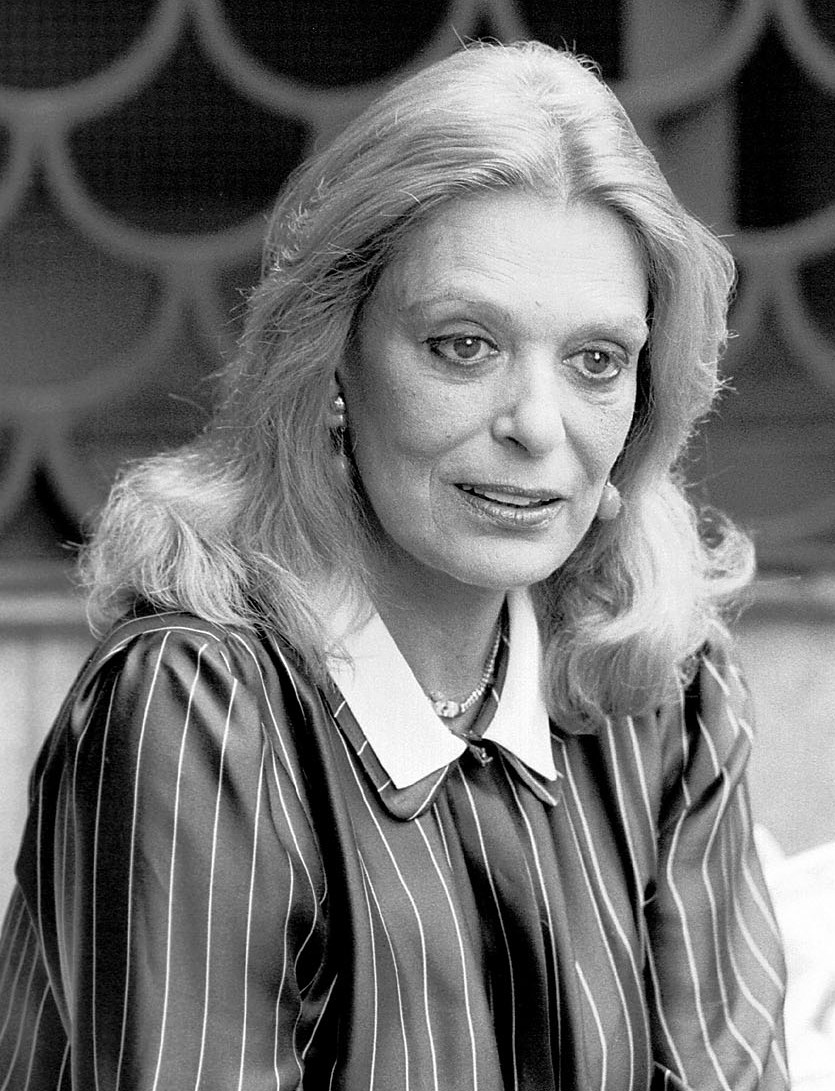
Melina Merkouri
6 maart

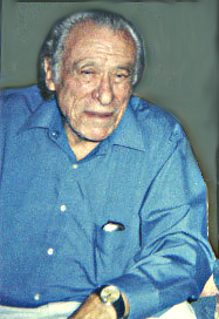
Charles Bukowski
9 maart

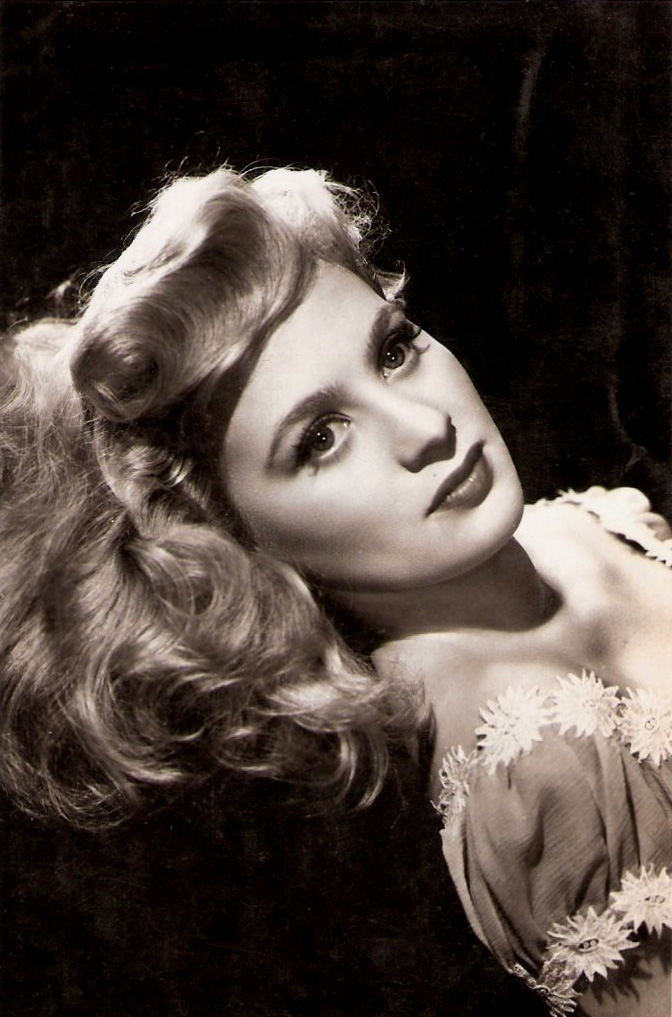
Mai Zetterling
17 maart

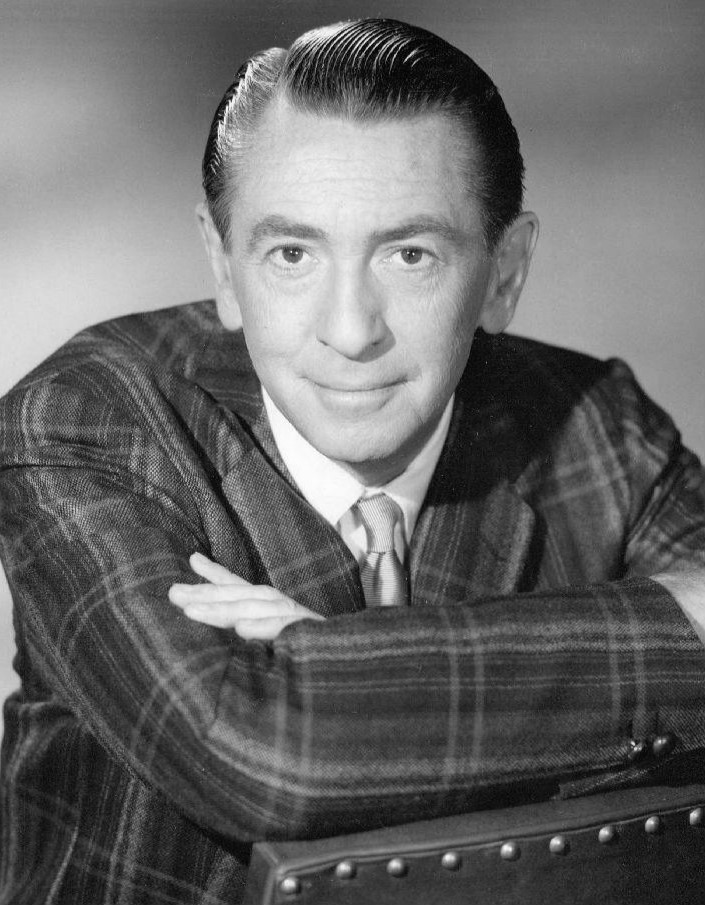
Macdonald Carey
21 maart

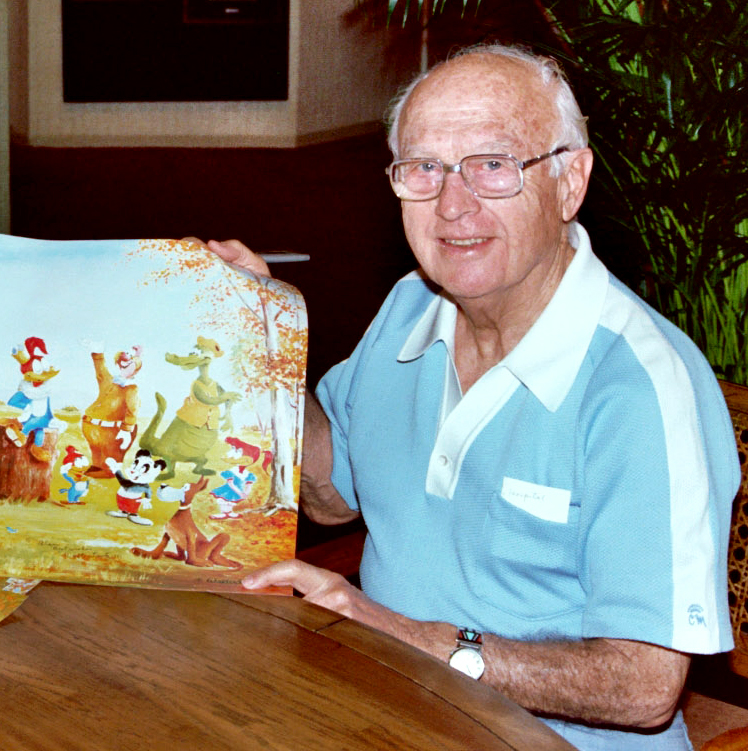
Walter Lantz
22 maart

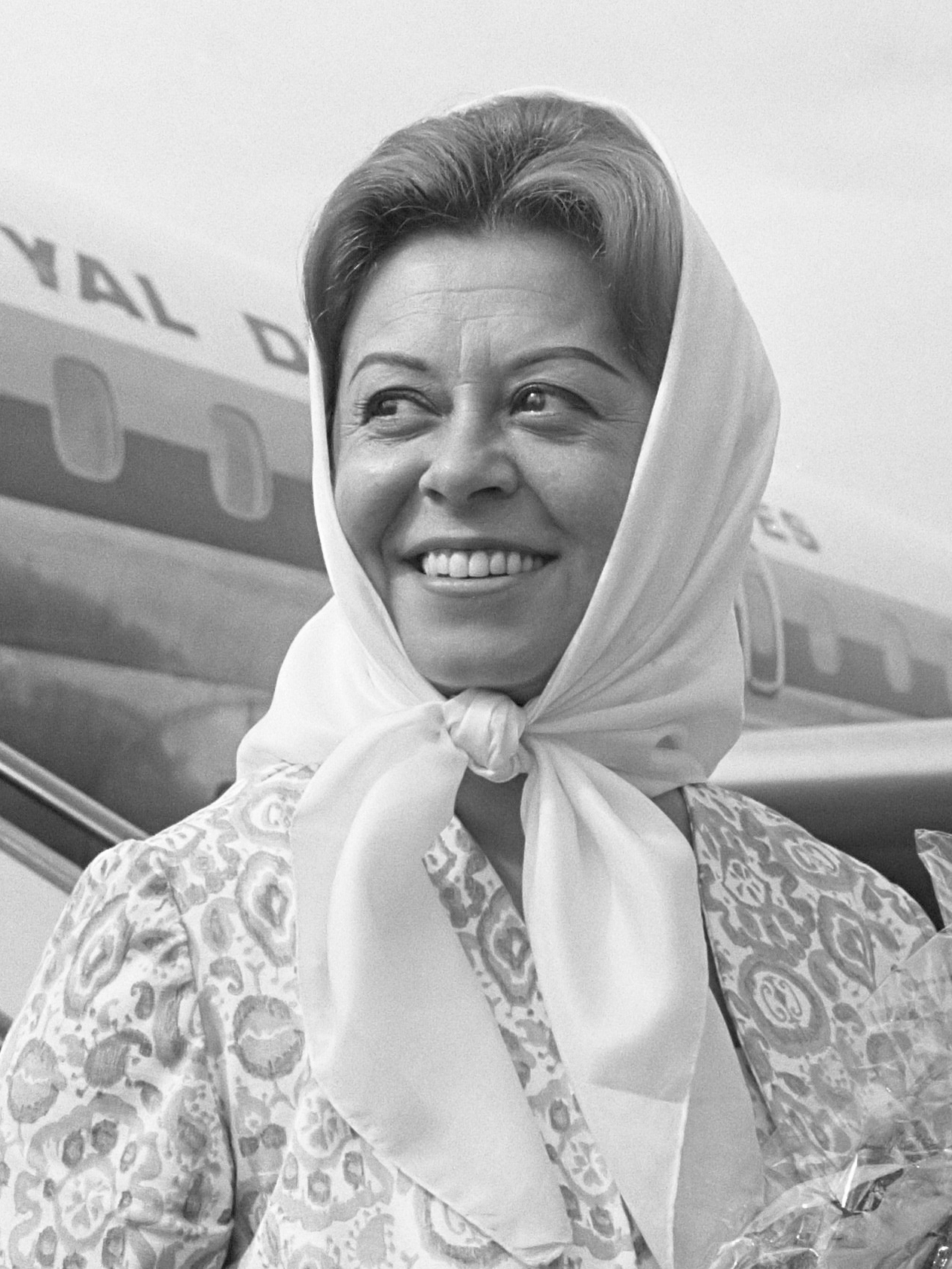
Giulietta Masina
23 maart

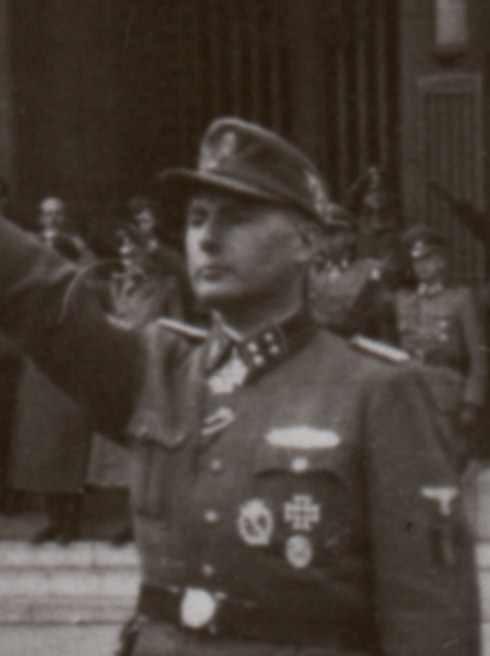
Léon Degrelle
31 maart

| 1 | 2 | 3 | 4 | 5 | 6 | 7 | 8 | 9 | 10 | 11 | 12 | 13 | 14 | 15 | 16 | 17 | 18 | 19 | 20 | 21 | 22 | 23 | 24 | 25 | 26 | 27 | 28 | 29 | 30 | 31 |
| - | - | - | - | - | - | - | - | - | -- | -- | -- | -- | -- | -- | -- | -- | -- | -- | -- | -- | -- | -- | -- | -- | -- | -- | -- | -- | -- | -- |

### 1 maart
- Hennie Dijkstra (81), Nederlands voetballer
- Guillermo Marchena (47), Nederlands-Antilliaans drummer en zanger

### 3 maart
- Maurits Vanhaegendoren (93), Belgisch politicus
- John Edward Williams (71), Amerikaans schrijver

### 4 maart
- John Candy (43), Amerikaans acteur
- Guus Verstraete sr. (79), Nederlands acteur en regisseur

### 5 maart
- Jan Dobraczyński (83), Pools schrijver en politicus
- Hendrik Hoven (83), Nederlands schaatser
- Abdullah as-Sallal (77), Jemenitisch militair en politicus
- Ary Verhaar (93), Nederlands componist
- Leo de Vries (61), Nederlands beeldhouwer

### 6 maart
- Melina Merkouri (73), Grieks actrice, zangeres en politica

### 7 maart
- Huib Boer (56), Nederlands burgemeester
- Hubert Kicken (73), Nederlands accordeonist

### 8 maart
- Niek Mooyman (77), Nederlands burgemeester

### 9 maart
- J.F. Berghoef (91), Nederlands architect
- Charles Bukowski (73), Amerikaans schrijver
- Moe Purtill (77), Amerikaans drummer
- Fernando Rey (76), Spaans acteur

### 11 maart
- Wito De Meulder (34), Belgisch atleet

### 13 maart
- Martha Rogers (79), Amerikaans verpleegkundige
- Ferry Slebe (86), Nederlands kunstenaar

### 14 maart
- Georges Claes (74), Belgisch wielrenner

### 16 maart
- Nicolas Flagello (66), Amerikaans componist
- Mikola Koedrytskyj (31), Sovjet-Oekraïens voetballer

### 17 maart
- Charlotte Auerbach (94), Duits genetica
- Mai Zetterling (68), Zweeds actrice

### 18 maart
- Hans Blees (74), Duits autocoureur
- Günter Mittag (68), Oost-Duits politicus

### 19 maart
- Jacques Ellul (82), Frans socioloog, filosoof en theoloog

### 20 maart
- IJke Buisma (86), Nederlands atlete
- Herman Peters (70), Nederlands geestelijke en antropoloog

### 21 maart
- Macdonald Carey (81), Amerikaans acteur
- Alfred James Jolson (65), Amerikaans bisschop
- Dack Rambo (52), Amerikaans acteur

### 22 maart
- Dan Hartman (43), Amerikaans zanger
- Walter Lantz (94), Amerikaans tekenfilmmaker
- Albert Servais (78), Belgisch politicus

### 23 maart
- Luis Donaldo Colosio (46), Mexicaans politicus
- Giulietta Masina (73), Italiaans actrice
- Álvaro del Portillo (80), Spaans bisschop
- Harry Stockman (75), Amerikaans autocoureur

### 24 maart
- Walle Nauta (77), Nederlands-Amerikaans neurofysioloog

### 25 maart
- Max Petitpierre (95), Zwitsers politicus

### 26 maart
- Willi Kirschner (82), Roemeens handballer

### 27 maart
- Otto Bonsema (84), Nederlands voetballer

### 28 maart
- Eugène Ionesco (84), Frans toneelschrijver

### 29 maart
- Paul Grimault (89), Frans tekenaar
- Charles Oser (92), Zwitsers politicus

### 30 maart
- Jean Omer (81), Belgisch musicus

### 31 maart
- Barbara van Pruisen (73), lid Duitse adel
- Léon Degrelle (87), Belgisch collaborateur, SS'er en politicus

## April

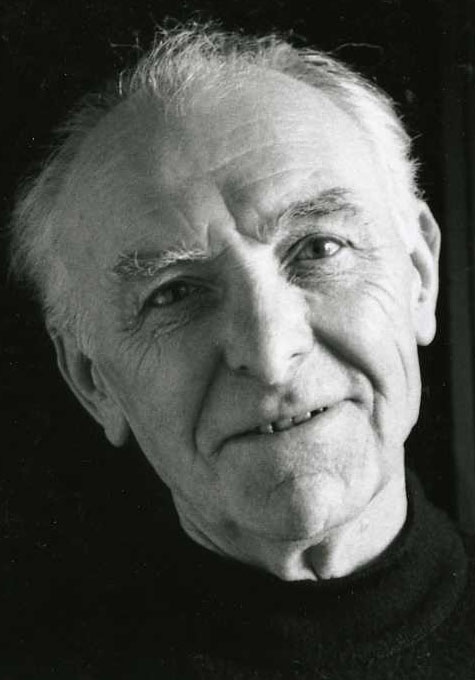
Robert Doisneau
1 april

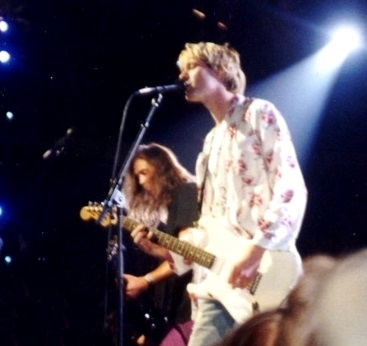
Kurt Cobain
5 april

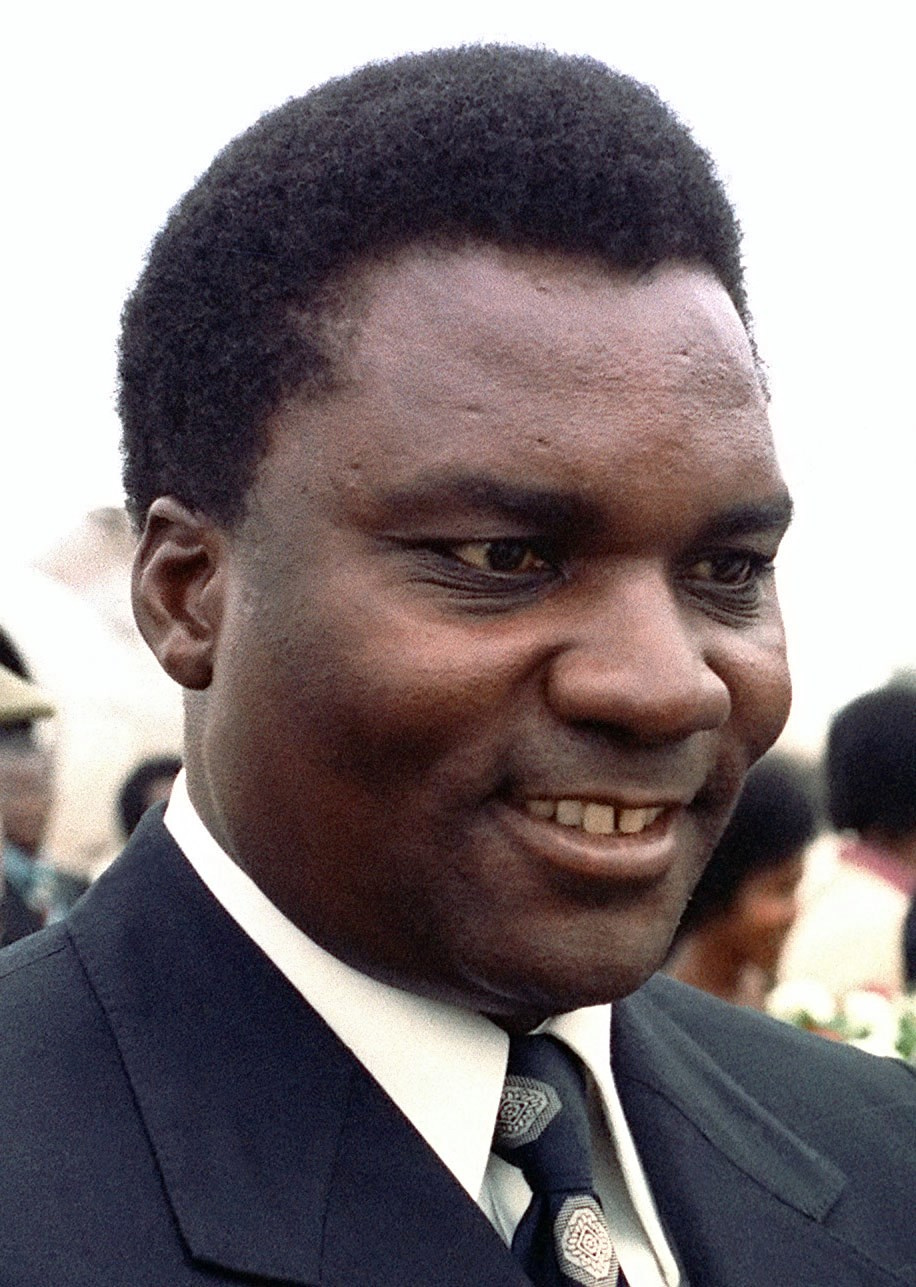
Juvénal Habyarimana
6 april

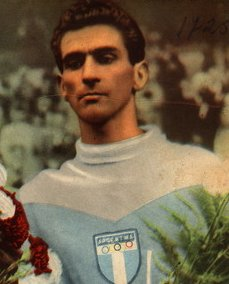
Reinaldo Gorno
10 april

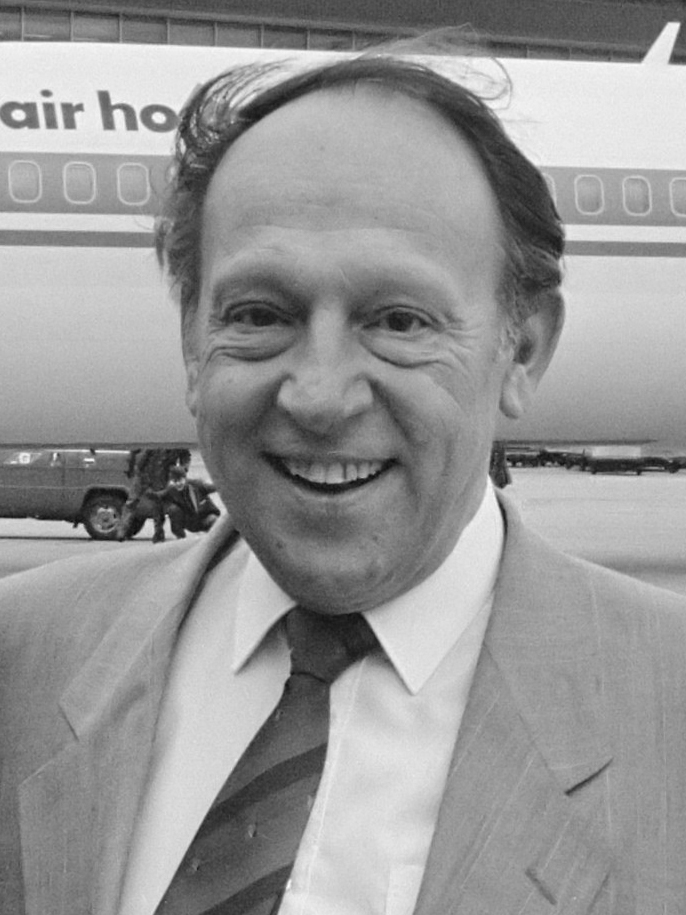
John Block
11 april

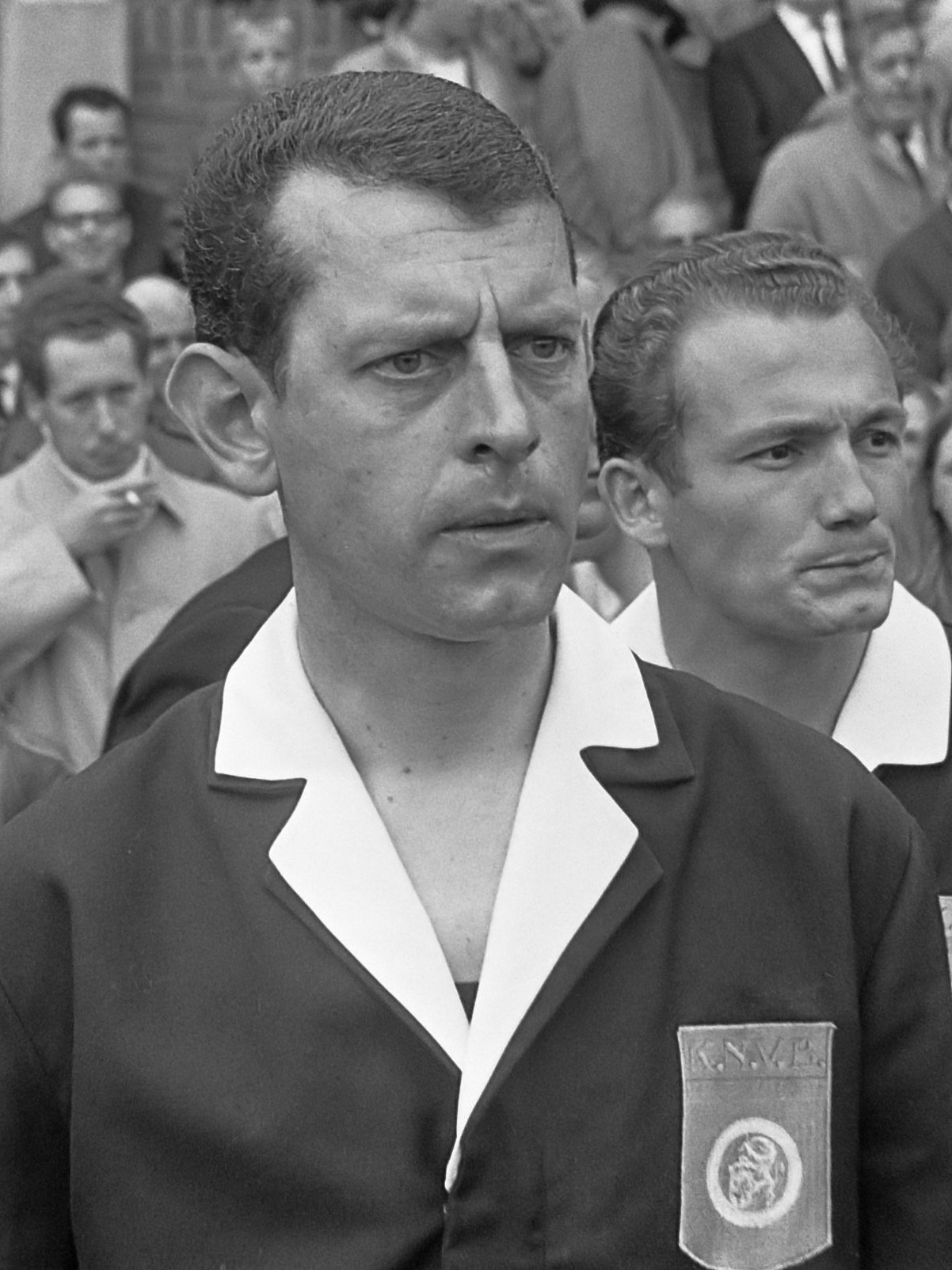
Theo Boosten
14 april

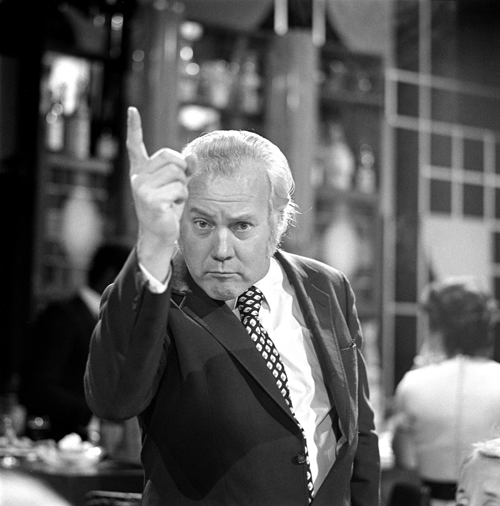
Harry Touw
14 april

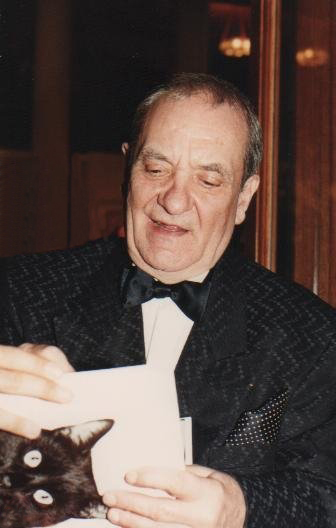
Jean Carmet
20 april

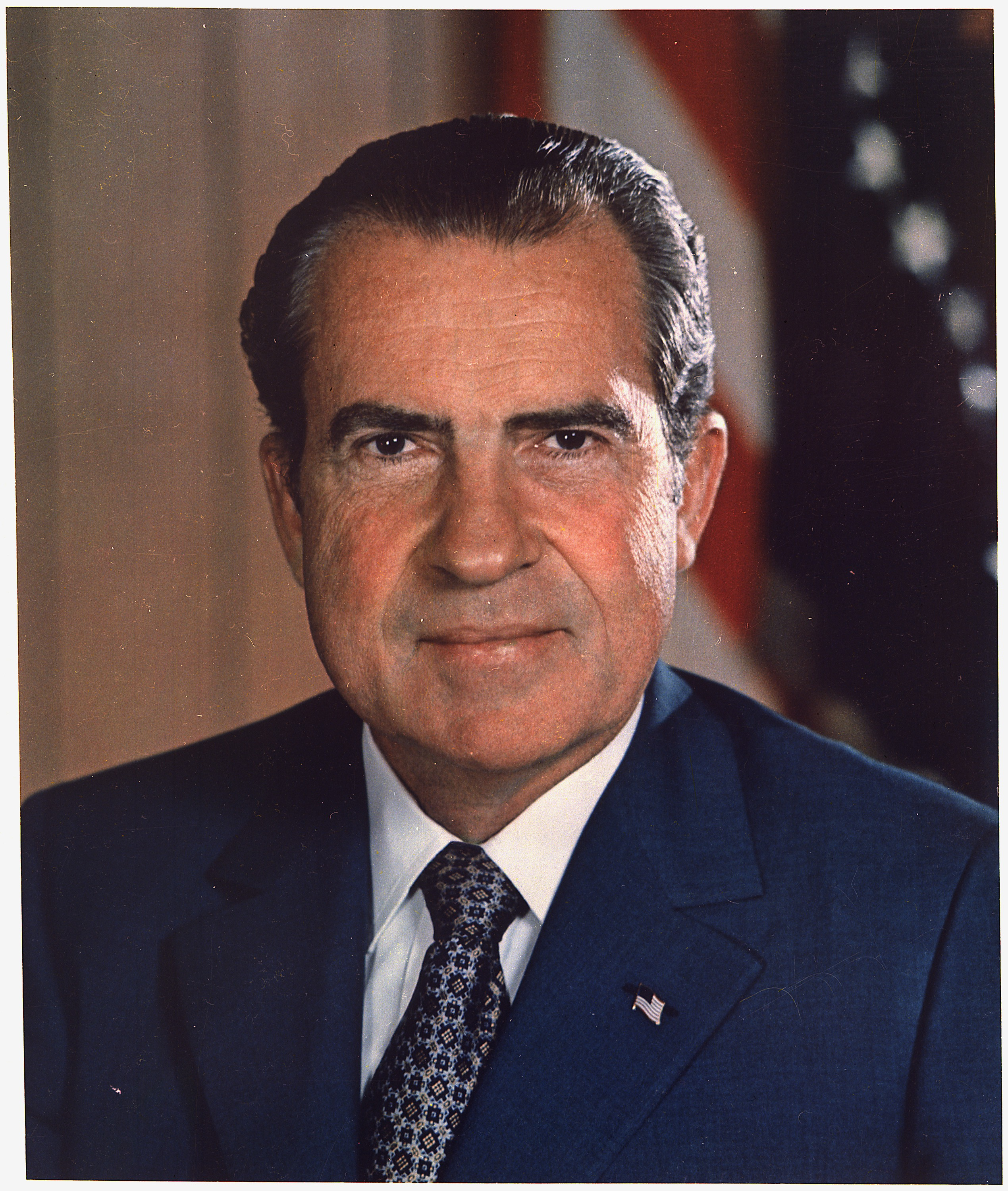
Richard Nixon
22 april

| 1 | 2 | 3 | 4 | 5 | 6 | 7 | 8 | 9 | 10 | 11 | 12 | 13 | 14 | 15 | 16 | 17 | 18 | 19 | 20 | 21 | 22 | 23 | 24 | 25 | 26 | 27 | 28 | 29 | 30 |
| - | - | - | - | - | - | - | - | - | -- | -- | -- | -- | -- | -- | -- | -- | -- | -- | -- | -- | -- | -- | -- | -- | -- | -- | -- | -- | -- |

### 1 april
- Robert Doisneau (81), Frans fotograaf
- Thomas H. Raddall (90), Canadees schrijver
- Netty Simons (80), Amerikaans componiste

### 2 april
- Rowland Greenberg (73), Noors wielrenner en jazztrompettist
- Edward Vissers (81), Belgisch wielrenner

### 3 april
- Emile Flamant (60), Belgisch politicus
- Jérôme Lejeune (67), Frans medicus
- Martin Visser (79), Nederlands politicus

### 4 april
- Olga Lowina (69), Nederlands jodelzangeres

### 5 april
- Kurt Cobain (27), Amerikaans zanger en gitarist
- Eduardo Jiménez de Aréchaga (75), Uruguayaans rechter
- Cor Wals (83), Nederlands wielrenner

### 6 april
- Theo Bosch (54), Nederlands architect
- Juvénal Habyarimana (57), president van Rwanda

### 7 april
- Albert Guðmundsson (70), IJslands voetballer en politicus
- Evert Hartman (56), Nederlands schrijver
- Golo Mann (85), Duits historicus
- Agathe Uwilingiyimana (40), Rwandees politicus

### 8 april
- Nol Wolters (81), Nederlands politieman en militair

### 9 april
- Cor van Dis jr. (71), Nederlands politicus

### 10 april
- Reinaldo Gorno (75), Argentijns atleet
- Ernst Frederik Jacobi (85), Nederlands bioloog

### 11 april
- John Block (64), Nederlands luchtvaartpionier
- Freek Velders (66), Nederlands dirigent

### 12 april
- Joseph Nelis (77), Belgisch voetballer

### 13 april
- Kurt Aland (79), Duits historicus
- Piet Engels (70), Nederlands politicus
- Rob van Gennep (56), Nederlands uitgever

### 14 april
- Theo Boosten (65), Nederlands voetbalscheidsrechter
- Reinier Pelgrom (107), oudste man in Nederland
- Harry Touw (70), Nederlands komiek

### 15 april
- John Curry (44), Brits kunstschaatser

### 16 april
- Ralph Ellison (81), Amerikaans schrijver
- José Ramón Sauto (81), Mexicaans voetballer

### 17 april
- Roger Sperry (80), Amerikaans psycholoog

### 18 april
- Cor van der Hooft (83), Nederlands burgemeester
- Ken Oosterbroek (31), Zuid-Afrikaans schrijver
- Bill Rexford (67), Amerikaans autocoureur

### 20 april
- Jean Carmet (73), Frans acteur
- Dennis Stewart (46), Amerikaans acteur

### 22 april
- Richard Nixon (81), 37e president van de Verenigde Staten
- Cornelis Smits (93), Nederlands predikant en politicus

### 23 april
- Cécile Dreesmann (74), Nederlands textielkunstenaar
- Jimmy Izquierdo (31), Ecuadoraans voetballer
- Rik Valkenburg (70), Nederlands schrijver

### 24 april
- Margot Trooger (70), Duits actrice

### 25 april
- David Langton (82), Brits acteur

### 26 april
- Antonio Brizzi (40), Nederlands crimineel
- Masutatsu Oyama (70), Japans karateka

### 28 april
- Charles Burki (84), Nederlands tekenaar en ontwerper

### 29 april
- Bill Quinn (81), Amerikaans acteur

### 30 april
- Roland Ratzenberger (33), Oostenrijks autocoureur
- Richard Scarry (74), Amerikaans kinderboekenschrijver

## Mei

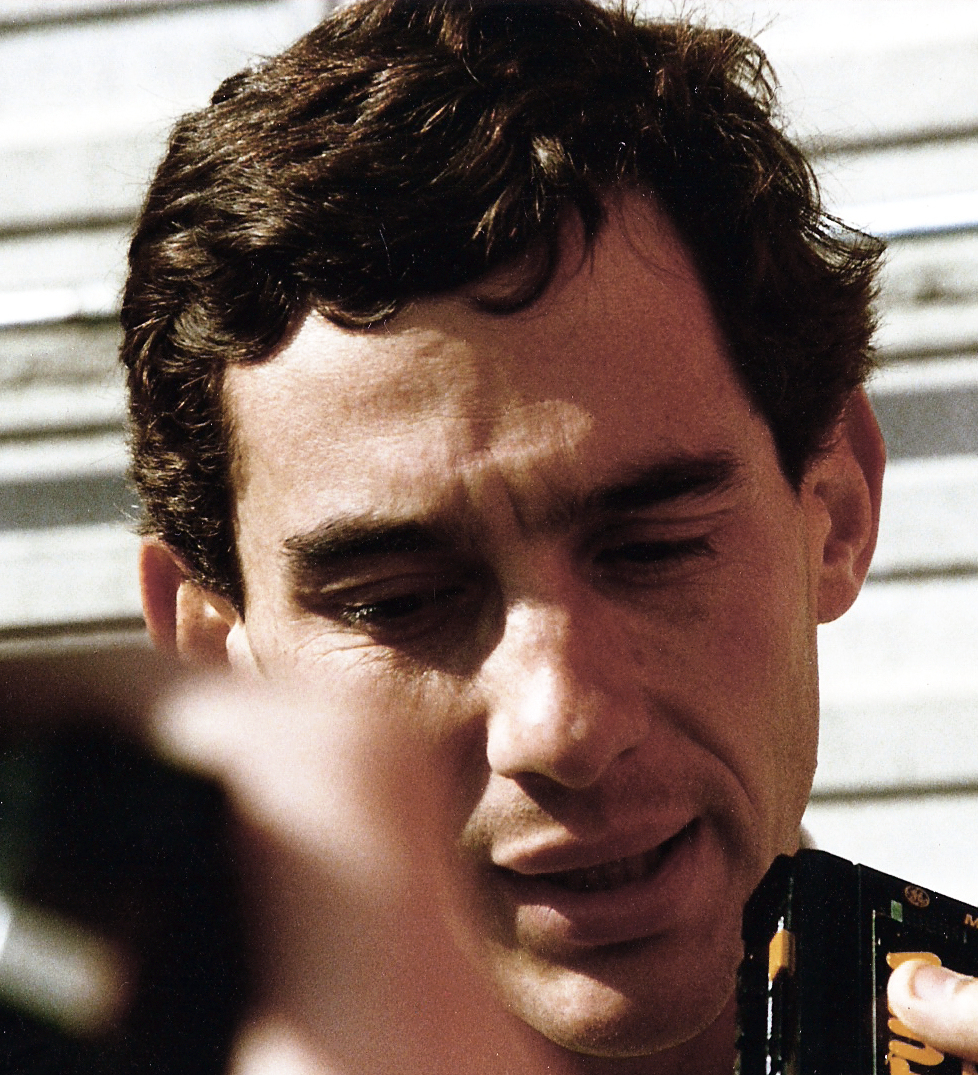
Ayrton Senna
1 mei

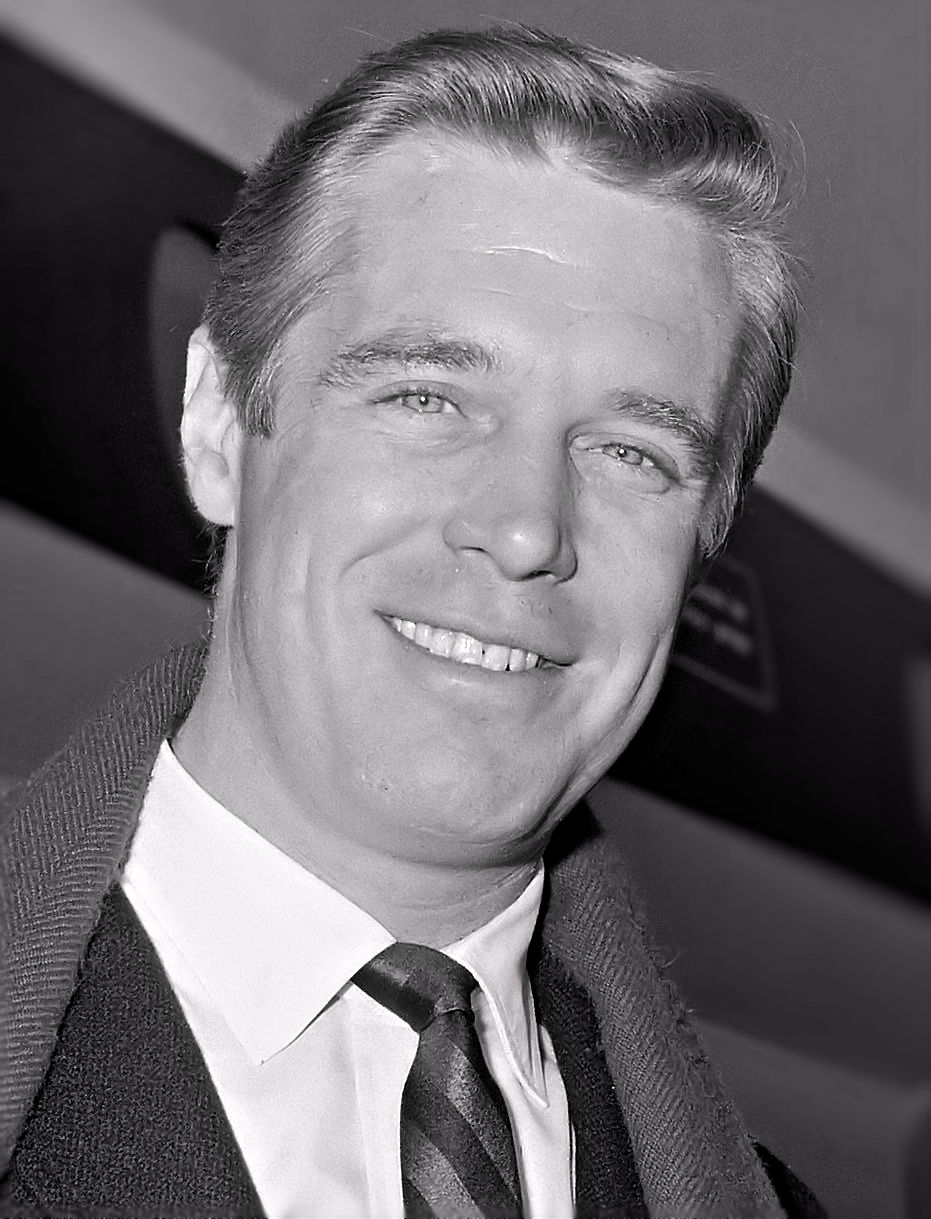
George Peppard
8 mei

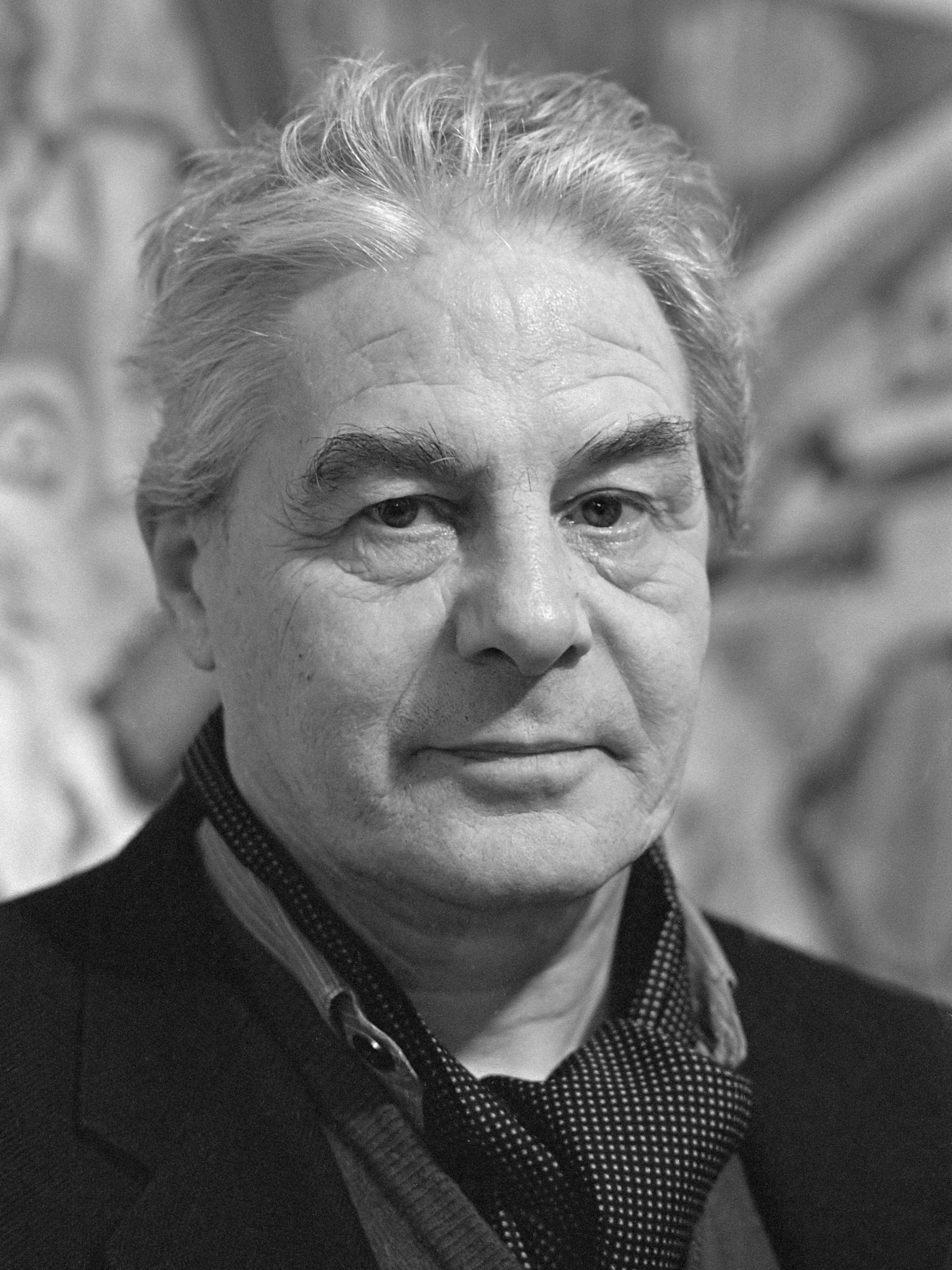
Lucebert
10 mei

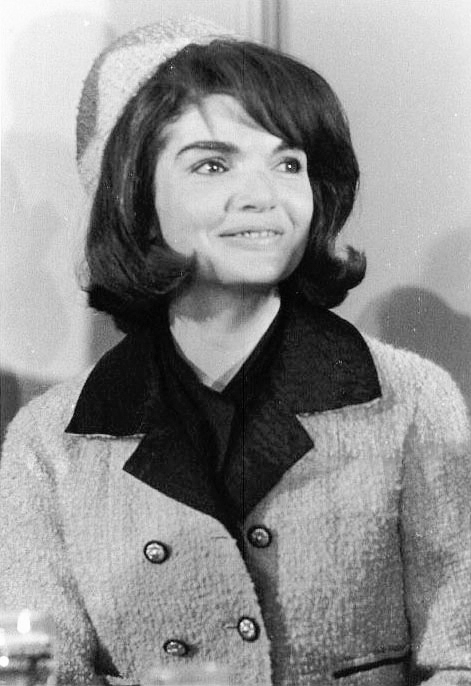
Jacqueline Kennedy Onassis
19 mei

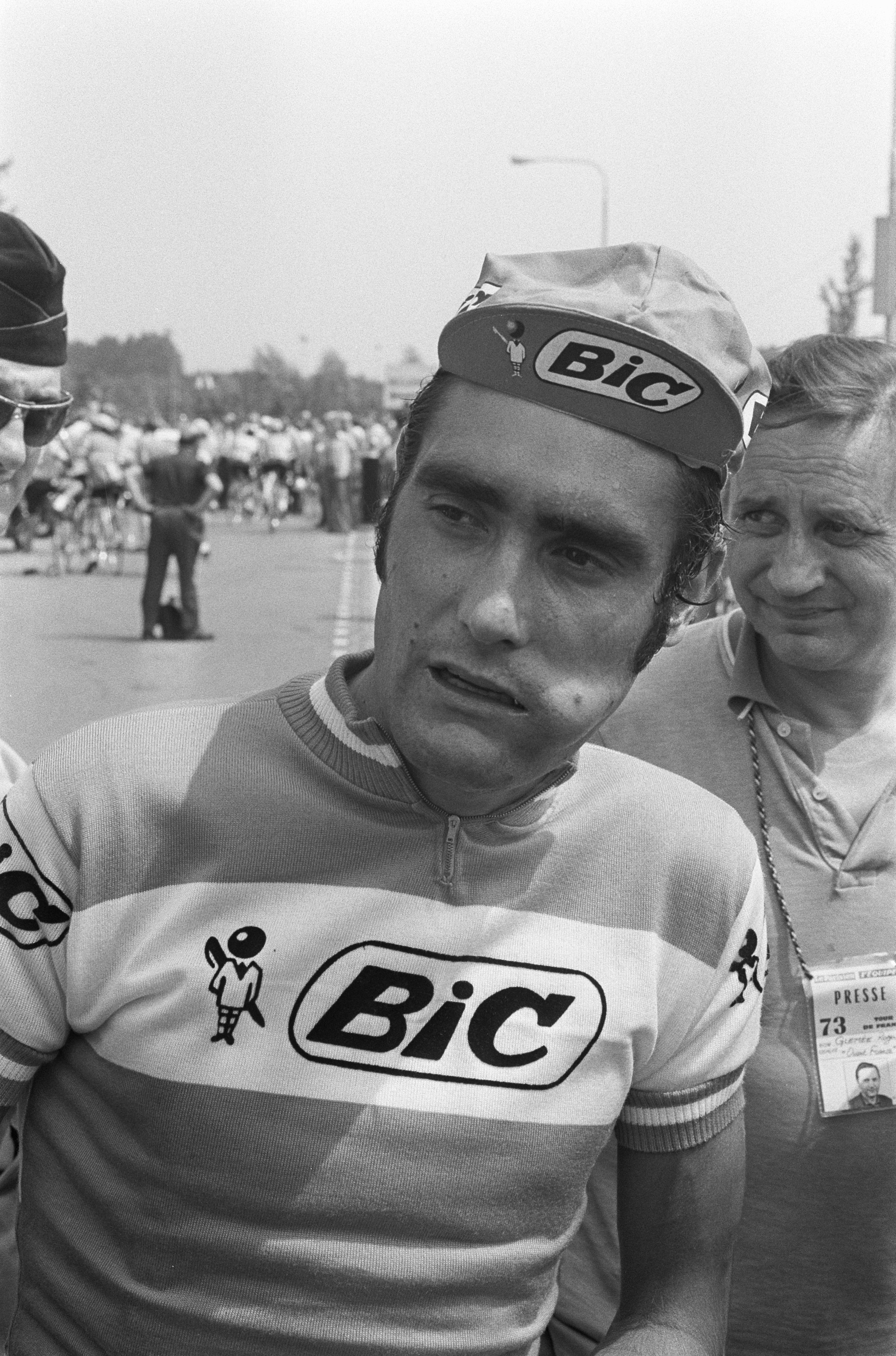
Luis Ocaña
19 mei

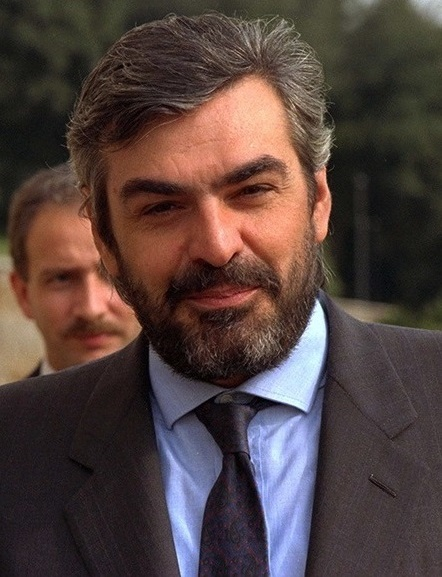
Giovanni Goria
21 mei

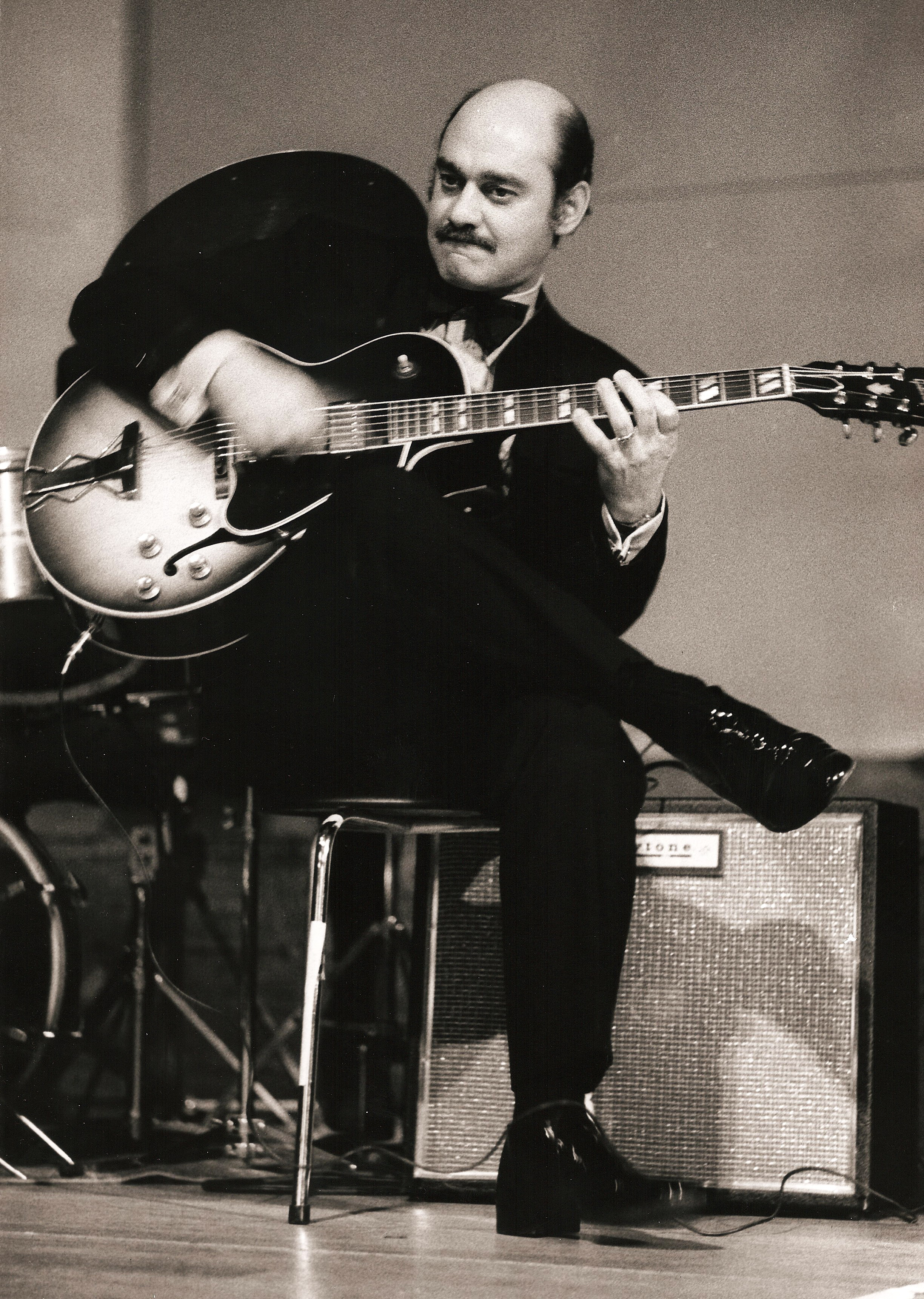
Joe Pass
23 mei

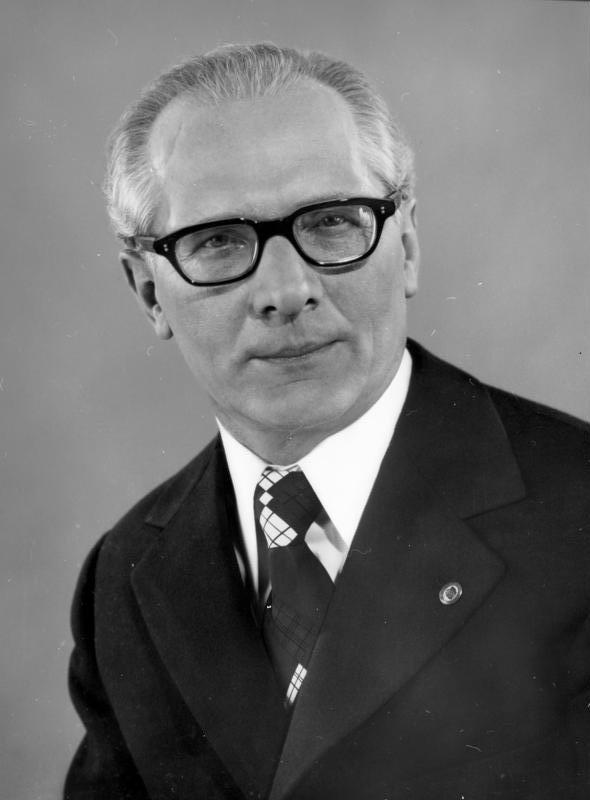
Erich Honecker
29 mei

| 1 | 2 | 3 | 4 | 5 | 6 | 7 | 8 | 9 | 10 | 11 | 12 | 13 | 14 | 15 | 16 | 17 | 18 | 19 | 20 | 21 | 22 | 23 | 24 | 25 | 26 | 27 | 28 | 29 | 30 | 31 |
| - | - | - | - | - | - | - | - | - | -- | -- | -- | -- | -- | -- | -- | -- | -- | -- | -- | -- | -- | -- | -- | -- | -- | -- | -- | -- | -- | -- |

### 1 mei
- Jan van Ginkel (76), Nederlands atleet
- Ayrton Senna (34), Braziliaans autocoureur

### 3 mei
- Guus van Hemert tot Dingshof (78), Nederlands politicus
- Frans Swinkels (62), Nederlands voetballer
- Haty Tegelaar-Boonacker (63), Nederlands politicus

### 4 mei
- Heinrich Homann (83), Oost-Duits politicus

### 7 mei
- Margaret Skeete (115), Amerikaans supereeuwelinge

### 8 mei
- Steven Keats (49), Amerikaans acteur
- George Peppard (65), Amerikaans acteur

### 9 mei
- Sybren de Groot (88), Nederlands natuurkundige en hoogleraar
- Gerard Isaac Lieftinck (91), Nederlands paleograaf

### 10 mei
- John Wayne Gacy (52), Amerikaans seriemoordenaar
- Lucebert (69), Nederlands schilder, dichter, tekenaar en lithograaf

### 11 mei
- Jack Chandu (68), Nederlands astroloog

### 12 mei
- Erik Erikson (91), Duits psycholoog
- Roy Plunkett (83), Amerikaans chemicus
- John Smith (55), Brits politicus

### 13 mei
- Duncan Hamilton (74), Brits autocoureur

### 14 mei
- David Albritton (81), Amerikaans atleet
- Cihat Arman (75), Turks voetballer en sportjournalist

### 15 mei
- Frederik van Pallandt (60), Nederlands zanger
- Ronnie Potsdammer (71), Nederlands zanger
- Gilbert Roland (88), Mexicaans acteur

### 16 mei
- Alfred Nier (82), Amerikaans natuurkundige

### 17 mei
- Nicolás Gómez Dávila (80), Colombiaans schrijver en filosoof
- Desi Polanen (81), Surinaams politicus

### 18 mei
- Manuel Manahan (78), Filipijns politicus
- Mamintal Tamano (65), Filipijns politicus

### 19 mei
- Jacqueline Kennedy Onassis (64), Amerikaans first lady
- Luis Ocaña (48), Spaans wielrenner

### 20 mei
- Agostino Di Bartolomei (39), Italiaans voetballer
- Godfried Oost (70), Belgisch geestelijke

### 21 mei
- Giovanni Goria (50), Italiaans politicus
- Johan Hendrik Weidner (81), Nederlands-Frans verzetsstrijder

### 22 mei
- Mitacq (66), Belgisch striptekenaar

### 23 mei
- Joe Pass (65), Amerikaans jazzgitarist
- Edelmira Sampedro-Robato (88), lid van het Spaanse koningshuis

### 25 mei
- Dan-Ola Eckerman (31), Fins voetballer
- Willi Eichhorn (85), Duits roeier
- Bob Paverick (81), Belgisch voetballer
- Robert Planel (86), Frans componist
- Sonny Sharrock (53), Amerikaanse jazzgitarist

### 26 mei
- George Ball (84), Amerikaans diplomaat
- Norberto Menéndez (57), Argentijns voetballer

### 28 mei
- Julius Boros (74), Amerikaans golfer

### 29 mei
- May Cambridge (88), Brits prinses
- Erich Honecker (81), Oost-Duits politicus
- Oliver Jackson (61), Amerikaans drummer
- Michael Seyfrit (46), Amerikaans componist

### 30 mei
- Marcel Bich (79), Frans ondernemer
- Juan Carlos Onetti (84), Uruguayaans schrijver

### 31 mei
- Mbaye Diagne (36), Senegalees militair

## Juni

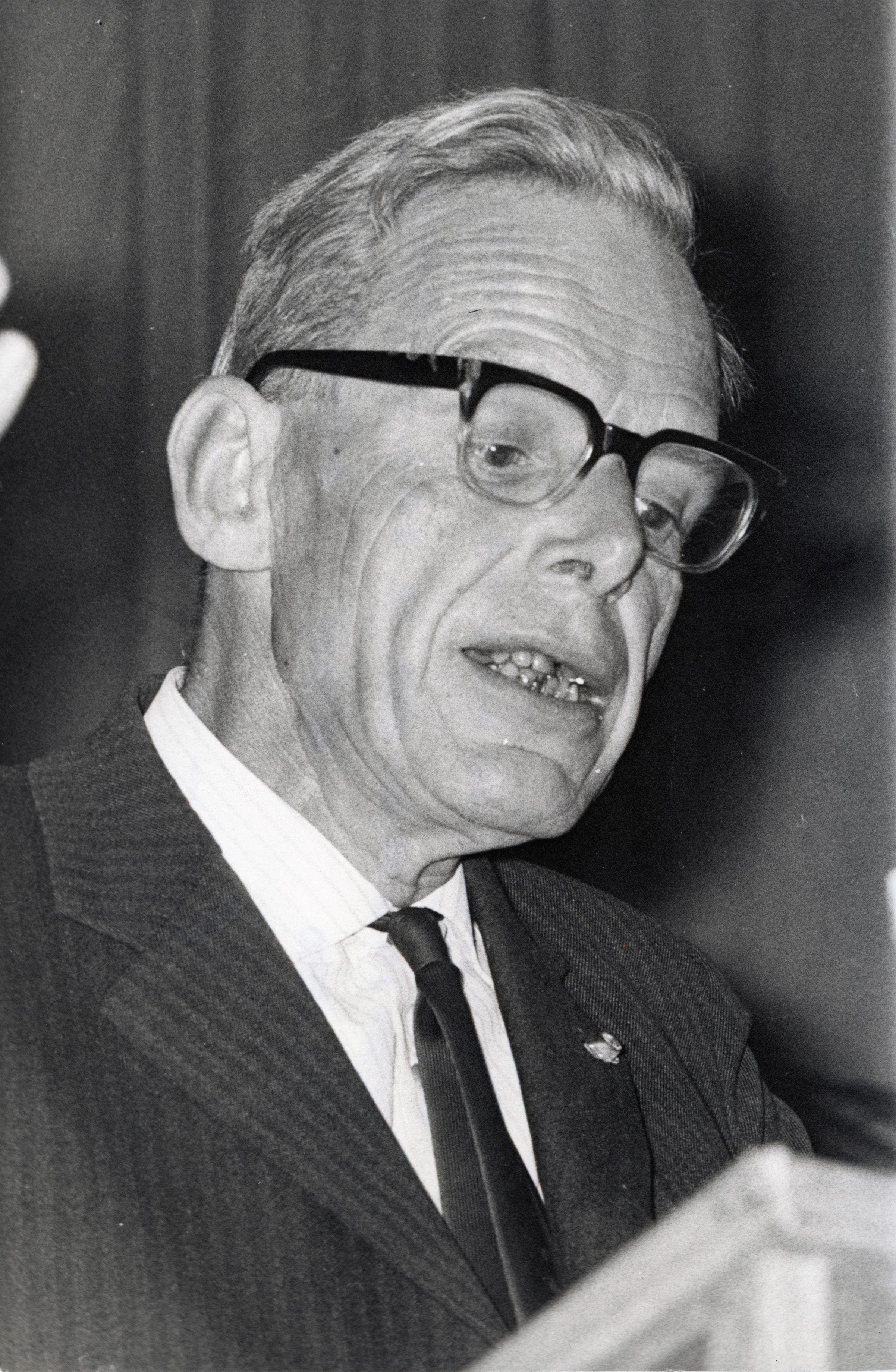
Wim van der Grinten
1 juni

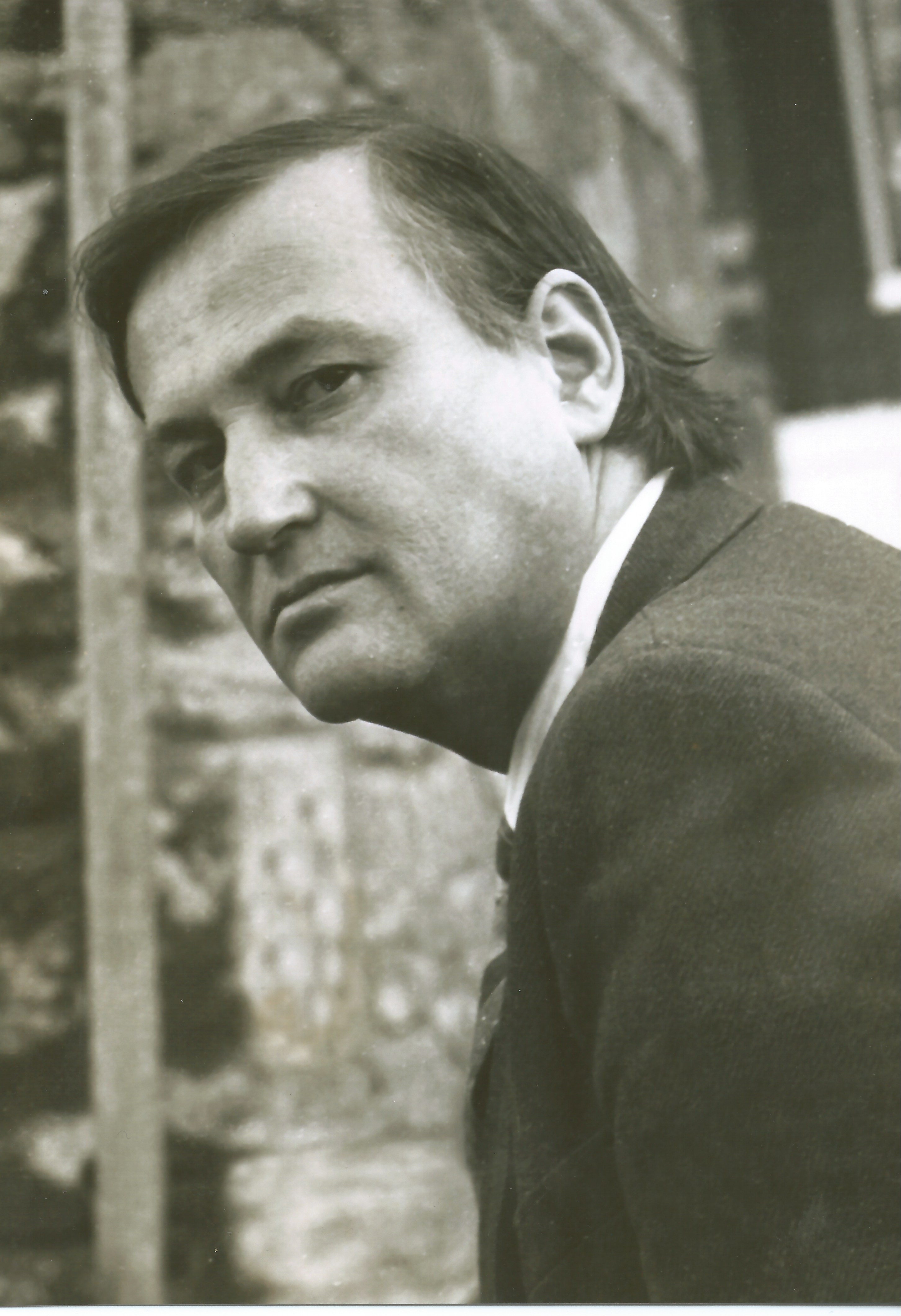
Hub Mathijsen
3 juni

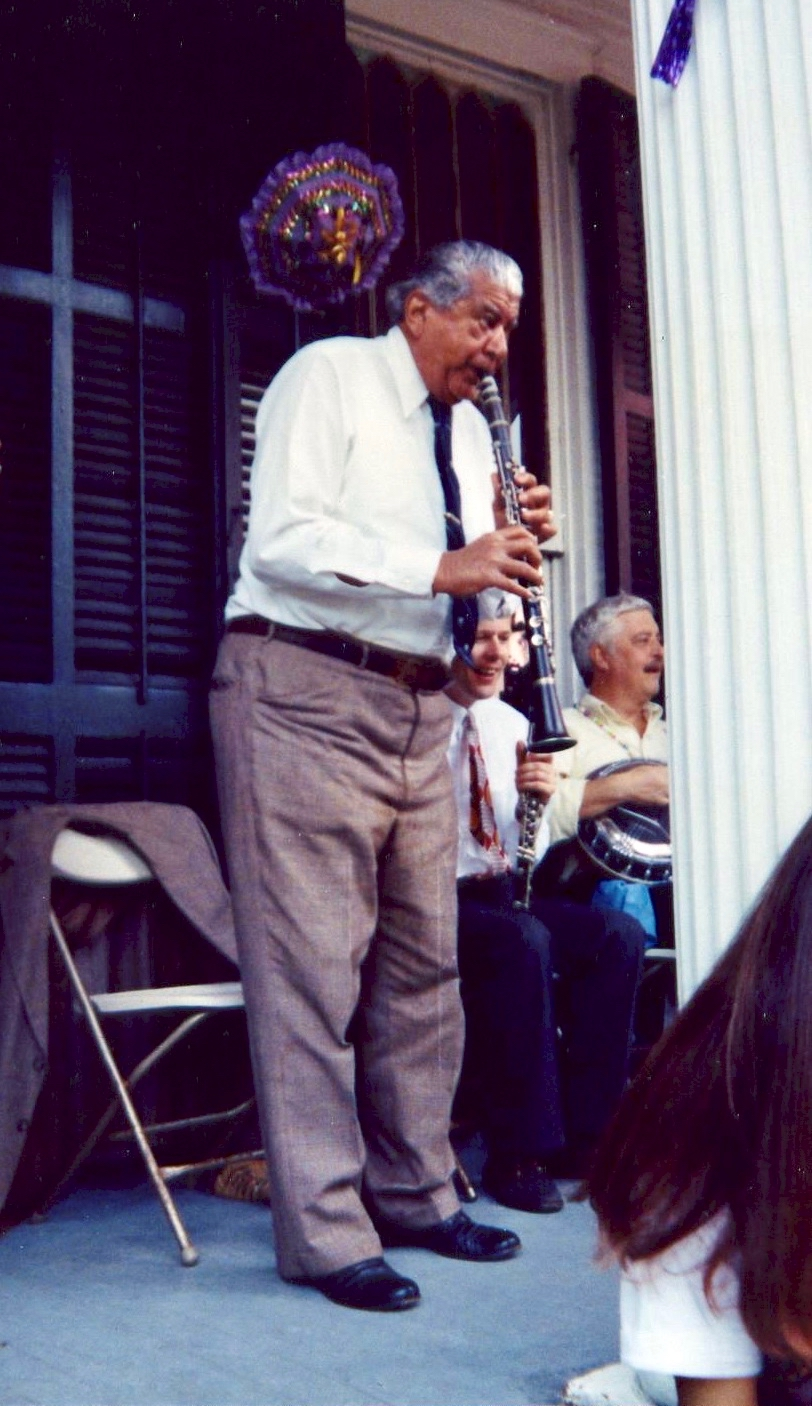
Willie Humphrey
7 juni

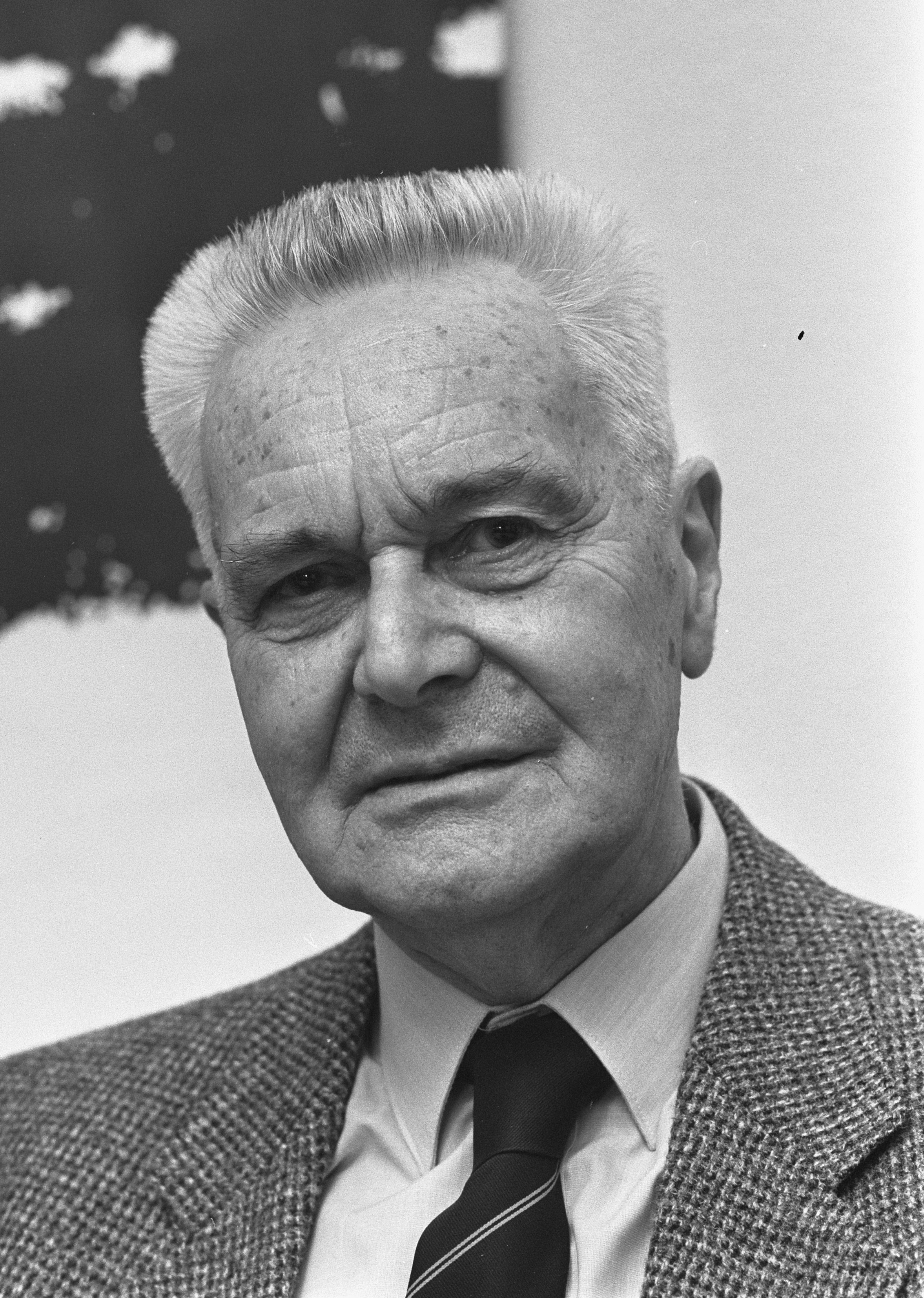
Jan Tinbergen
9 juni

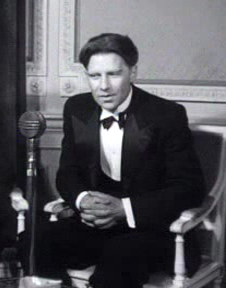
A. den Doolaard
26 juni

| 1 | 2 | 3 | 4 | 5 | 6 | 7 | 8 | 9 | 10 | 11 | 12 | 13 | 14 | 15 | 16 | 17 | 18 | 19 | 20 | 21 | 22 | 23 | 24 | 25 | 26 | 27 | 28 | 29 | 30 |
| - | - | - | - | - | - | - | - | - | -- | -- | -- | -- | -- | -- | -- | -- | -- | -- | -- | -- | -- | -- | -- | -- | -- | -- | -- | -- | -- |

### 1 juni
- Wim van der Grinten (80), Nederlands politicus
- Felix Roosenstein (77), Nederlands tekenaar

### 2 juni
- David Stove (66), Australisch filosoof

### 3 juni
- Hub Mathijsen (52), Nederlands musicus

### 4 juni
- Toto Bissainthe (60), Haïtiaans actrice en zangeres
- Jean Daetwyler (87), Zwitsers componist en dirigent
- Ushimatsu Saito (81), Japans componist en dirigent
- Massimo Troisi (41), Italiaans acteur

### 6 juni
- Frans Nienhuys (88), Nederlands radiopresentator
- Jan Slot (80), Nederlands burgemeester

### 7 juni
- Willie Humphrey (93), Amerikaans jazzmusicus
- Dennis Potter (59), Brits toneelschrijver

### 9 juni
- Jan Tinbergen (91), Nederlands econoom

### 10 juni
- Edward Kienholz (66), Amerikaans beeldhouwer
- Marie Morisawa (73), Amerikaans geoloog
- Noël Vantyghem (46), Belgisch wielrenner

### 11 juni
- Herbert Anderson (77), Amerikaans acteur
- Jerome W. Conn (86), Amerikaans endocrinoloog
- Tom Slager (76), Nederlands kunstschilder
- Gon Voorhoeve (66), Nederlands componist

### 12 juni
- William Elgin Swinton (93), Brits paelontoloog

### 13 juni
- Willy Lustenhouwer (73), Belgisch zanger

### 14 juni
- Pim van der Harst (77), Nederlands burgemeester
- Henry Mancini (70), Amerikaans componist
- Lucien Vlaemynck (79), Belgisch wielrenner

### 15 juni
- Manos Hadzidakis (58), Grieks componist
- Christopher Kite (46), Brits musicus

### 16 juni
- Bernard Moitessier (69), Frans zeezeiler
- Kristen Pfaff (27), Amerikaans basgitariste

### 17 juni
- Gabriëlle Fontaine-Vanhoof (92), Belgisch politicus

### 19 juni
- Jose Fernandez jr. (70), Filipijns bankier

### 22 juni
- Julius Adams Stratton (93), Amerikaans onderwijsdeskundige

### 24 juni
- Jean Daetwyler (87), Zwitsers componist en dirigent

### 26 juni
- Thomas Armstrong (96), Brits componist en dirigent
- A. den Doolaard (93), Nederlands schrijver en journalist
- Idel Ianchelevici (85), Roemeens-Belgisch beeldhouwer en tekenaar
- Roelof Kiers (56), Nederlands televisiemaker en omroepdirecteur

### 27 juni
- Leo Blindeman (72), Belgisch burgemeester
- Sam Hanks (79), Amerikaans autocoureur

### 29 juni
- Jack Unterweger (43), Oostenrijks moordenaar

## Juli

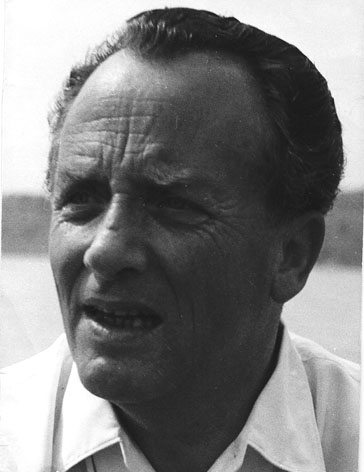
Adam van Vliet
3 juli

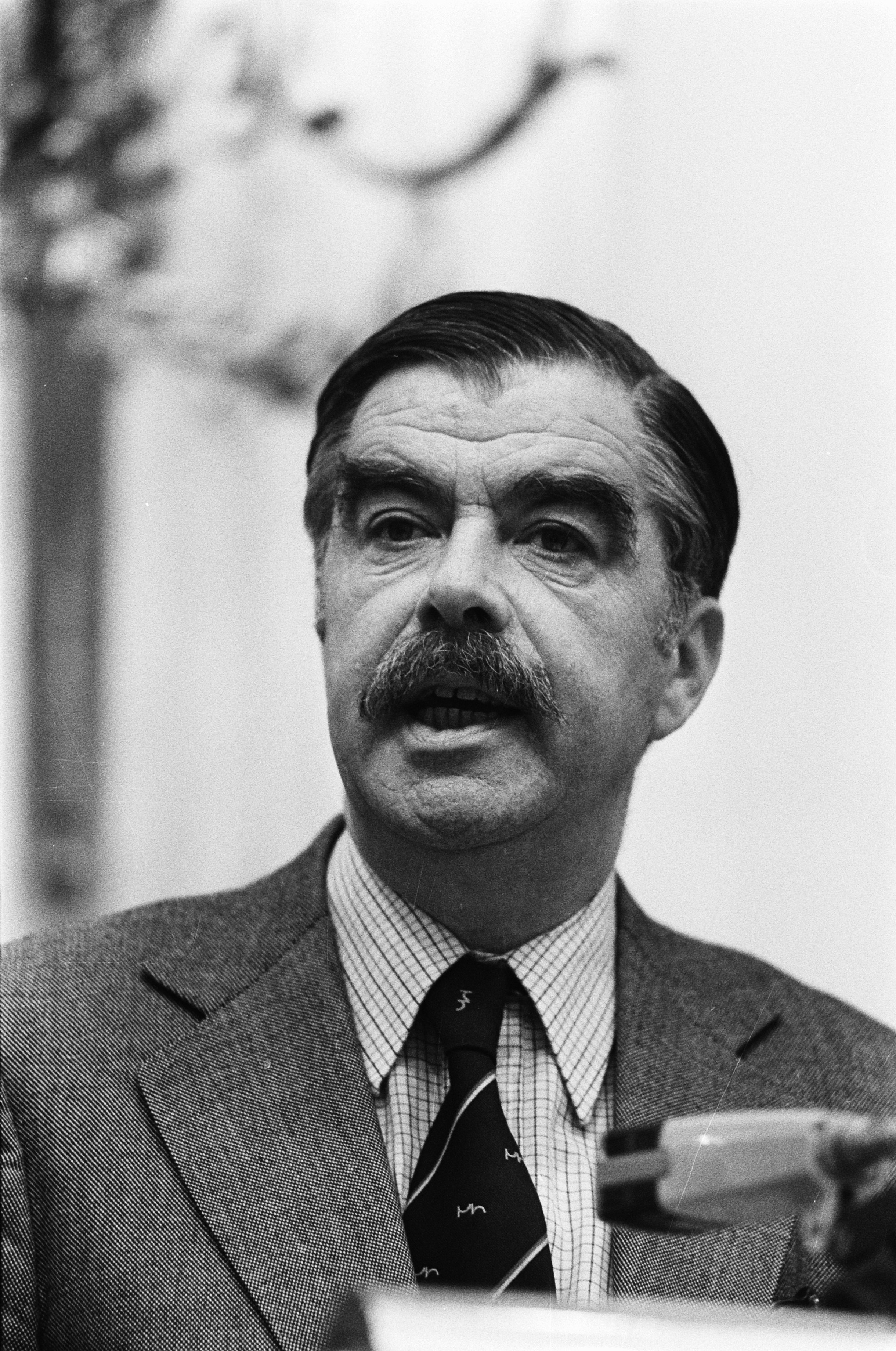
Ad Ploeg
5 juli

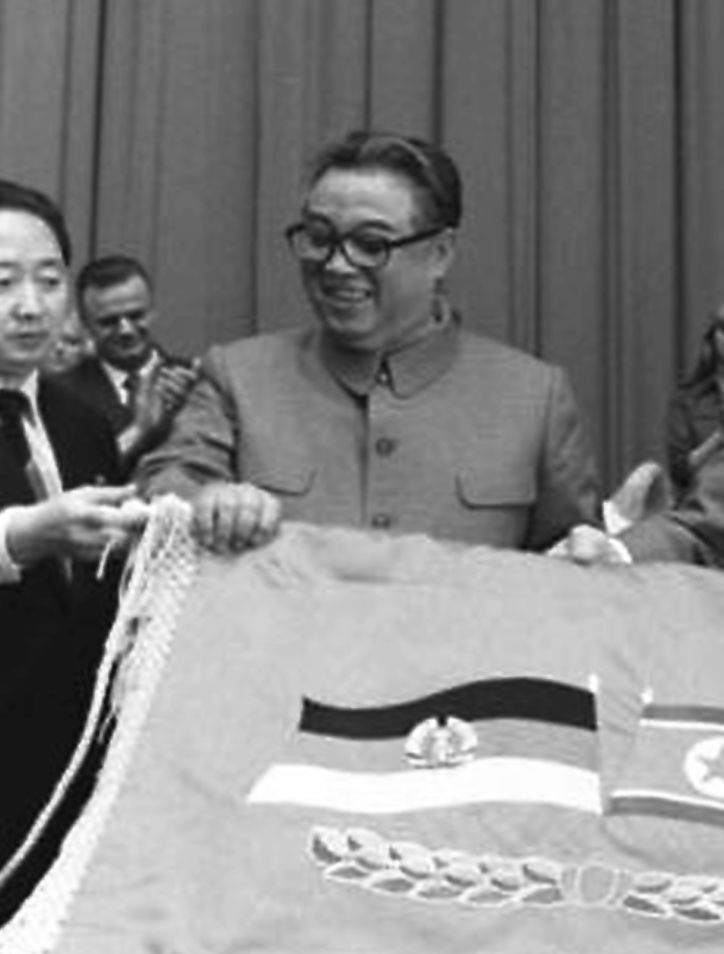
Kim Il-sung
8 juli

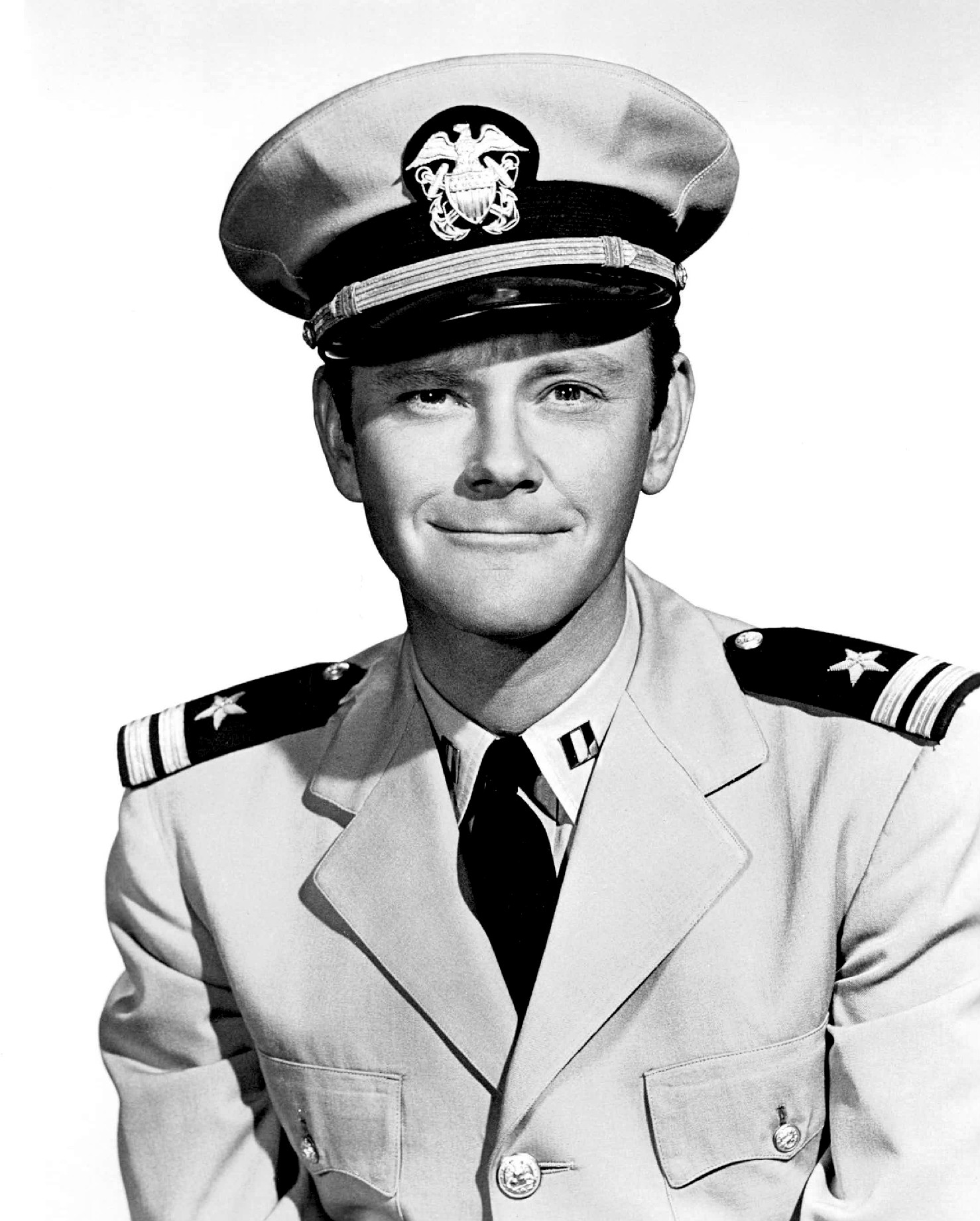
Dick Sargent
9 juli

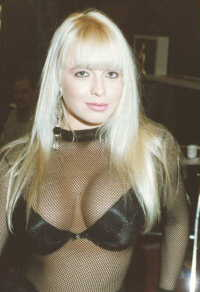
Savannah
11 juli

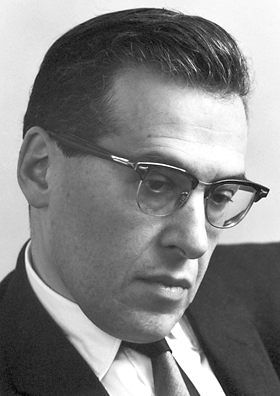
Julian Schwinger
16 juli

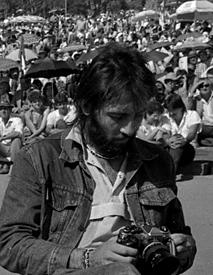
Kevin Carter
27 juli

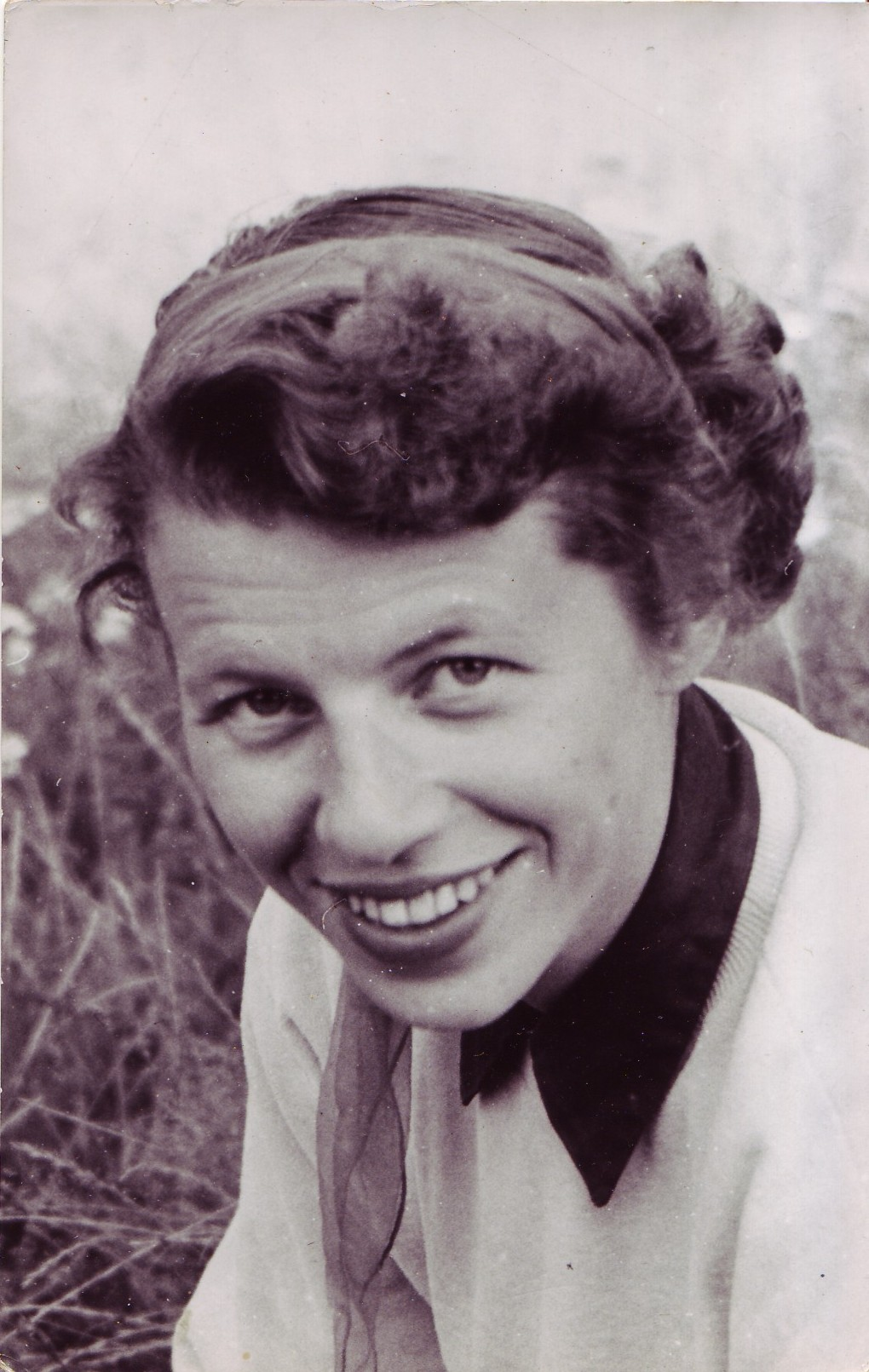
Jeanne Woerdeman-Evenhuis
31 juli

| 1 | 2 | 3 | 4 | 5 | 6 | 7 | 8 | 9 | 10 | 11 | 12 | 13 | 14 | 15 | 16 | 17 | 18 | 19 | 20 | 21 | 22 | 23 | 24 | 25 | 26 | 27 | 28 | 29 | 30 | 31 |
| - | - | - | - | - | - | - | - | - | -- | -- | -- | -- | -- | -- | -- | -- | -- | -- | -- | -- | -- | -- | -- | -- | -- | -- | -- | -- | -- | -- |

### 2 juli
- Andrés Escobar (27), Colombiaans voetballer
- Gianbattista Guidotti (92), Italiaans autocoureur

### 3 juli
- Adam van Vliet (92), Nederlands architect

### 4 juli
- Joey Marella (31), Amerikaans scheidsrechter bij het professioneel worstelen
- Gerard Coad Smith (80), Amerikaans diplomaat

### 5 juli
- Willem Diemer (72), Nederlands uitgever en literatuurcriticus
- Ad Ploeg (67), Nederlands politicus

### 6 juli
- Geoff McQueen (46), Brits scenarioschrijver

### 7 juli
- José María Ruda (69), Argentijns jurist
- Anita Garvin (88), Amerikaans actrice

### 8 juli
- Kim Il-sung (82), president van Noord-Korea
- Dick Sargent (64), Amerikaans acteur

### 9 juli
- Sabby Lewis (79), Amerikaans pianist

### 10 juli
- André Joseph Guillaume Henri Kostermans (88), Nederlands botanicus

### 11 juli
- Gary Kildall (52), Amerikaans softwareontwikkelaar
- Savannah (23), Amerikaans pornoactrice

### 12 juli
- Henk Terlingen (52), Nederlands sportjournalist en -presentator
- Jan de Winter (107), oudste man in Nederland

### 13 juli
- Juozas Miltinis (86), Litouws toneelregisseur
- Olin Wilson (85), Amerikaans astronoom

### 14 juli
- Jeanne Bieruma Oosting (96), Nederlands beeldend kunstenares
- Robert Jungk (81), Oostenrijks schrijver en journalist
- Leo Mets (82), Belgisch schrijver
- Honoré Van Steenberge (76), Belgisch vakbondsleider en politicus

### 15 juli
- Carel van Laere (73), Nederlands beeldhouwer en industrieel ontwerper

### 16 juli
- William Donald Revelli (92), Amerikaans dirigent
- Madzy Rollin Couquerque (91), Nederlands hockeyspeelster en tennisster
- Jan Schepens (85), Belgisch schrijver
- Julian Schwinger (76), Amerikaans natuurkundige

### 17 juli
- Soetan Takdir Alisjahbana (86), Indonesisch taalkundige en schrijver
- Sebastián Piana (90), Argentijns componist

### 18 juli
- Ibrahim Hussein Berro (21), Libanees terrorist

### 19 juli
- Frits van der Meer (89), Nederlands kunsthistoricus

### 20 juli
- Paul Delvaux (96), Belgisch schilder
- Jacques Hambye (86), Belgisch politicus

### 21 juli
- Jenny Amelia Mulder (51), Nederlands beeldhouwster

### 23 juli
- Mario Brega (71), Italiaans acteur

### 24 juli
- Leo Brongersma (87), Nederlands bioloog

### 25 juli
- Theo Duquesnoy (52), Nederlands vertaler
- Fredrik Elisa Loosjes (80), Nederlands bioloog

### 26 juli
- Herman Lodewijk Breen (79), Nederlands burgemeester
- Heinrich Drake (91), Duits beeldhouwer

### 27 juli
- Kevin Carter (33), Zuid-Afrikaans fotograaf
- Jozef Dupont (87), Belgisch politicus
- Tatiana Tauer (48), Russisch harpiste

### 28 juli
- Ralph Hermann (80), Amerikaans componist en dirigent
- Charles Poswick (69), Belgisch politicus

### 29 juli
- Dorothy Crowfoot Hodgkin (84), Brits scheikundige
- Siegfried Dallmann (89), Oost-Duits politicus

### 30 juli
- Emil Kuhn-Schnyder (89), Zwitsers paleontoloog
- Theo van Scheltinga (80), Nederlands schaker

### 31 juli
- Johanna Adriana Ader-Appels (88), Nederlands verzetsstrijdster en evangeliste
- Carlos Santos-Viola (82), Filipijns architect
- Jan Schoonhoven (80), Nederlands kunstenaar
- Reginald Sutton (85), Brits waterpolospeler en zwemmer
- Jeanne Dientje Woerdeman-Evenhuis (69), Nederlands verzetsstrijdster

## Augustus

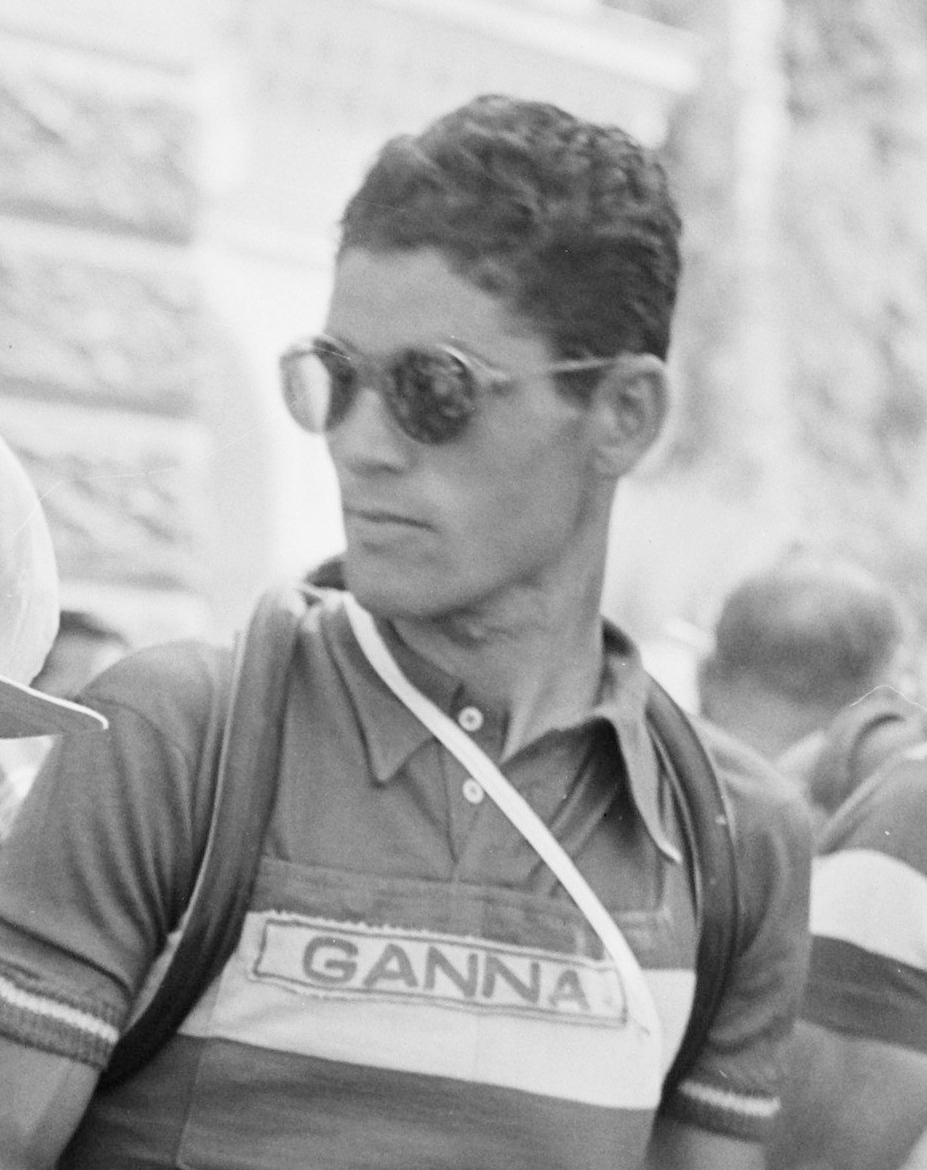
Mario Baroni
1 augustus

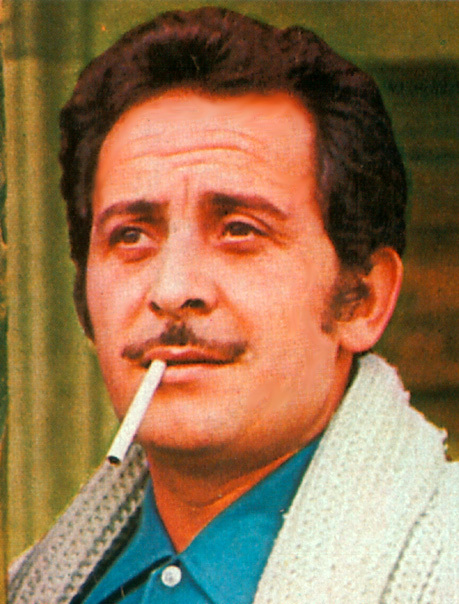
Domenico Modugno
6 augustus

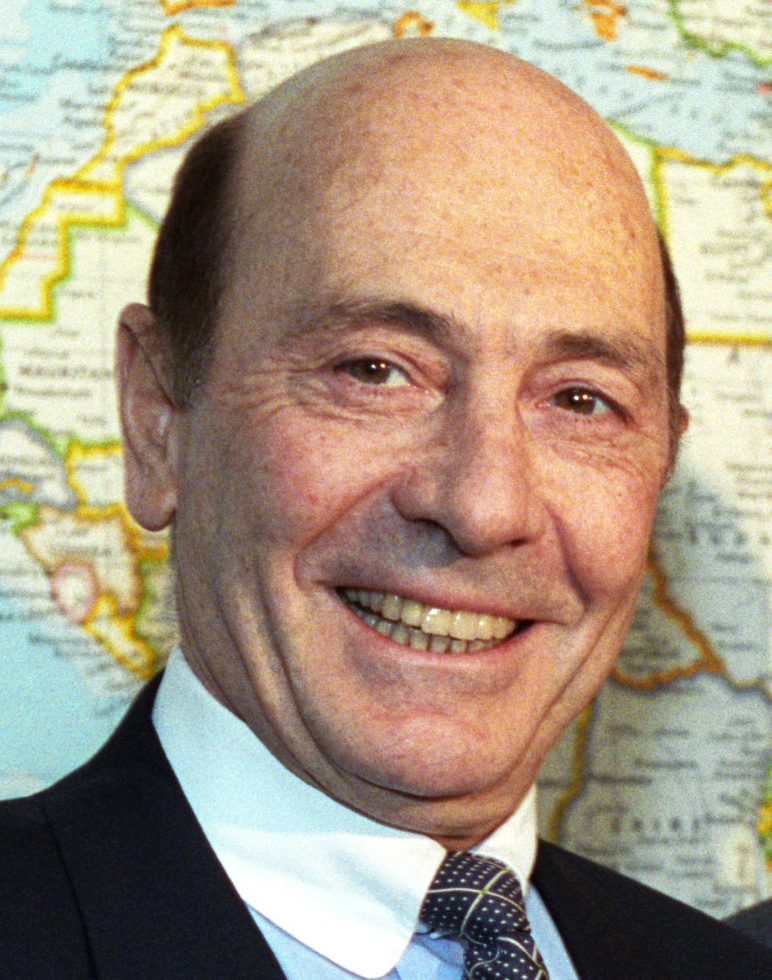
Manfred Wörner
13 augustus

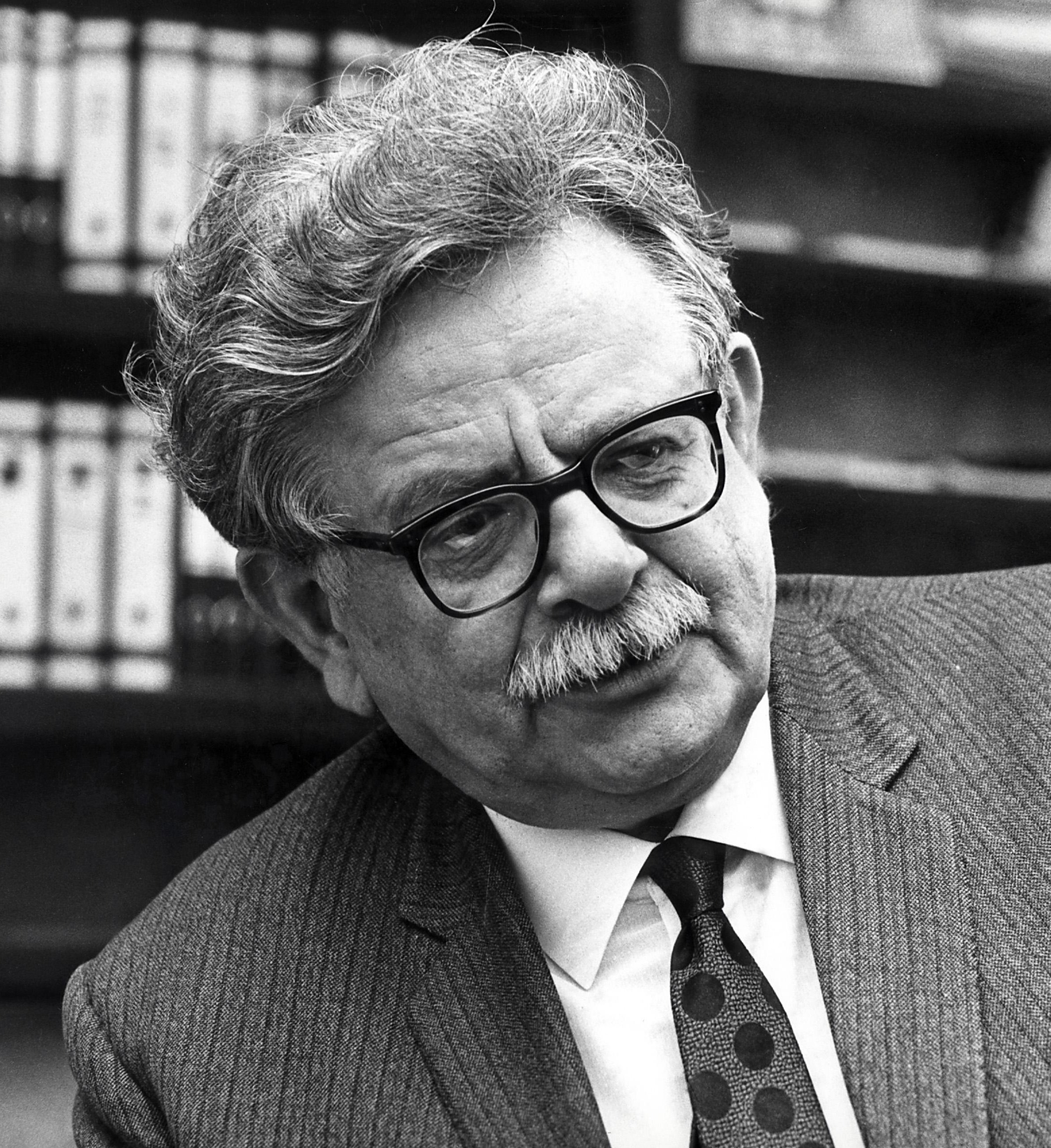
Elias Canetti
14 augustus

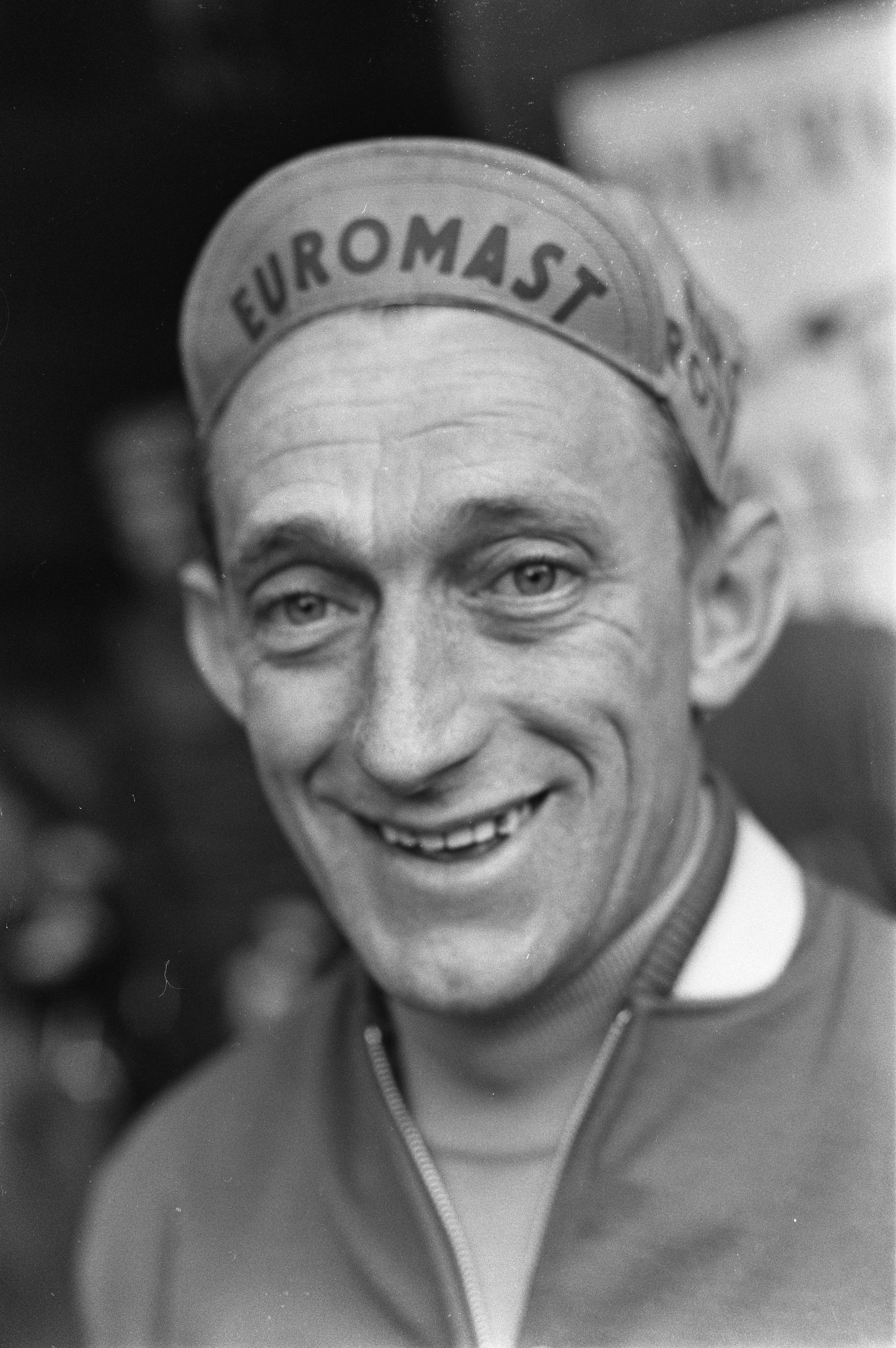
Wout Wagtmans
15 augustus

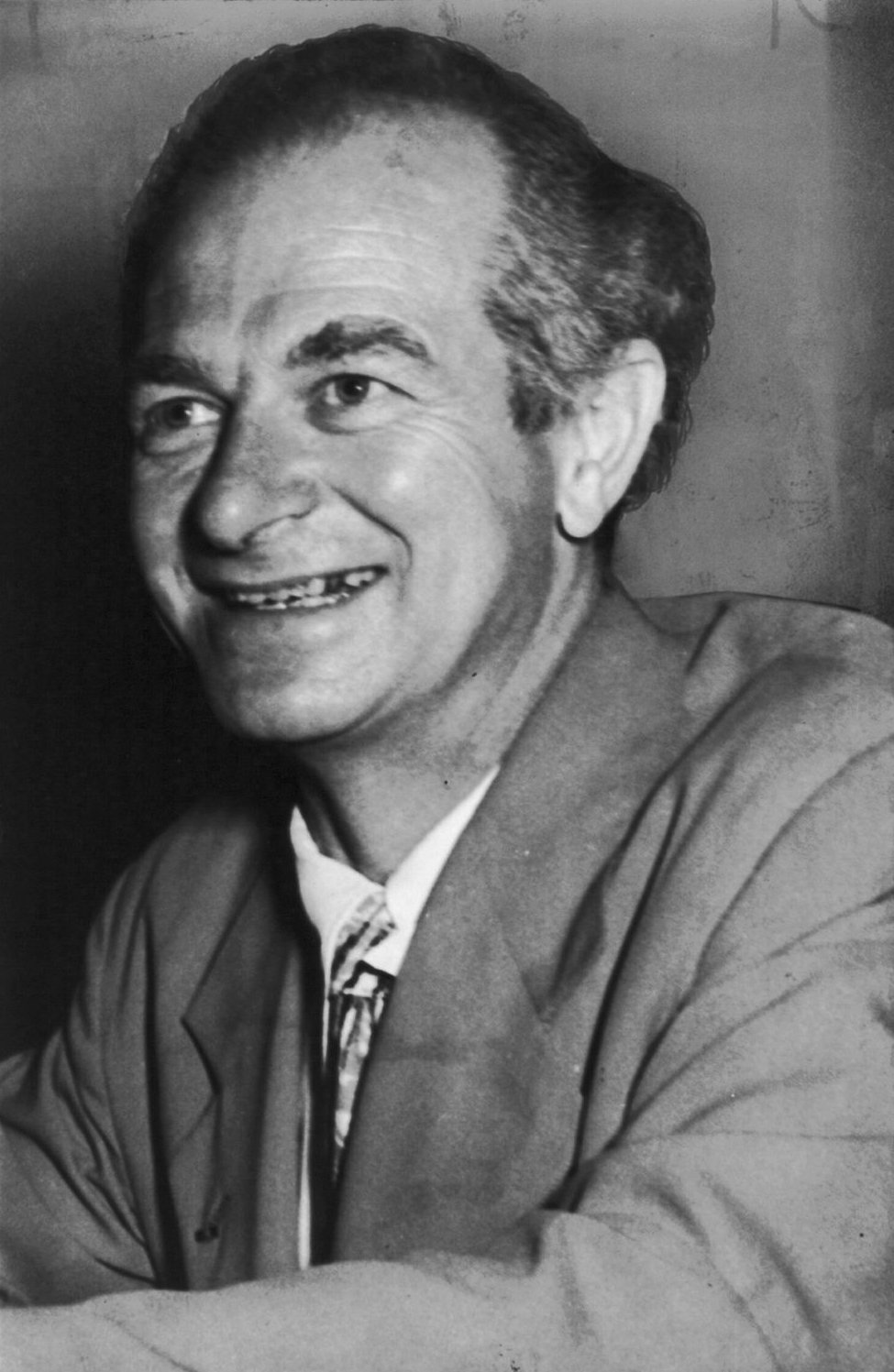
Linus Pauling
19 augustus

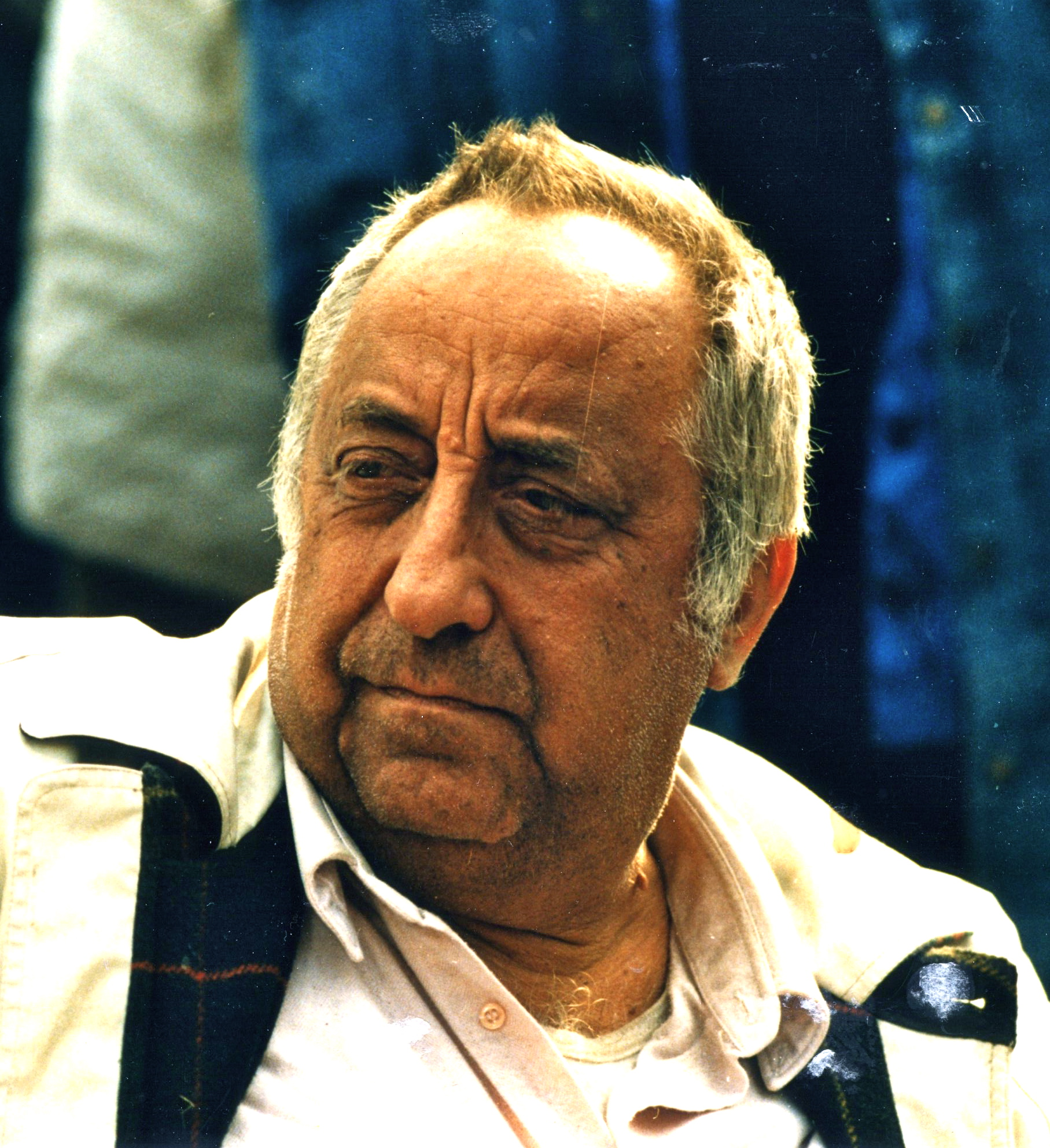
Aleksandar Petrović
20 augustus

| 1 | 2 | 3 | 4 | 5 | 6 | 7 | 8 | 9 | 10 | 11 | 12 | 13 | 14 | 15 | 16 | 17 | 18 | 19 | 20 | 21 | 22 | 23 | 24 | 25 | 26 | 27 | 28 | 29 | 30 | 31 |
| - | - | - | - | - | - | - | - | - | -- | -- | -- | -- | -- | -- | -- | -- | -- | -- | -- | -- | -- | -- | -- | -- | -- | -- | -- | -- | -- | -- |

### 1 augustus
- Mario Baroni (67), Italiaans wielrenner

### 2 augustus
- Valère Depauw (82), Belgisch schrijver
- Bert Freed (74), Amerikaans acteur

### 4 augustus
- Jan Oradi (80), Nederlands radiomedewerker
- Giovanni Spadolini (69), Italiaans journalist en politicus

### 5 augustus
- Alain de Changy (72), Belgisch autocoureur

### 6 augustus
- Domenico Modugno (66), Italiaans zanger
- Jacques Pelzer (70), Belgisch jazzmusicus

### 7 augustus
- Larry Martyn (60), Brits acteur
- Rolf van Ulzen (69), Nederlands uitgever

### 8 augustus
- Leonid Leonov (95), Russisch schrijver en dramaturg

### 9 augustus
- Franciscus Joannes Herman Bachg (91), Nederlands politicus
- Mien van 't Sant (93), Nederlands schrijfster

### 10 augustus
- Vladimir Melanin (60), Russisch biatleet
- Atze Oosterhoff (88), Nederlands burgemeester

### 11 augustus
- Peter Cushing (81), Brits acteur

### 12 augustus
- Hermann Markus Pressl (55), Oostenrijks componist

### 13 augustus
- Manfred Wörner (59), Duits politicus en diplomaat

### 14 augustus
- Elias Canetti (89), Brits Duitstalig schrijver

### 15 augustus
- Wout Wagtmans (64), Nederlands wielrenner

### 16 augustus
- Victor Honig van den Bossche (74), Nederlands politicus

### 17 augustus
- Luigi Chinetti (93), Italiaans-Amerikaans autocoureur

### 18 augustus
- Richard Laurence Millington Synge (79), Brits biochemicus

### 19 augustus
- Antoine Boutros Khreich (86), Libanees geestelijke
- Simone Mabille-Leblanc (75), Belgisch politicus
- Linus Pauling (93), Amerikaans scheikundige
- Robert Rozjdestvenski (62), Russisch schrijver

### 20 augustus
- Aleksandar Petrović (65), Joegoslavisch filmregisseur
- Hermann Hackmann (80), Duits oorlogsmisdadiger

### 21 augustus
- Hein Fentener van Vlissingen (73), Nederlands ondernemer

### 23 augustus
- Fisher Tull (59), Amerikaans componist en trompettist

### 24 augustus
- Mauritz Christiaan Kokkelink (81), Nederlands militair

### 26 augustus
- Edmond De Lathouwer (78), Belgisch wielrenner
- Rocus van Yperen (80), Nederlands componist

### 27 augustus
- Herman Knijtijzer (80), Nederlands architect

### 30 augustus
- Lindsay Anderson (71), Brits regisseur

## September

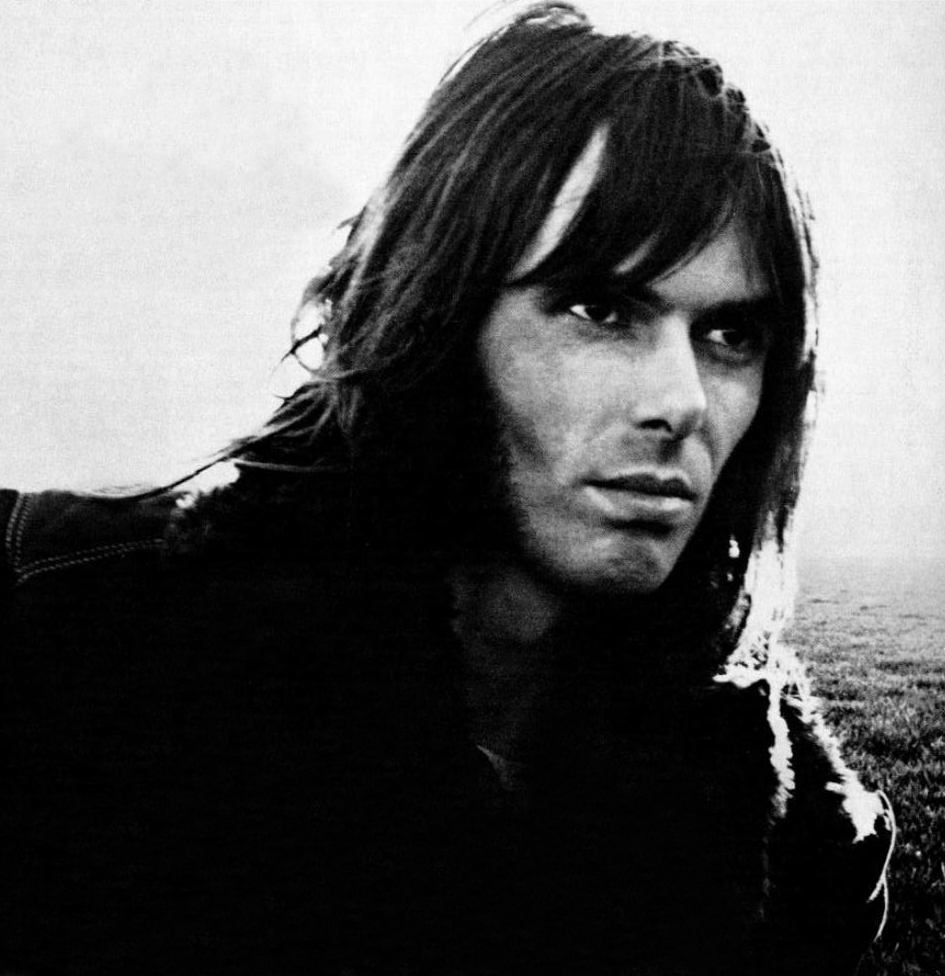
Nicky Hopkins
6 september

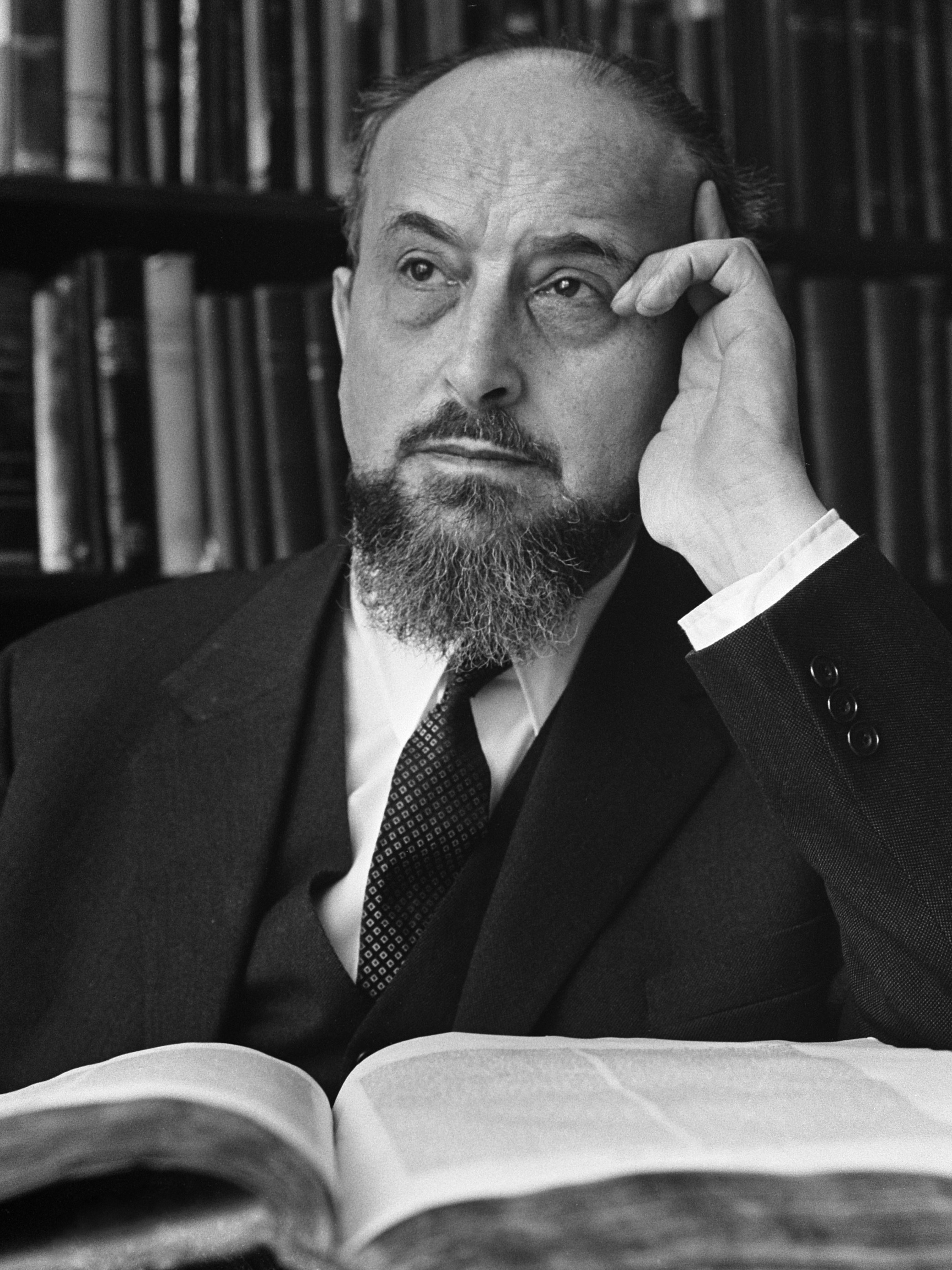
Aron Schuster
7 september

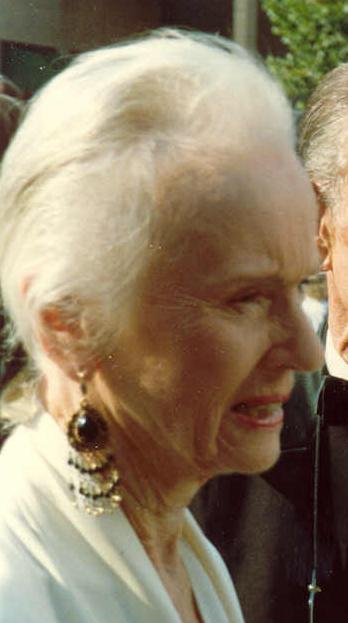
Jessica Tandy
11 september

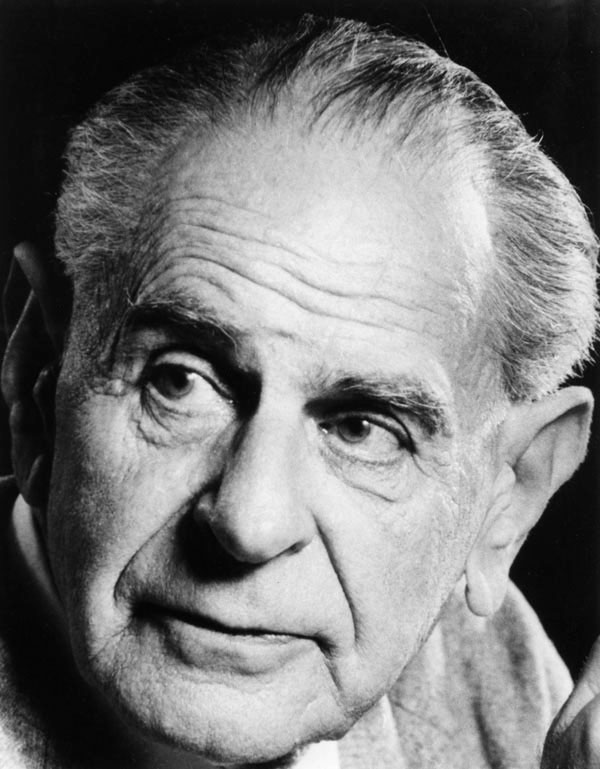
Karl Popper
17 september

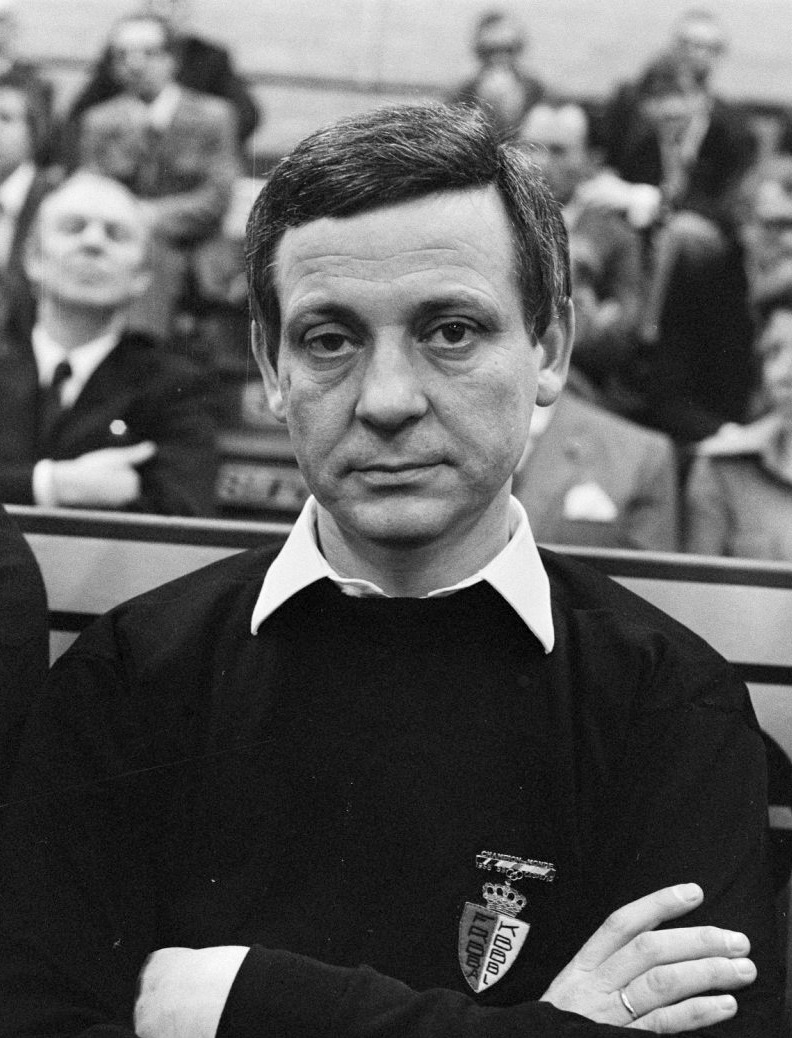
Emile Wafflard
19 september

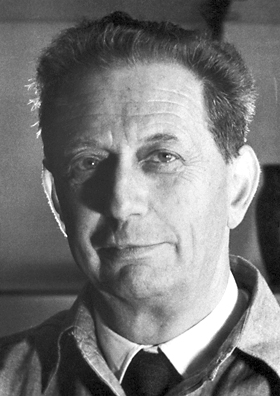
André Michael Lwoff
30 september

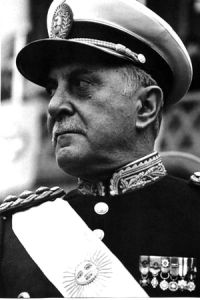
Roberto Eduardo Viola
30 september

| 1 | 2 | 3 | 4 | 5 | 6 | 7 | 8 | 9 | 10 | 11 | 12 | 13 | 14 | 15 | 16 | 17 | 18 | 19 | 20 | 21 | 22 | 23 | 24 | 25 | 26 | 27 | 28 | 29 | 30 |
| - | - | - | - | - | - | - | - | - | -- | -- | -- | -- | -- | -- | -- | -- | -- | -- | -- | -- | -- | -- | -- | -- | -- | -- | -- | -- | -- |

### 2 september
- Robert Gheysen (77), Belgisch politicus
- Giuseppe Martano (83), Italiaans wielrenner

### 3 september
- Billy Wright (70), Engels voetballer

### 5 september
- Billy Usselton (68), Amerikaans jazzmusicus

### 6 september
- Luis Beltran (58), Filipijns journalist en columnist
- Edward Russell Gaines (67), Nieuw-Zeelands bisschop
- Nicky Hopkins (50), Brits muzikant
- Duccio Tessari (67), Italiaans acteur en regisseur
- Marinus Verhage (74), Nederlands verzetsstrijder

### 7 september
- James Clavell (69), Brits-Amerikaans schrijver
- Frederik Gerard van Dijk (88), Nederlands politicus
- Ann Salens (54), Belgisch modeontwerper
- Aron Schuster (87), Nederlands rabbijn
- Marinus Verhage (74), Nederlands verzetsstrijder
- Terence Young (89), Brits filmregisseur

### 8 september
- Juan Alonso (66), Spaans voetballer
- Joop Wilhelmus (51), Nederlands pornograaf en activist

### 10 september
- Max Morlock (69), Duits voetballer

### 11 september
- Jessica Tandy (85), Brits-Amerikaans actrice

### 12 september
- Boris Jegorov (56), Sovjet-Russisch ruimtevaarder
- Avtandil Tsjkoeaseli (62), Sovjet-Georgisch voetballer
- Cornelis Veerman (85), Nederlands geestelijke

### 14 september
- David van de Kop (56), Nederlands tekenaar en beeldhouwer
- Marika Krevata (84), Grieks actrice

### 15 september
- Ernst Fuchs (57), Zwitsers wielrenner

### 16 september
- Albert Decourtray (71), Frans geestelijke
- Dolly Haas (84), Duits-Amerikaans actrice

### 17 september
- Arnold Badjou (85), Belgisch voetballer
- Karl Popper (92), Oostenrijks-Brits wetenschapsfilosoof

### 18 september
- Vitas Gerulaitis (40), Amerikaans tennisser

### 19 september
- Joseph Iléo (73), Congolees politicus
- Frankie Kennedy (38), Iers folkmuzikant
- Emile Wafflard (66), Belgisch carambolebiljartspeler

### 20 september
- Jan Hána (66), Tsjechisch beeldhouwer
- Jule Styne (88), Amerikaans componist

### 21 september
- Bob Huijsmans (77), Nederlands ambtenaar

### 22 september
- Teddy Buckner (85), Amerikaans jazzmusicus
- Dorothy Dehner (93), Amerikaanse tekenaar en beeldhouwer
- Edoardo Molinar (87), Italiaans wielrenner
- Igor Tsjislenko (55), Sovjet-voetballer

### 23 september
- Robert Bloch (77), Amerikaans schrijver
- Johannes van Damme (59), Nederlands zakenman
- Severino Minelli (85), Zwitsers voetballer en voetbalcoach
- Roelof Johannes van Pagée (78), Nederlands predikant

### 25 september
- Louis Ferdinand van Pruisen (86), Duits troonpretendent
- Antonio Negrini (91), Italiaans wielrenner

### 26 september
- Miguel Ángel Lauri (86), Argentijns voetballer en trainer

### 28 september
- Pierre Isacsson (46), Zweeds zanger
- José Francisco Ruiz Massieu (58), Mexicaans politicus
- Harry Saltzman (78), Amerikaans filmproducent
- Nikolaj Konstantinovitsj Tarasov (70), diplomaat en rechter

### 29 september
- Cheb Hasni (26), Algerijns zanger

### 30 september
- André Michael Lwoff (92), Frans microbioloog
- Roberto Eduardo Viola Prevedini (69), president van Argentinië

## Oktober

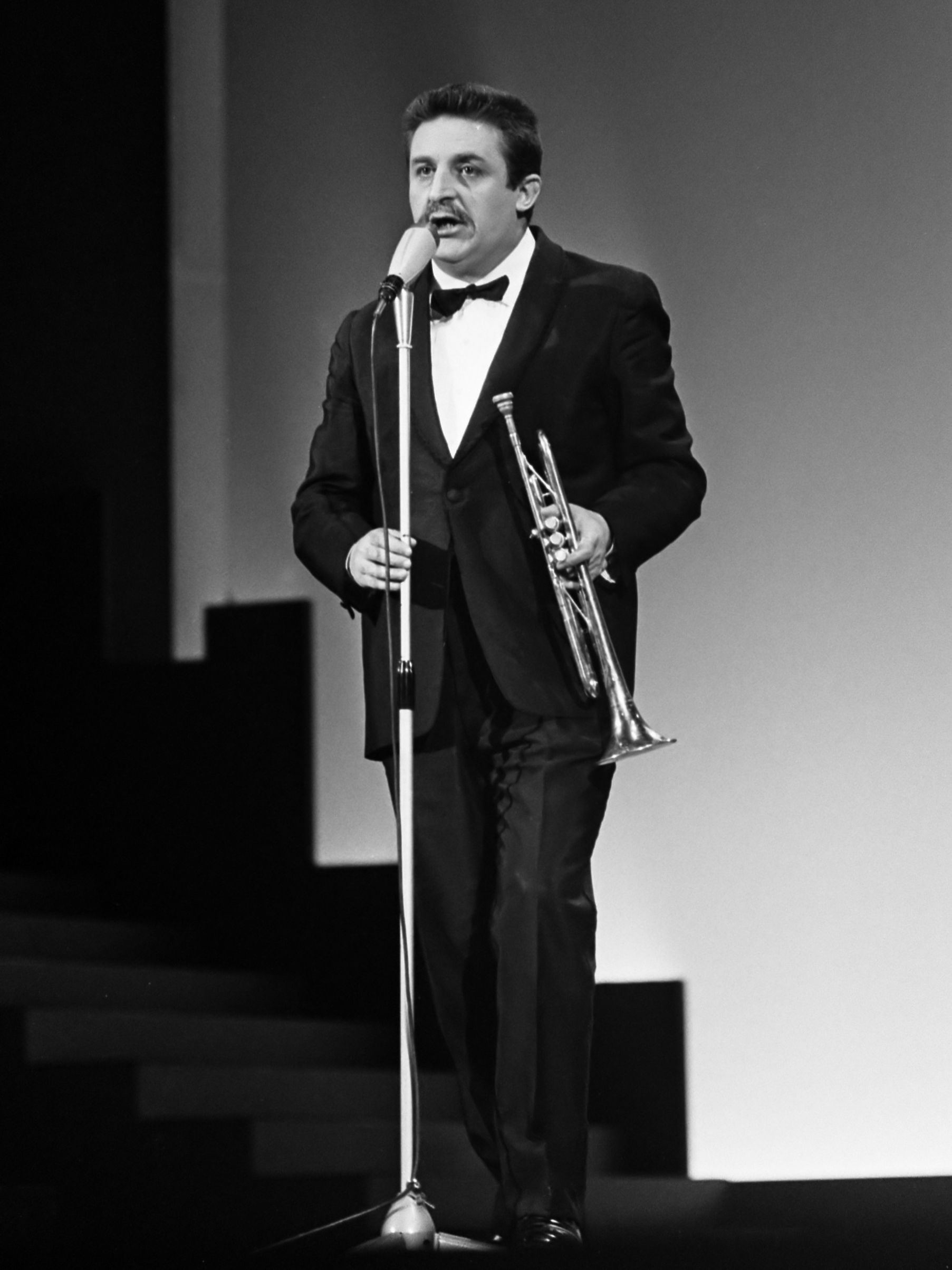
Nini Rosso
5 oktober

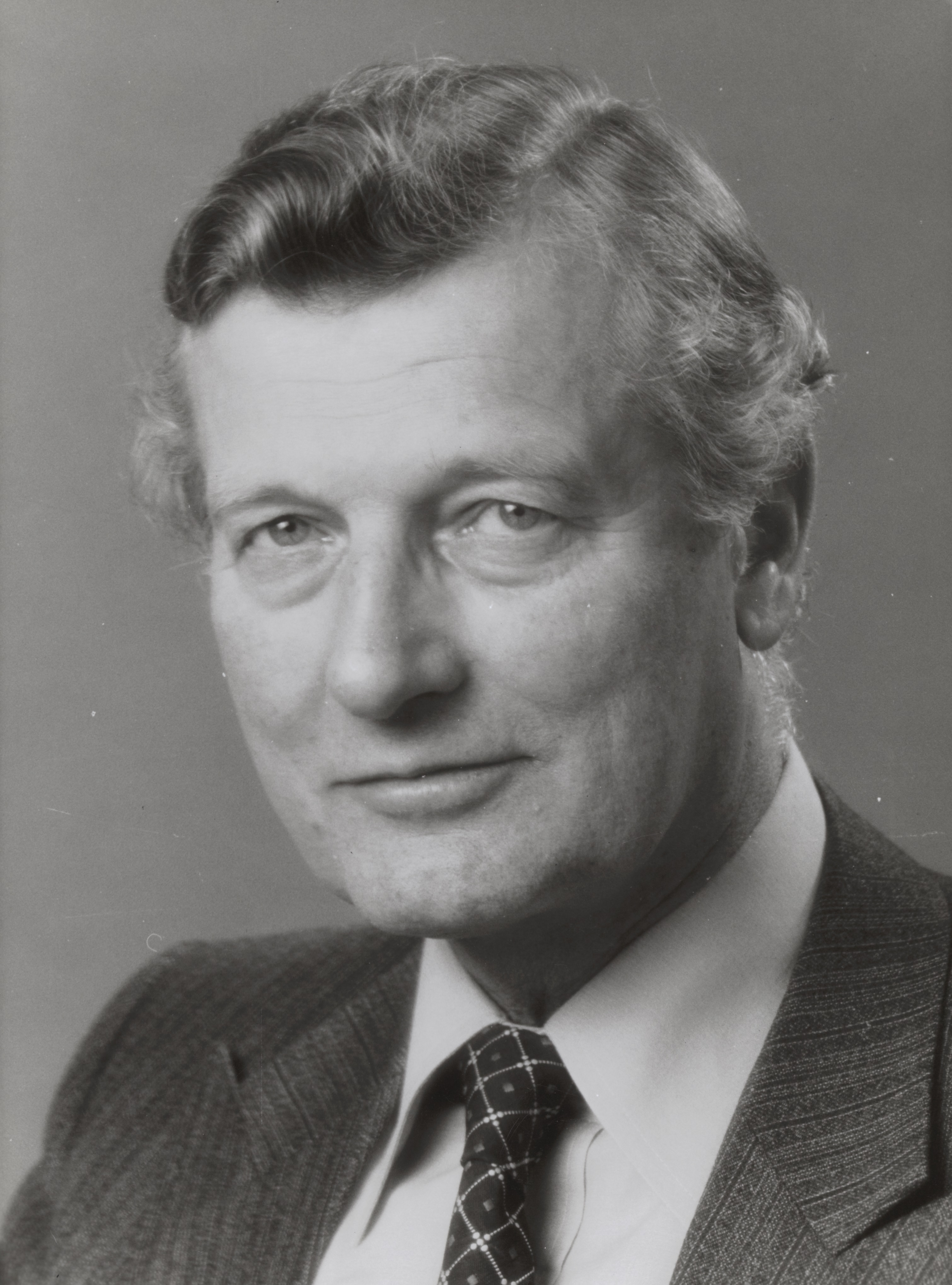
Jan de Koning
9 oktober

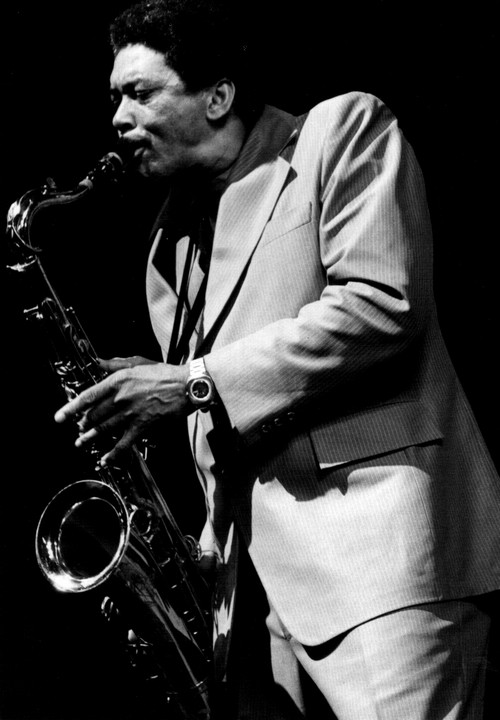
Lee Allen
18 oktober

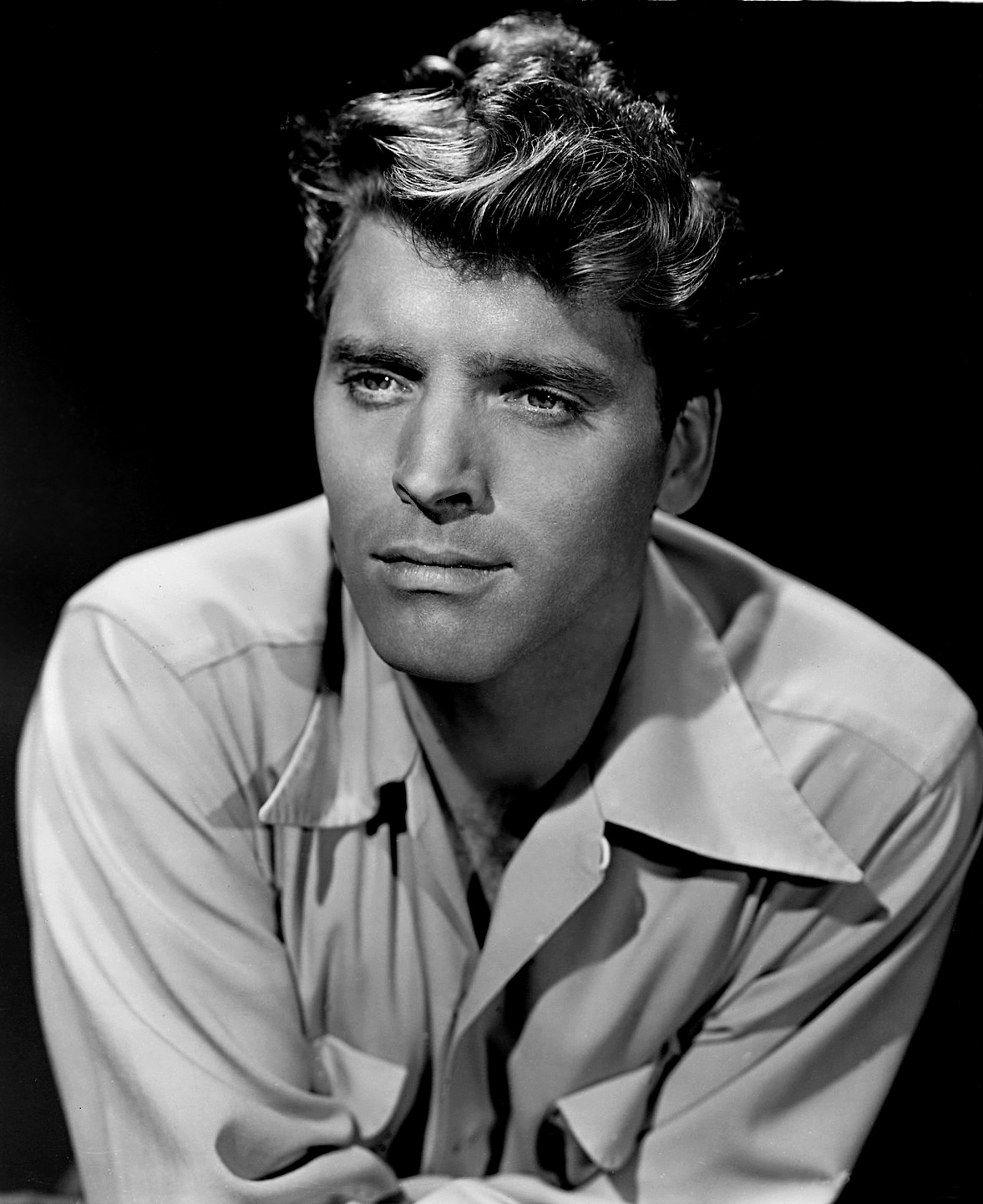
Burt Lancaster
20 oktober

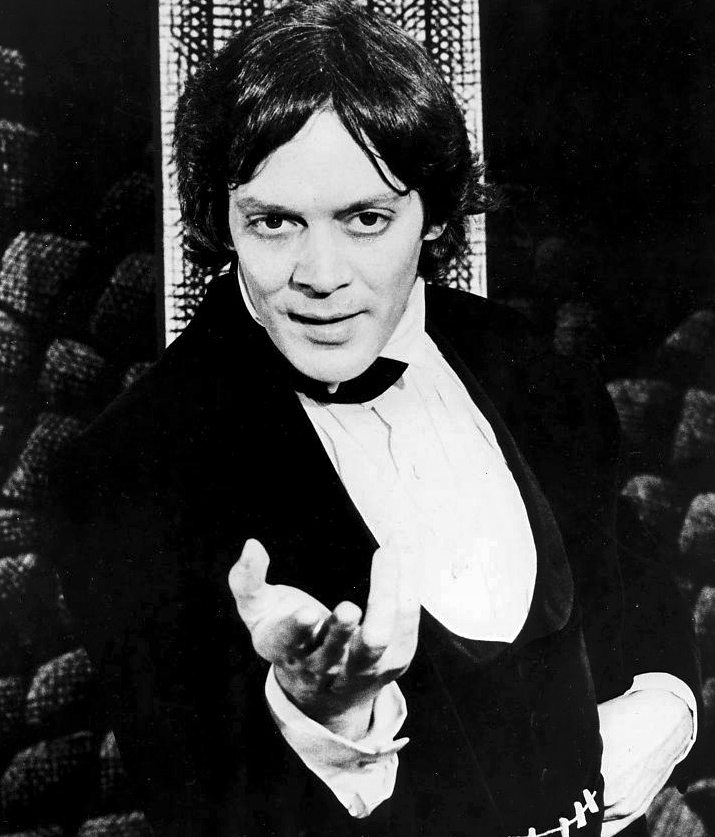
Raúl Juliá
24 oktober

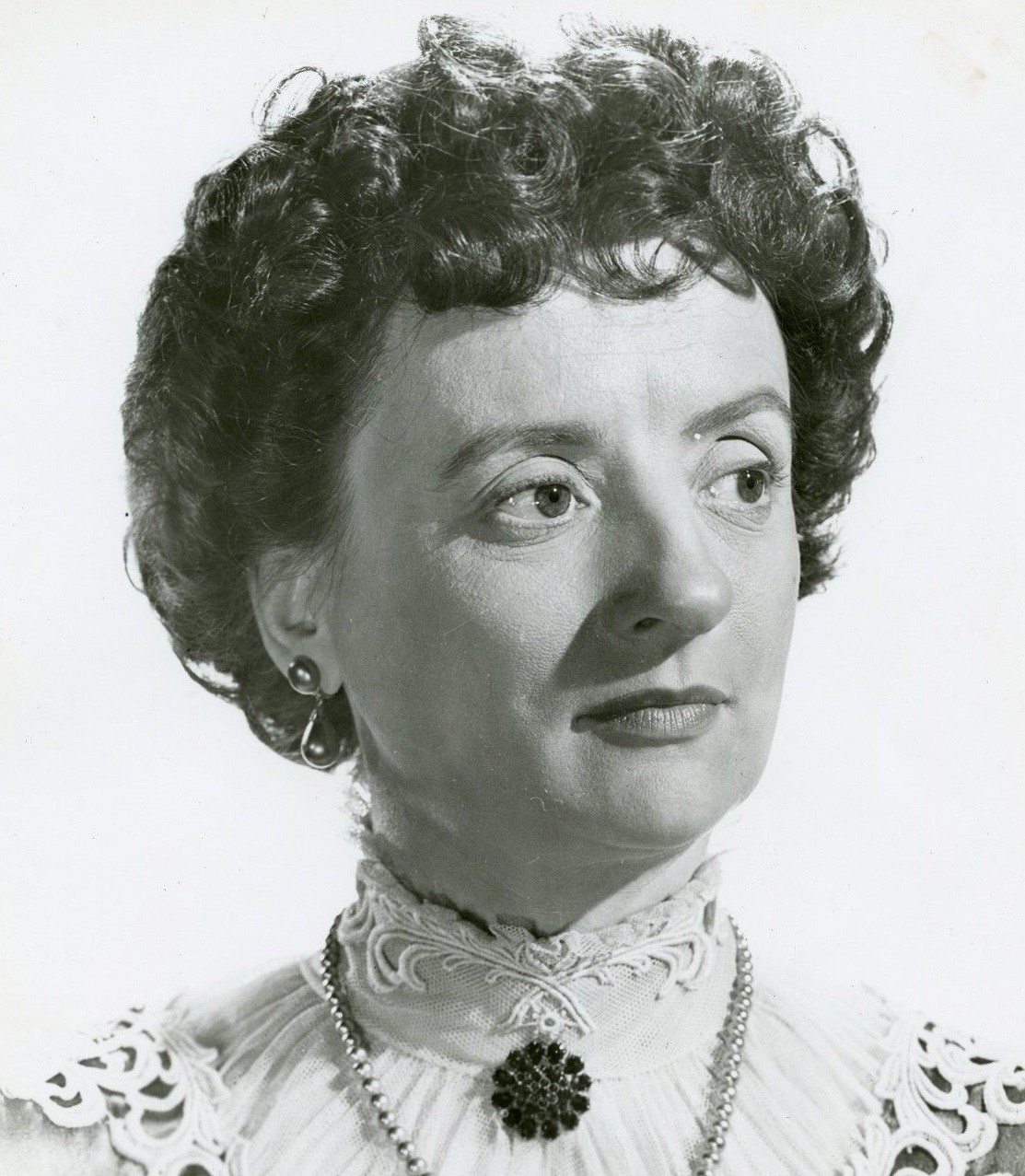
Mildred Natwick
25 oktober

| 1 | 2 | 3 | 4 | 5 | 6 | 7 | 8 | 9 | 10 | 11 | 12 | 13 | 14 | 15 | 16 | 17 | 18 | 19 | 20 | 21 | 22 | 23 | 24 | 25 | 26 | 27 | 28 | 29 | 30 | 31 |
| - | - | - | - | - | - | - | - | - | -- | -- | -- | -- | -- | -- | -- | -- | -- | -- | -- | -- | -- | -- | -- | -- | -- | -- | -- | -- | -- | -- |

### 1 oktober
- David Berg (75), Amerikaans sekteleider

### 3 oktober
- Lassi Parkkinen (77), Fins schaatser
- Heinz Rühmann (91), Duits acteur
- Max Emanuel von Thurn und Taxis (92), lid Duitse adel

### 4 oktober
- Bill Challis (90), Amerikaans arrangeur
- Adriaan Spreij (65), Nederlands ambtenaar

### 5 oktober
- Luc Jouret (46), Belgisch sekteleider
- Nini Rosso (68), Italiaans jazztrompettist

### 7 oktober
- Niels Kaj Jerne (82), Deens immunoloog

### 9 oktober
- Jan de Koning (68), Nederlands politicus
- Fred Lebow (64), Roemeens-Amerikaans atleet

### 10 oktober
- Richard J.C. Atkinson (74), Brits archeoloog
- Jacob Miedema (60), Nederlands politicus

### 11 oktober
- Nic Jonk (66), Nederlands beeldend kunstenaar

### 13 oktober
- Cornelis Nagtegaal (88), Nederlands koloniaal bestuurder
- Karl Edward Wagner (58), Amerikaans schrijver

### 14 oktober
- Gab Weis (68), Luxemburgs striptekenaar

### 15 oktober
- Sarah Kofman (60), Frans filosofe en schrijfster
- Michiel de Ruyter (68), Nederlands radiopresentator

### 16 oktober
- Ger de Roos (81), Nederlands musicus

### 17 oktober
- Hugo Yonzon jr. (70), Filipijns kunstenaar

### 18 oktober
- Lee Allen (67), Amerikaans saxofonist
- Urato Watanabe (85), Japans componist

### 19 oktober
- Gerardus Anne van Arkel (65), Nederlands bioloog

### 20 oktober
- Sergej Bondartsjoek (74), Russisch filmregisseur
- Burt Lancaster (80), Amerikaans acteur
- Jacques Richez (76), Frans graficus

### 21 oktober
- Mechie Trommelen (76), Nederlands ondernemer

### 22 oktober
- William Frankena (86), Amerikaans filosoof
- Rollo May (85), Amerikaans psycholoog
- Jimmy Miller (52), Amerikaans muziekproducent

### 23 oktober
- Cornelius Pama (77), Zuid-Afrikaans heraldicus en genealoog

### 24 oktober
- Raúl Juliá (54), Amerikaans acteur
- John Lautner (83), Amerikaans architect

### 25 oktober
- Mildred Natwick (89), Amerikaans actrice

### 27 oktober
- Nicolas Roussakis (60), Amerikaans componist

### 28 oktober
- Calvin Fuller (92), Amerikaans natuur- en scheikundige

### 29 oktober
- Frans van Beeck Calkoen (89), Nederlands burgemeester
- Jaap Koning sr. (87), Nederlands vakbondsbestuurder

### 31 oktober
- Lester Sill (76), Amerikaans musiekproducent

## November

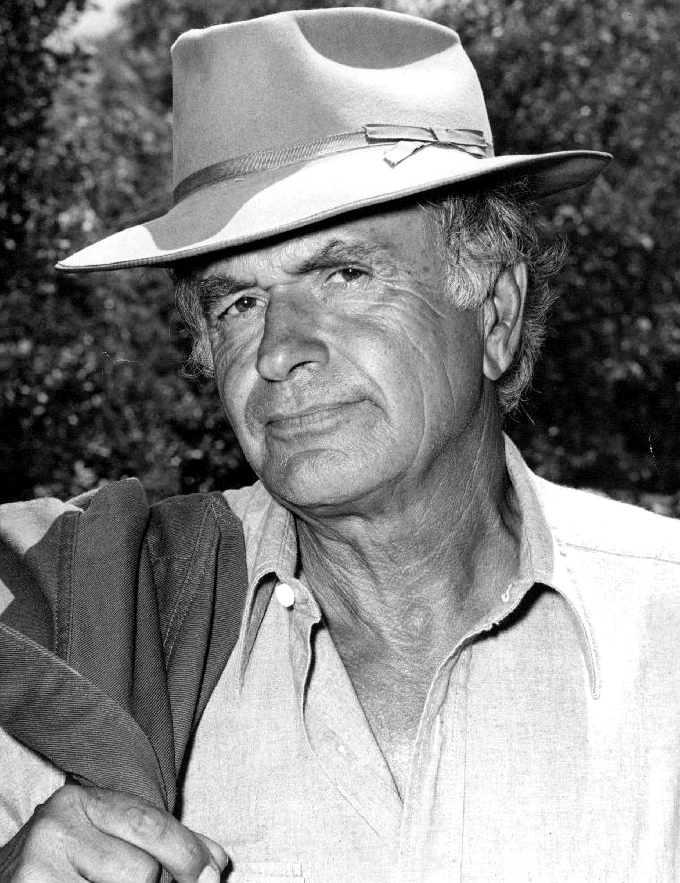
Noah Beery jr.
1 november

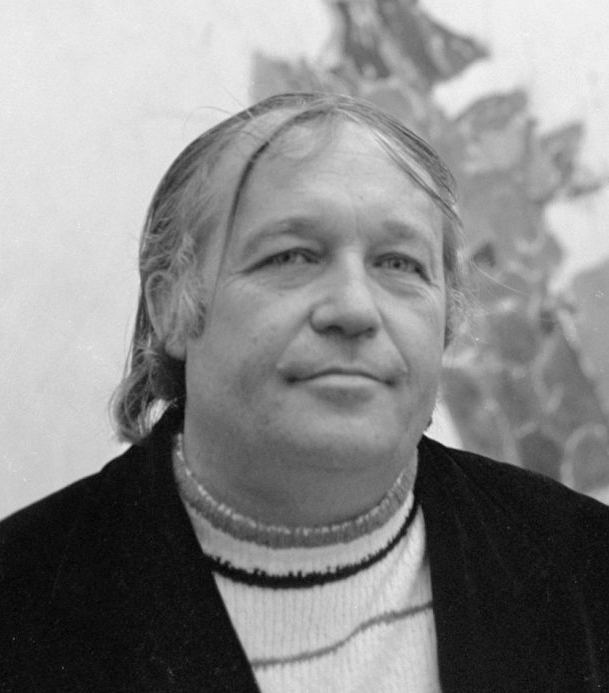
Sam Francis
4 november

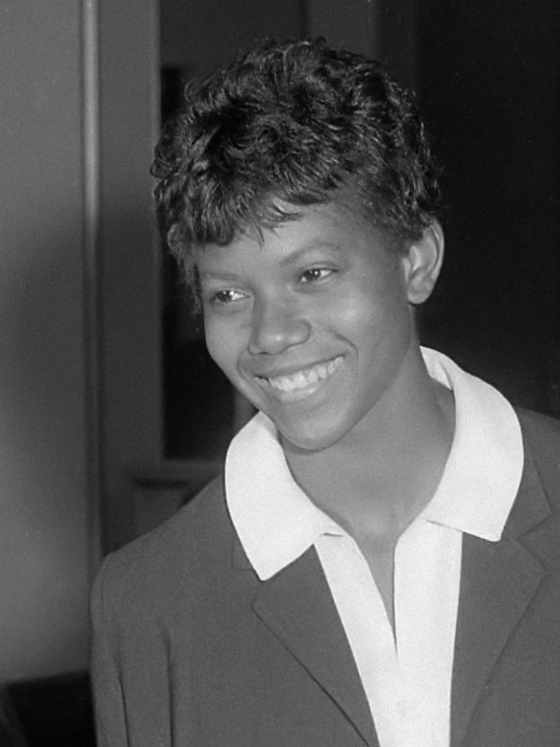
Wilma Rudolph
12 november

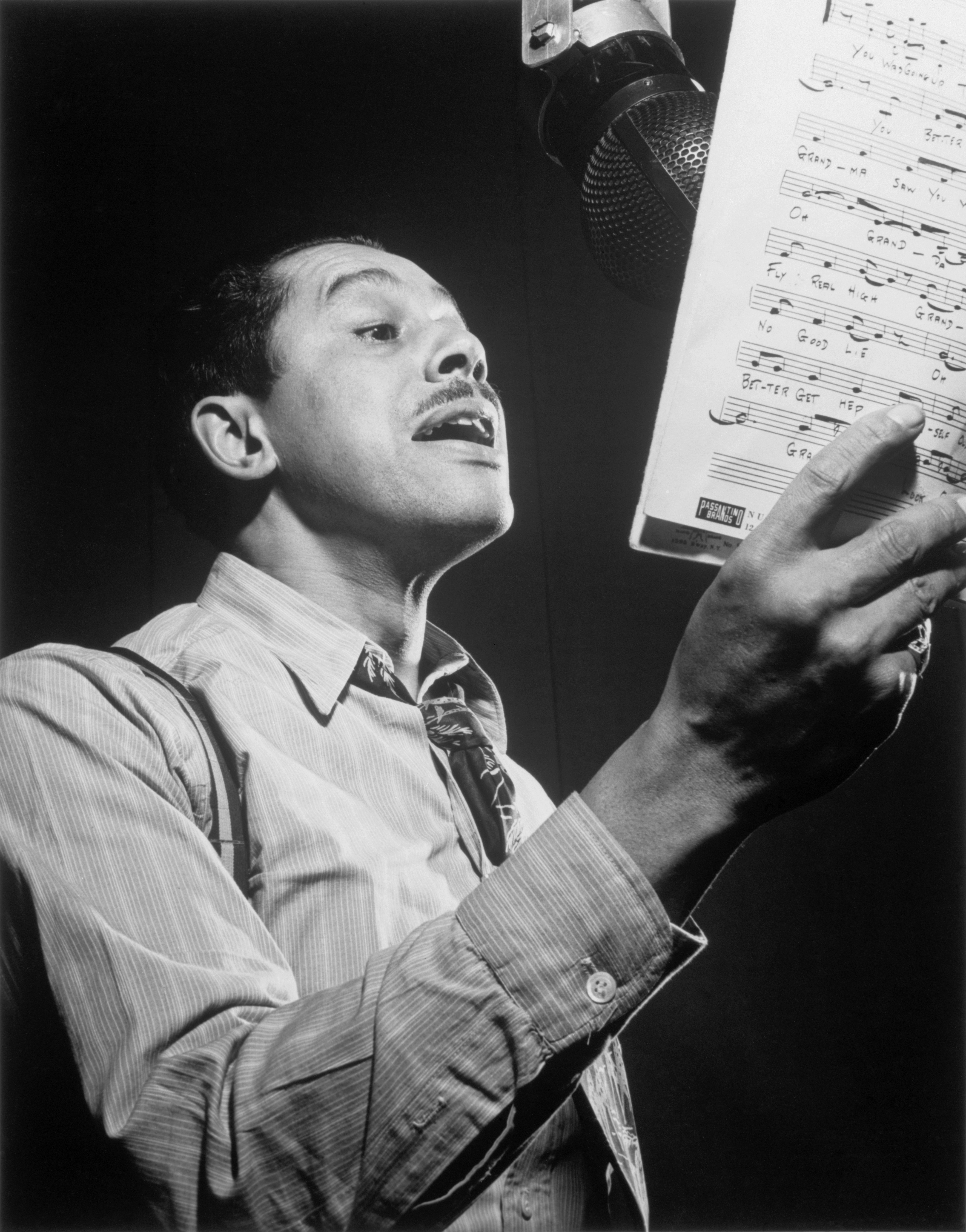
Cab Calloway
18 november

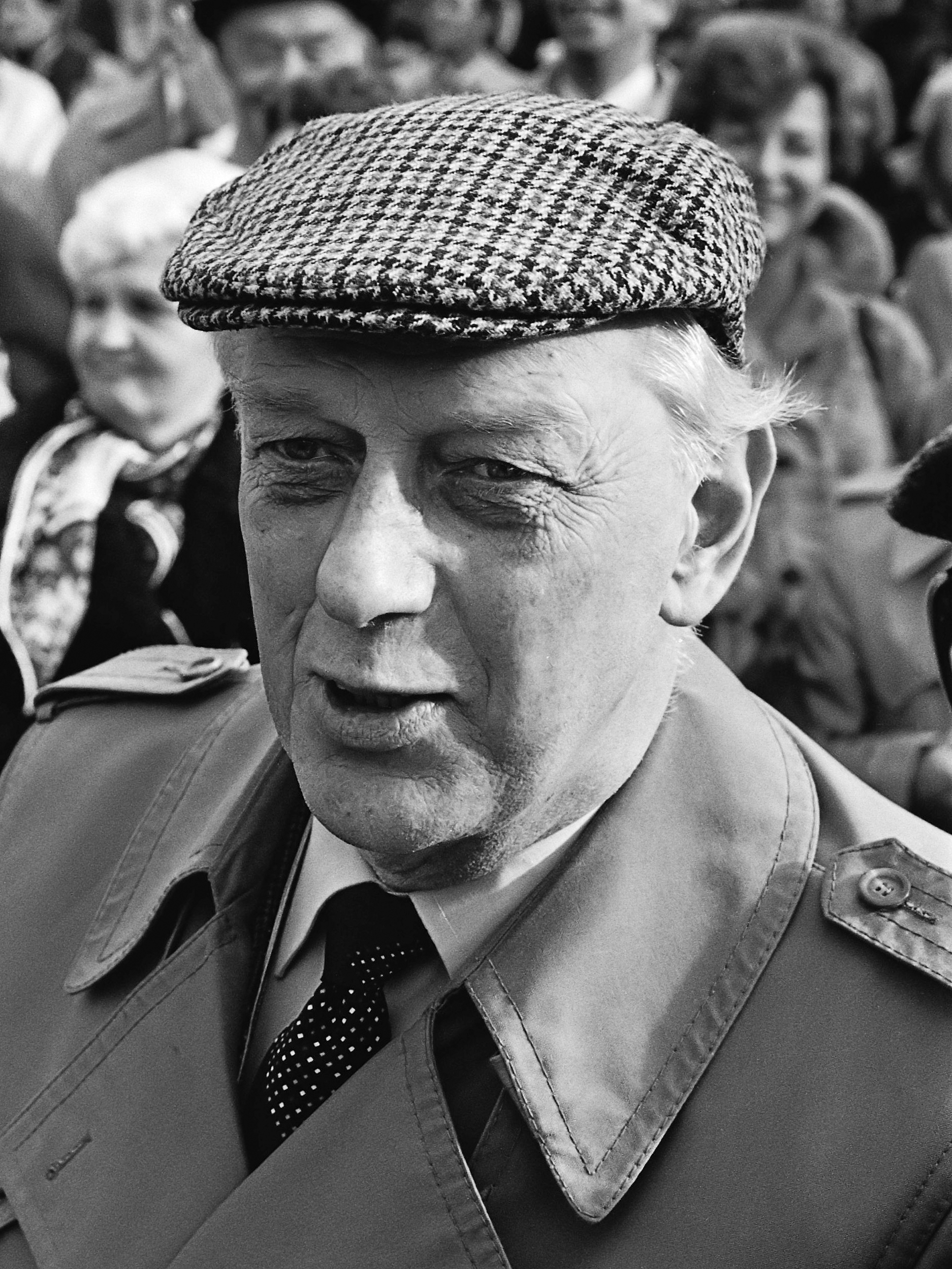
Gerard Toorenaar
25 november

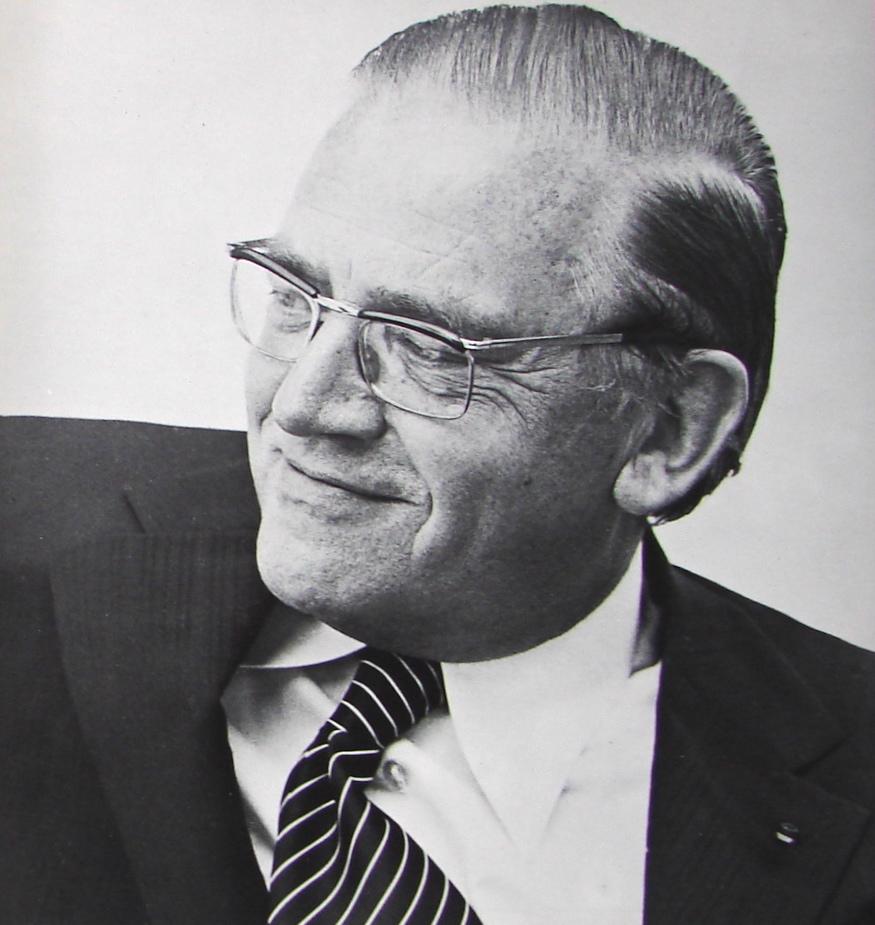
Omer Vanaudenhove
26 november

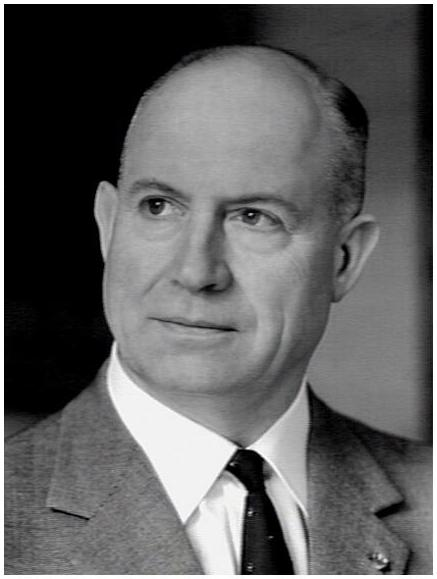
Hans de Goeij
28 november

| 1 | 2 | 3 | 4 | 5 | 6 | 7 | 8 | 9 | 10 | 11 | 12 | 13 | 14 | 15 | 16 | 17 | 18 | 19 | 20 | 21 | 22 | 23 | 24 | 25 | 26 | 27 | 28 | 29 | 30 |
| - | - | - | - | - | - | - | - | - | -- | -- | -- | -- | -- | -- | -- | -- | -- | -- | -- | -- | -- | -- | -- | -- | -- | -- | -- | -- | -- |

### 1 november
- Noah Beery jr. (81), Amerikaans acteur
- Richard Krautheimer (97), Duits kunsthistoricus
- Jan Wegter (64), Nederlands acteur

### 2 november
- Grisja Filipov (75), Bulgaars politicus

### 3 november
- Nicolaas Pieter Badenhuizen (84), Nederlands bioloog

### 4 november
- Sam Francis (71), Amerikaans kunstschilder

### 5 november
- Albert Sjesternjov (53), Sovjet-voetballer

### 6 november
- Vladimir Zagorovski (69), Russisch schaker

### 7 november
- Charles Mathiesen (83), Noors langebaanschaatser

### 9 november
- Priscilla Morrill (67), Amerikaans actrice
- Siegfried Somma (84), Oostenrijks componist

### 10 november
- Katrien Hoerée (37), Belgisch atlete
- Denise Masson (93), Frans islamologe
- Carmen McRae (74), Amerikaans jazzzangeres en actrice

### 11 november
- Elizabeth Maconchy (87), Brits componiste
- Dieter Wiedenmann (37), West-Duits roeier

### 12 november
- Eddie Gibbs (85), Amerikaans jazzmusicus
- Wilma Rudolph (54), Amerikaans atlete

### 13 november
- Raymond Both (78), Nederlands kunstenaar

### 15 november
- Pol Braekman (74), Belgisch atleet
- Volodymyr Ivasjko (62), Oekraïense politicus
- Ferdinand Jan Kranenburg (83), Nederlands politicus
- Leandro Locsin (66), Filipijns architect
- Theo Neutelings (101), Nederlands ondernemer

### 16 november
- Paul Humblet (80), Belgisch politicus

### 18 november
- Maurice Auslander (68), Amerikaans wiskundige
- Cab Calloway (86), Amerikaans zanger en bandleider
- Stanley Van den Eynde (85), Belgisch voetballer

### 21 november
- Manfred Langer (42), Nederlands ondernemer
- Willem Jacob Luyten (95), Nederlands-Amerikaans astronoom
- Werner Marx (84), Duits filosoof

### 22 november
- Charles Upham (86), Nieuw-Zeelands militair

### 24 november
- René Dittrich (74), Nederlands burgemeester
- Piet Kingma (68), Nederlands componist

### 25 november
- Gerard Toorenaar (69), Nederlands politiefunctionaris

### 26 november
- David Bache (69), Brits auto-ontwerper
- Joey Stefano (26), Amerikaans pornoacteur
- Omer Vanaudenhove (80), Belgisch politicus
- Peter Vink (77), Nederlands schrijver

### 27 november
- Harald Christensen (87), Deens wielrenner

### 28 november
- Jeffrey Dahmer (34), Amerikaans seriemoordenaar
- Etienne Floré (83), Belgisch politicus
- Hans de Goeij (86), Nederlands uitvinder
- Victor Legley (79), Belgisch componist
- Aad Meijer (52), Nederlands politicus
- Vera Witte (75), Nederlands schrijfster

### 30 november
- Guy Debord (62), Frans filosoof en filmmaker

## December

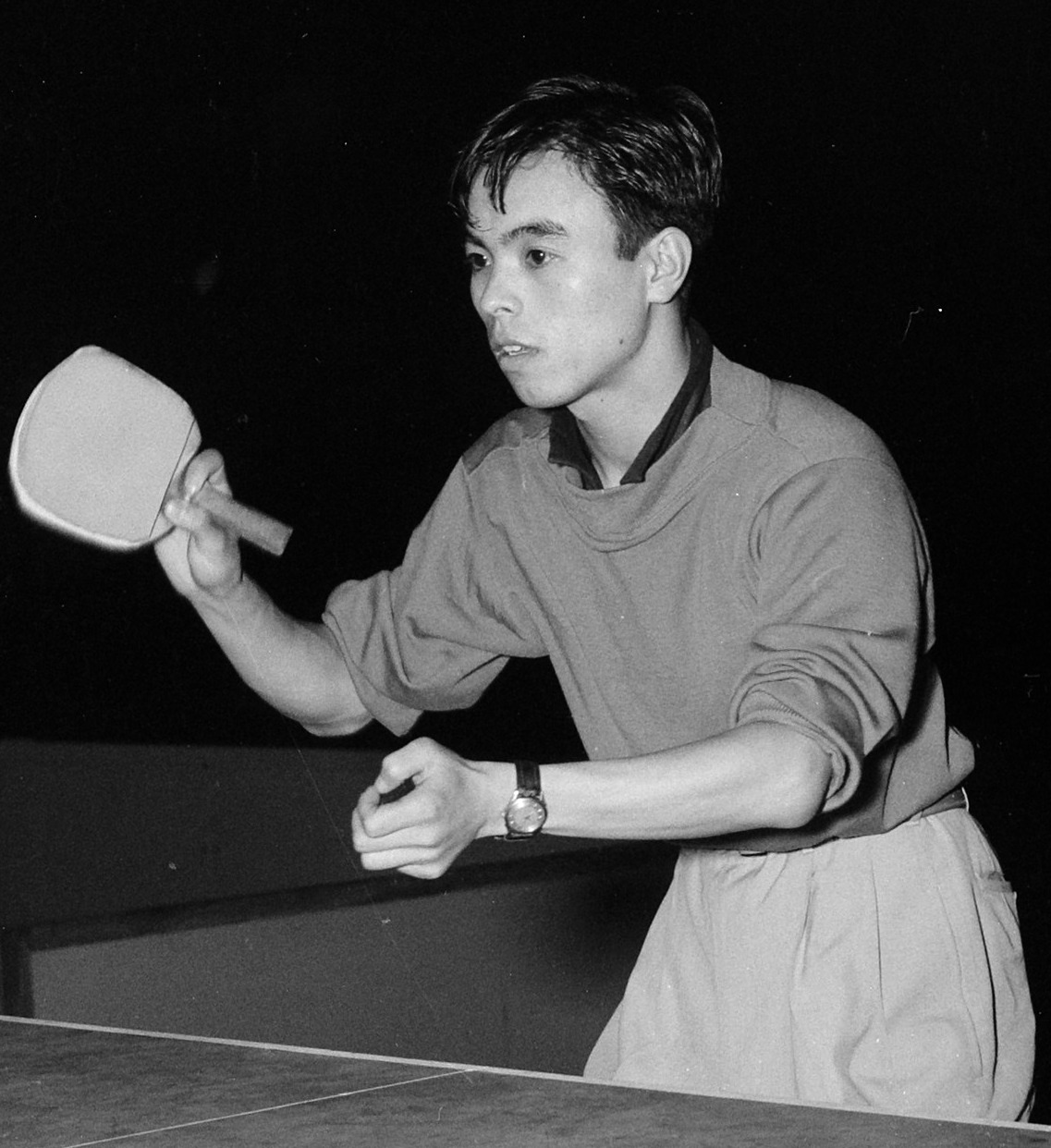
Ichiro Ogimura
5 december

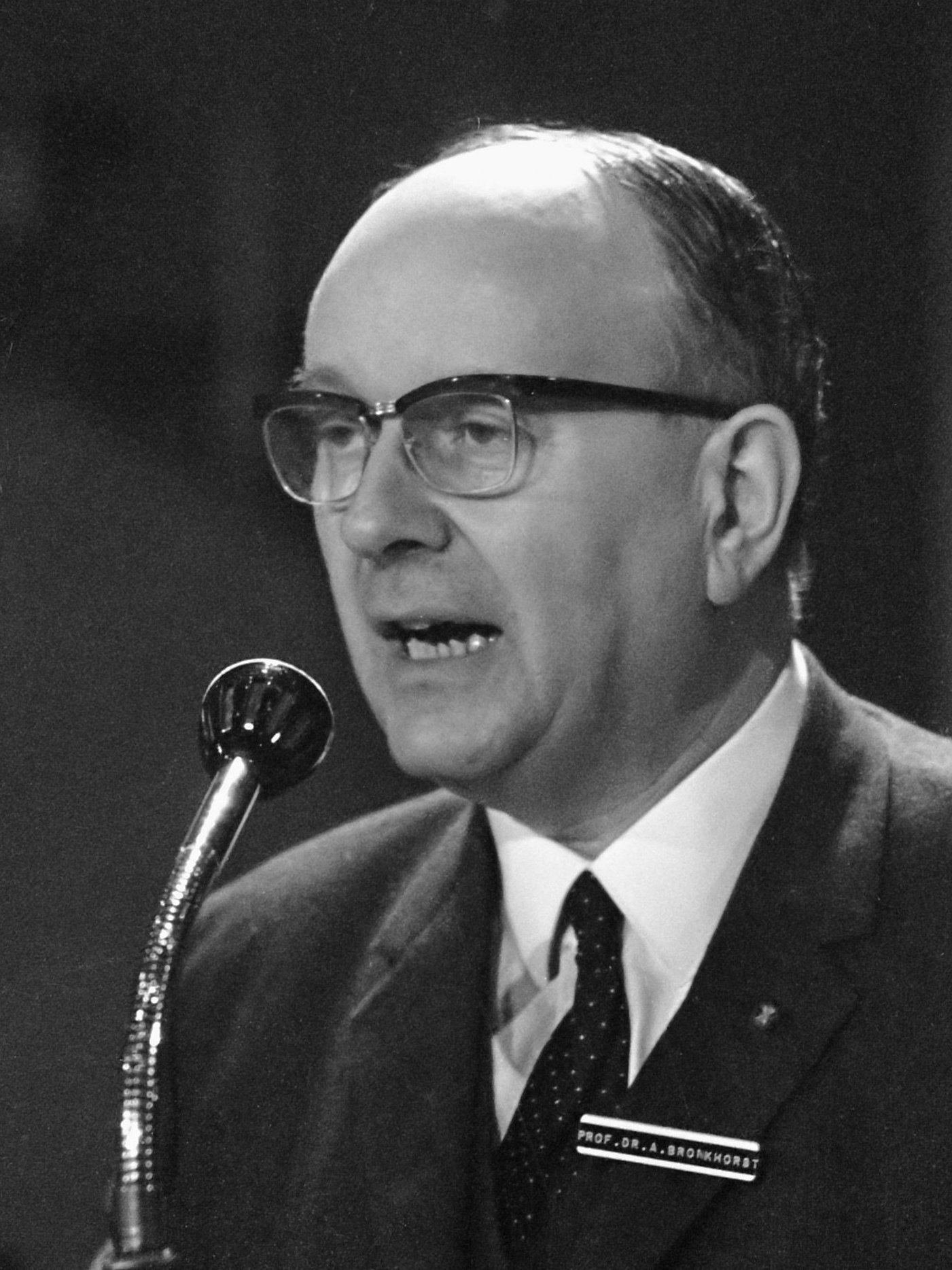
A.J. Bronkhorst
6 december

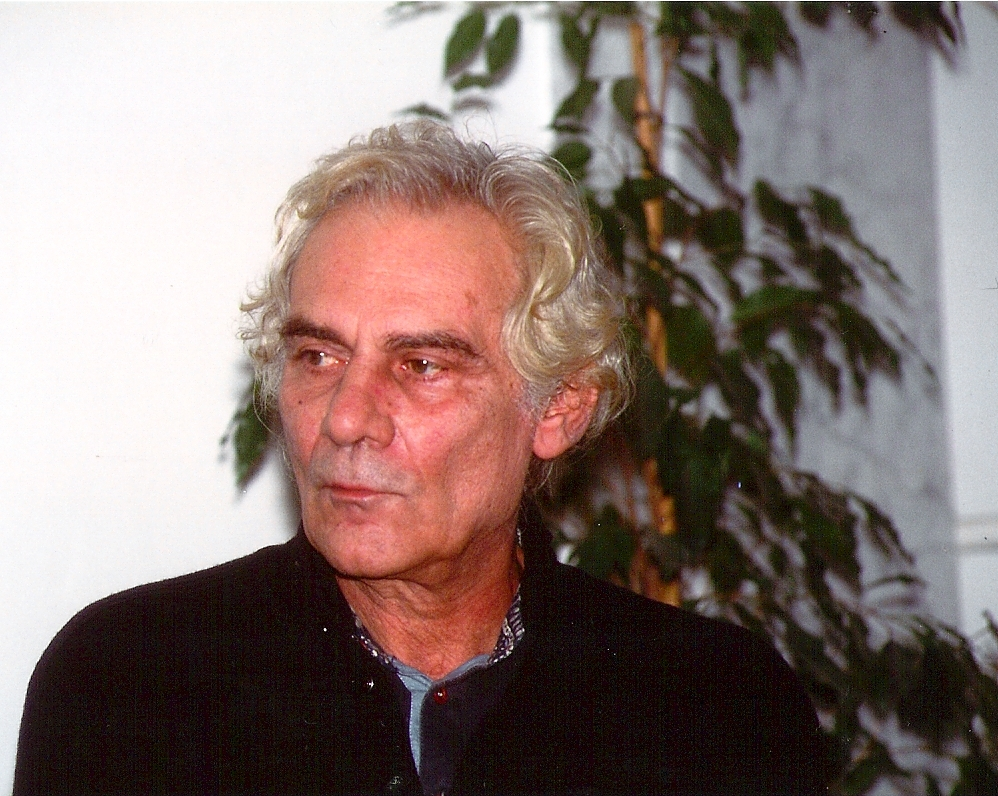
Gian Maria Volonté
6 december

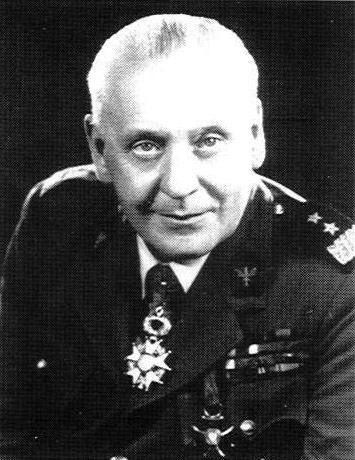
Stanisław Maczek
11 december

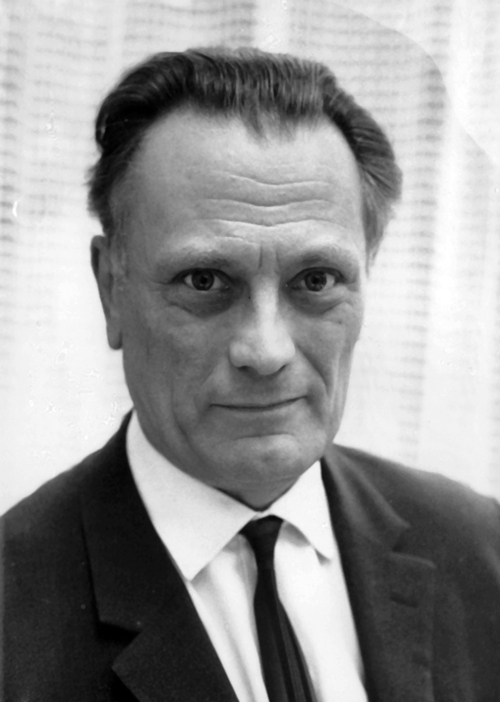
Herman Felderhof
13 december

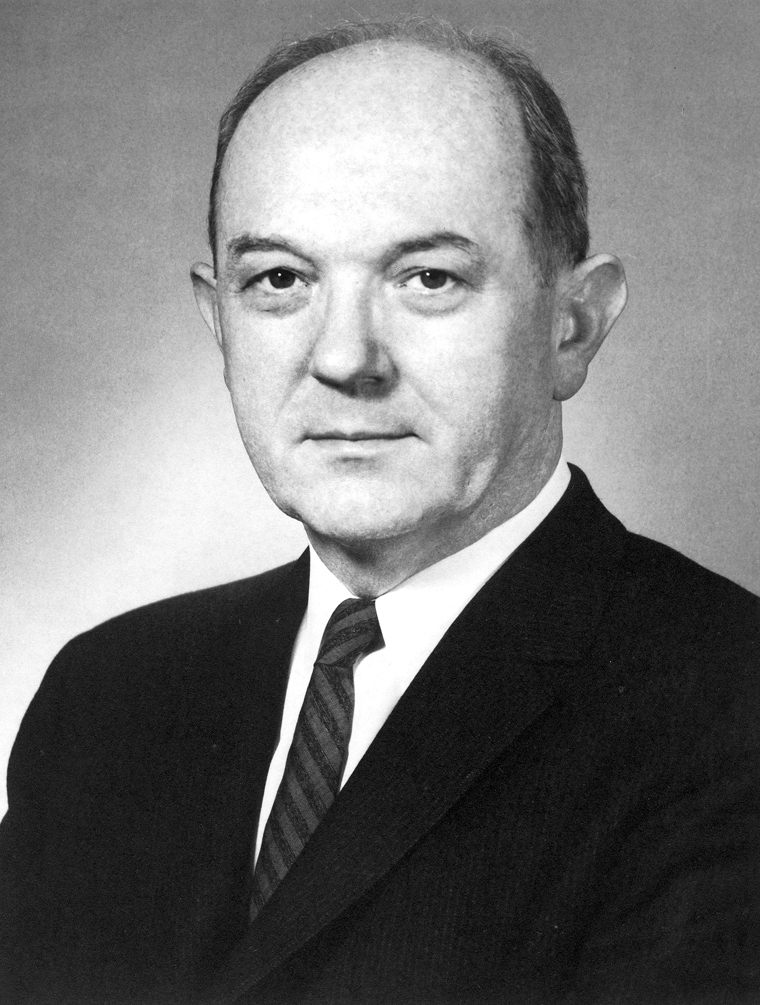
Dean Rusk
20 december

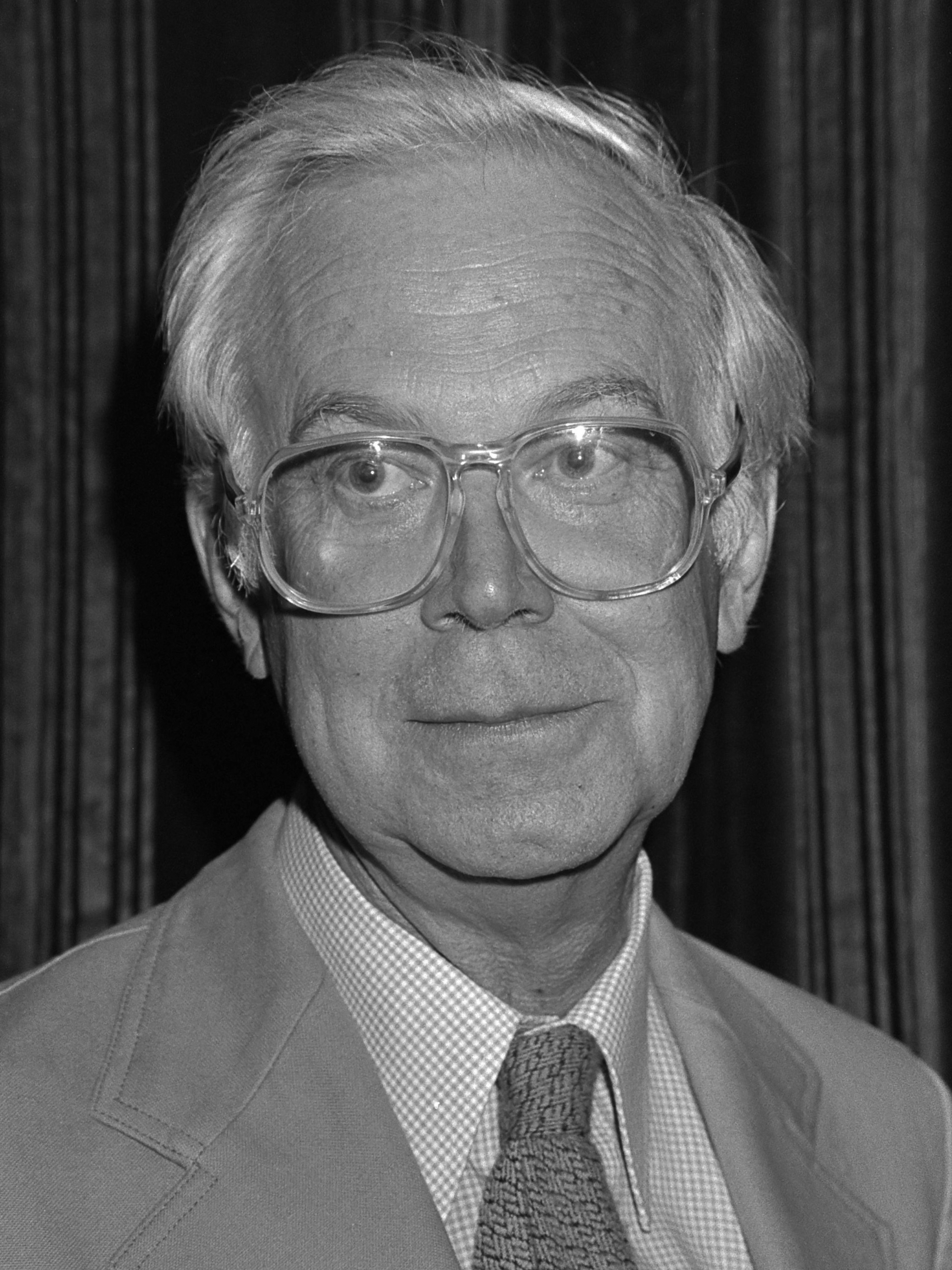
Joop Klant
26 december

| 1 | 2 | 3 | 4 | 5 | 6 | 7 | 8 | 9 | 10 | 11 | 12 | 13 | 14 | 15 | 16 | 17 | 18 | 19 | 20 | 21 | 22 | 23 | 24 | 25 | 26 | 27 | 28 | 29 | 30 | 31 |
| - | - | - | - | - | - | - | - | - | -- | -- | -- | -- | -- | -- | -- | -- | -- | -- | -- | -- | -- | -- | -- | -- | -- | -- | -- | -- | -- | -- |

### 1 december
- Romain Deconinck (78), Belgisch acteur

### 4 december
- Julio Ramón Ribeyro (65), Peruviaans schrijver en journalist

### 5 december
- Ad Hazewinkel (69), Nederlands journalist en nieuwslezer
- Ichiro Ogimura (62), Japans tafeltennisser
- Zdeněk Petr (75), Tsjechisch componist

### 6 december
- Roger Van Steenkiste (63), Belgisch politicus
- Gian Maria Volonté (61), Italiaans filmacteur
- Alexander Johannes Bronkhorst (80), Nederlands theoloog en kerkhistoricus

### 7 december
- Elga Andersen (59), Duits actrice en zangeres

### 8 december
- Antônio Carlos Jobim (67), Braziliaans componist

### 9 december
- Max Bill (85), Zwitsers architect, kunstenaar en schrijver
- Edgard Coppens (63), Belgisch politicus
- Heinz Graffunder (67), Duits architect
- Hugo Anthonius van Oerle (89), Nederlands architect en historicus

### 10 december
- George van Renesse (85), Nederlands pianist en dirigent
- Alex Wilson (89), Canadees atleet

### 11 december
- Marian Gobius (84), Nederlands beeldhouwster
- Stanisław Maczek (102), Pools militair

### 12 december
- Nicolaas Kuiper (74), Nederlands wiskundige
- William Lee Stokes (79), Amerikaans geoloog

### 13 december
- Herman Felderhof (83), Nederlands radioverslaggever en omroepbestuurder
- Antoine Pinay (102), Frans politicus
- Olga Roebtsova (85), Russisch schaakster

### 14 december
- Robert Mersey (77), Amerikaans componist

### 15 december
- Ferdinand Jan Kranenburg (83), Nederlands politicus

### 17 december
- Sophie Deroisin (85), Franstalige Belgische schrijfster

### 18 december
- Henry Banks (81), Amerikaans autocoureur
- Peter Hebblethwaite (64), Brits theoloog, journalist en schrijver
- Frank Morse (73), Amerikaans politicus en diplomaat

### 20 december
- Dean Rusk (85), Amerikaans politicus

### 23 december
- Sebastian Shaw (89), Brits acteur

### 24 december
- John Osborne (65), Brits toneelschrijver

### 26 december
- Joop Klant (79), Nederlands schrijver en econoom
- Pietro Pavan (91), Italiaans theoloog en kardinaal

### 27 december
- Charles Deckers (70), zalig verklaard Vlaams Witte Pater

### 29 december
- Jan Bender (85), Nederlands organist en componist

### 30 december
- Karel Lambrechts (84), Belgisch politicus

### 31 december
- Bruno Pezzey (39), Oostenrijks voetballer
- Woody Strode (80), Amerikaans filmacteur

## Datum onbekend
- Lucien Gustin (84), Belgisch politicus (overleden in mei)
- Marie Mejzlíková (91), Tsjecho-Slowaaks atlete (overleden in augustus)
- Helmert Mulder (71), Nederlands tekenaar
- Nena Saguil (69), Filipijns kunstschilder (overleden in februari)

1900 ·
1901 ·
1902 ·
1903 ·
1904 ·
1905 ·
1906 ·
1907 ·
1908 ·
1909 ·
1910 ·
1911 ·
1912 ·
1913 ·
1914 ·
1915 ·
1916 ·
1917 ·
1918 ·
1919 ·
1920 ·
1921 ·
1922 ·
1923 ·
1924 ·
1925 ·
1926 ·
1927 ·
1928 ·
1929 ·
1930 ·
1931 ·
1932 ·
1933 ·
1934 ·
1935 ·
1936 ·
1937 ·
1938 ·
1939 ·
1940 ·
1941 ·
1942 ·
1943 ·
1944 ·
1945 ·
1946 ·
1947 ·
1948 ·
1949 ·
1950 ·
1951 ·
1952 ·
1953 ·
1954 ·
1955 ·
1956 ·
1957 ·
1958 ·
1959 ·
1960 ·
1961 ·
1962 ·
1963 ·
1964 ·
1965 ·
1966 ·
1967 ·
1968 ·
1969 ·
1970 ·
1971 ·
1972 ·
1973 ·
1974 ·
1975 ·
1976 ·
1977 ·
1978 ·
1979 ·
1980 ·
1981 ·
1982 ·
1983 ·
1984 ·
1985 ·
1986 ·
1987 ·
1988 ·
1989 ·
1990 ·
1991 ·
1992 ·
1993 ·
1994 ·
1995 ·
1996 ·
1997 ·
1998 ·
1999 ·
2000 ·
2001 ·
2002 ·
2003 ·
2004 ·
2005 ·
2006 ·
2007 ·
2008 ·
2009 ·
2010 ·
2011 ·
2012 ·
2013 ·
2014 ·
2015 ·
2016 ·
2017 ·
2018 ·
2019 ·
2020 ·
2021 ·
2022 ·
2023 ·
2024 ·
2025